# Liste von Persönlichkeiten der Stadt Montreal
Diese Liste zählt Personen auf, die in der kanadischen Stadt Montreal (Québec) geboren wurden sowie solche, die in Montreal gewirkt haben, dabei jedoch andernorts geboren wurden. Die Liste erhebt keinen Anspruch auf Vollständigkeit.

## 17. und 18. Jahrhundert

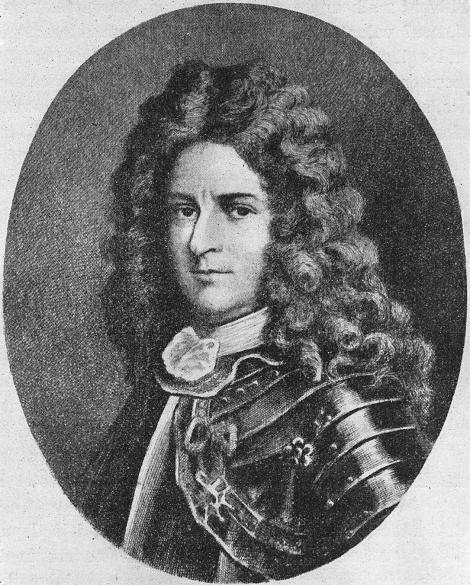
Pierre Le Moyne d’Iberville
(1661–1706)

- Pierre Le Moyne d’Iberville (1661–1706), Gründer von Louisiana
- Daniel Liénard de Beaujeu (1711–1755), Offizier der französischen Armee
- Jacques Grasset de Saint-Sauveur (1757–1810), französischer Diplomat, Literat, Publizist und Zeichner
- Jean-Jacques Lartigue (1777–1840), römisch-katholischer Ordensgeistlicher; der erste Bischof von Montréal
- Frédéric-Auguste Quesnel (1785–1866), Politiker, Jurist und Geschäftsmann
- Jules-Maurice Quesnel (1786–1842), Entdeckungsreisender, Geschäftsmann und Politiker
- Jacques Viger (1787–1858), Politiker, Journalist, Autor, Offizier, Archäologe und der erste Bürgermeister der Stadt Montreal
- Charles-Séraphin Rodier (1797–1876), Politiker; Bürgermeister Montreals von 1858 bis 1862
- William Edmond Logan (1798–1875), Geologe
- Émilie Gamelin (1800–1851), römisch-katholische Ordensgründerin

## 19. Jahrhundert

### 1801–1850

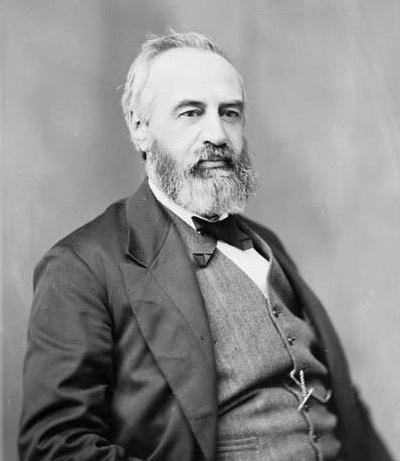
Charles-Eugène Boucher de Boucherville
(1822–1915)

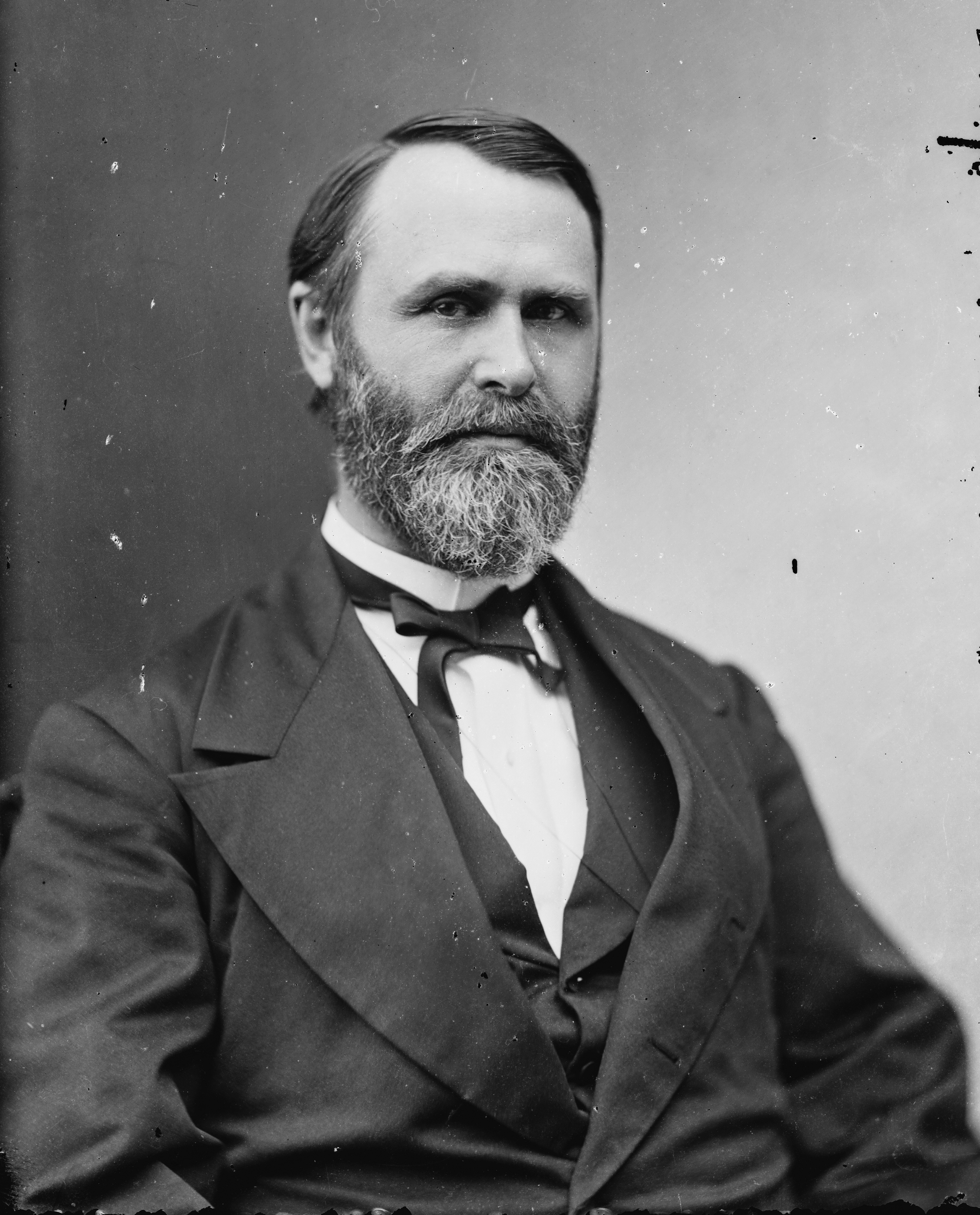
Jacob Dolson Cox
(1828–1900)

- Henry Ritter (1816–1853), deutsch-kanadischer Maler
- Charles-Eugène Boucher de Boucherville (1822–1915), Politiker
- Édouard-Charles Fabre (1827–1896), römisch-katholischer Erzbischof von Montréal
- Rodolphe Laflamme (1827–1893), Politiker, Rechtsanwalt und Professor
- Jacob Dolson Cox (1828–1900), Politiker
- James McShane (1833–1918), Politiker und Unternehmer
- John L. Jolley (1840–1926), US-amerikanischer Politiker
- Moïse Saucier (1840–1912), Pianist, Organist und Musikpädagoge
- Samuel Prowse Warren (1841–1915), Organist und Komponist
- Charles Sumner Warren (1842–1933), Orgelbauer
- Romain-Octave Pelletier (1843–1927), Organist und Komponist
- Joseph A. Fowler (1845–1917), Organist, Pianist, Chorleiter, Komponist und Musikpädagoge
- Arthur Lavigne (1845–1925), Geiger, Musikverleger, -veranstalter, -kritiker und -pädagoge
- Charles-Marie Panneton (1845–1890), Pianist, Musikpädagoge und Komponist
- Victor Alexander Bruce (1849–1917), britischer Politiker; Vizekönig von Indien
- Robert Crosbie (1849–1919), Theosoph
- Henrietta Edwards (1849–1931), Frauenrechtlerin und Reformerin
- Sydney Arthur Fisher (1850–1921), Politiker
- Theophilus Mayer (1850–1900), römisch-katholischer Ordensgeistlicher, Weihbischof in Madras

### 1851–1880

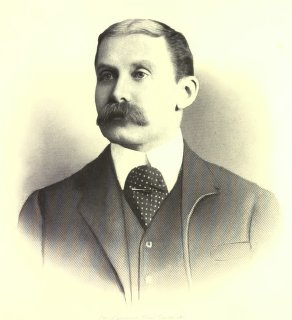
Montagu Allan
(1860–1951)

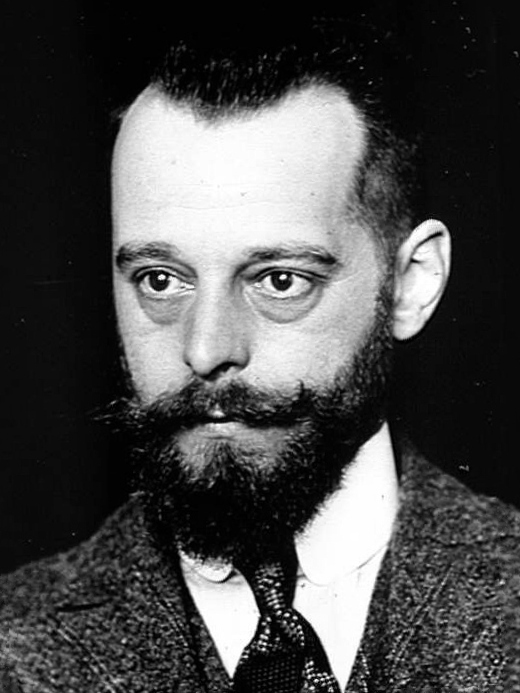
Félix Hubert d’Hérelle
(1873–1949)

- Guillaume Couture (1851–1915), Musikpädagoge, Musikkritiker, Dirigent, Chorleiter, Komponist, Organist und Sänger
- Ernest Lavigne (1851–1909), Komponist und Musikverleger
- Paul Bruchési (1855–1939), römisch-katholischer Erzbischof von Montréal
- Charles Joseph Doherty (1855–1931), Jurist, Hochschullehrer und Politiker
- Alexis Contant (1858–1918), Komponist und Organist
- Frank Dawson Adams (1859–1942), Geologe
- Émery Lavigne (1859–1902), Pianist, Organist und Musikpädagoge
- Arthur Peuchen (1859–1929), Geschäftsmann, Militär und Yacht-Sportler
- William Reed (1859–1945), Organist und Komponist
- Montagu Allan (1860–1951), Bankier und Reeder
- Eugène Chartier (1861–1932), Violinist und Dirigent
- Alexandre-M. Clerk (1861–1932), Komponist und Dirigent
- Raoul Dandurand (1861–1942), Rechtsanwalt und Politikerin
- Louis Rubenstein (1861–1931), Eiskunstläufer und Sportfunktionär
- Caroline Racicot (1862, 1864 oder 1872–1950), Musikpädagogin
- Joseph-Daniel Dussault (1864–1921), Organist und Musikpädagoge
- Louis Charbonneau (1865–1927), Cellist und Musikpädagoge
- James Wilson Morrice (1865–1924), Maler
- George Washington Stephens (1866–1942), Politiker und Offizier
- Édouard Clarke (1867–1917), Organist und Pianist
- Édouard-Zotique Massicotte (1867–1947), Folklorist, Archivar, Schriftsteller, Journalist und Jurist
- Elizabeth Eleanor D’Arcy Gaw (1868–1944), Designerin und Kunstschmiedin
- Arthur Letondal (1869–1956), Organist und Komponist
- Joseph Saucier (1869–1941), Sänger, Chorleiter und Pianist
- Frédéric Pelletier (1870–1944), Musikkritiker und Komponist
- Georges Gauthier (1871–1940), römisch-katholischer Erzbischof von Montréal
- Elzéar Hamel (1871–1944), Schauspieler
- Céline Marier (1871–1940), Sängerin und Gesangspädagogin
- Albert Ferland (1872–1943), Lyriker
- Félix Hubert d’Hérelle (1873–1949), britisch-kanadischer Biologe und Mikrobiologe
- Percyval Tudor-Hart (1873–1954), Maler, Bildhauer, Designer, Gemälderestaurator und Lehrer
- Philémon Cousineau (1874–1959), Jurist, Hochschullehrer und Politiker
- William Sutherland Maxwell (1874–1952), Bahaikanadischer Chorleiter, Komponist und Musikpädagoge
- Jean-Noël Charbonneau (1875–1945), Chorleiter, Komponist und Musikpädagoge
- Romain Pelletier (1875–1953), Organist und Komponist
- Harold Wolferstan Thomas (1875–1931), Tropenmediziner
- Alfred Lamoureux (1876–1954), Komponist und Musikpädagoge
- Amédée Tremblay (1876–1949), Organist und Komponist
- George Beattie (1877–1953), olympischer Silbermedaillengewinner[1]
- Mabel May (1877–1971), Malerin
- Joseph Piché (1877–1939), Organist
- Albert Lozeau (1878–1924), Lyriker
- Émile Taranto (1878–1936), Geiger, Musikpädagoge und Komponist
- Raoul Duquette (1879–1962), Cellist und Musikpädagoge
- Henry Hoobin (1879–1921), Lacrossespieler und Olympiasieger 1908[2]
- Émile Nelligan (1879–1941), Dichter
- Thibaudeau Rinfret (1879–1962), Oberster Richter
- Arthur Dominique Rozaire (1879–1922), impressionistischer Maler und Fotograf
- Ethel Seath (1879–1963), Malerin, Illustratorin und Kunstlehrerin schottisch-presbyterianischer Herkunft
- Dubbie Bowie (1880–1959), Eishockeyspieler
- Alexandre Desmarteaux (um 1880–1926), Schauspieler und Sänger

### 1881–1890

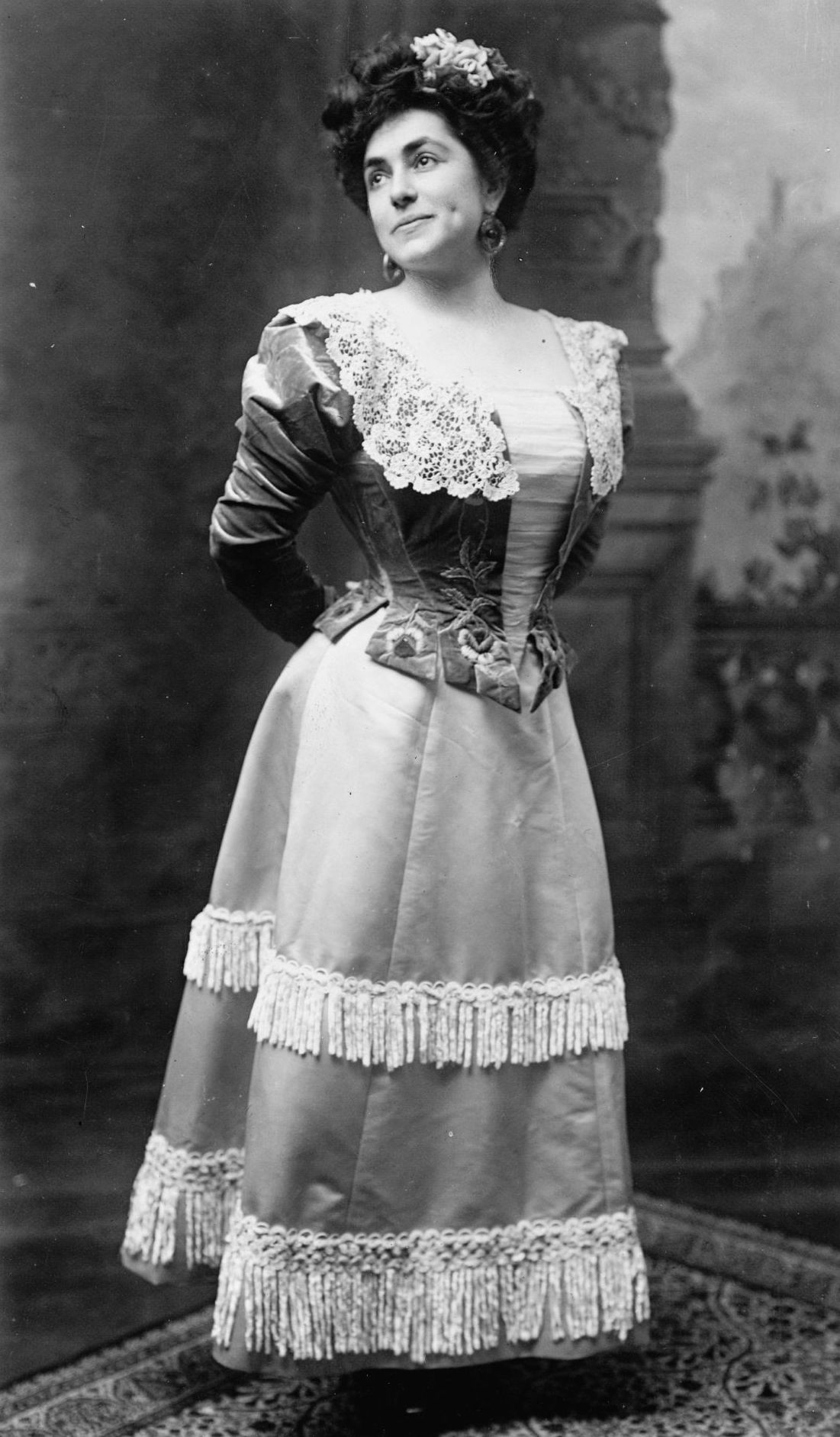
Pauline Donalda
(1882–1970)

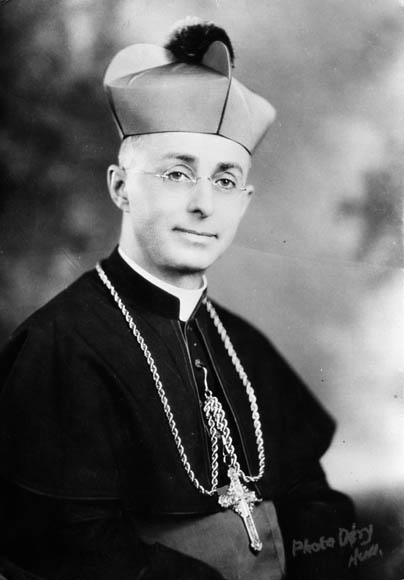
Jean-Marie-Rodrigue Villeneuve
(1883–1947)

- Élie Blanchard (1881–1941), Lacrossespieler und Olympiasieger 1904, Direktor des Montrealer Tiefbauamtes
- Arthur Plamondon (1881– nach 1939), Sänger und Gesangspädagoge
- Roméo Beaudry (1882–1932), Komponist, Musikkritiker, -produzent und -verleger
- Pauline Donalda (1882–1970), Sängerin und Gesangslehrerin
- A. Y. Jackson (1882–1972), Landschaftsmaler
- Frederick R. Macaulay (1882–1970), Ökonom
- Mabel Lockerby (1882–1976), Malerin
- Joseph-Wilfrid Guy (1883–1951), römisch-katholischer Bischof von Gravelbourg
- Ernest Hamilton (1883–1964), Lacrossespieler und Olympiasieger 1908[3]
- Jean-Marie-Rodrigue Villeneuve (1883–1947), römisch-katholischer Erzbischof und Kardinal
- Blanche Gauthier (1884–1960), Schauspielerin und Sängerin
- Emily Coonan (1885–1971), Malerin
- Jean-Josaphat Gagnier (1885–1949), Dirigent und Komponist
- Conrad Gauthier (1885–1964), Schauspieler und Sänger
- Frank Lukeman (1885–1946), Leichtathlet
- Gerald Murray (1885–1951), katholischer Ordensgeistlicher, Koadjutorerzbischof von Winnipeg
- Alfred Nohcor (1885–?), Sänger, Schauspieler und Komponist
- Campbell Stuart (1885–1972), Verleger
- Nana de Varennes (1885–1981), Schauspielerin
- Cairine Wilson (1885–1962), Politikerin
- Pierre-François Casgrain (1886–1950), Jurist und Politiker
- Edward Stuart McDougall, (1886–1957) kanadischer Richter am Internationalen Militärgerichtshof für den Fernen Osten und Provinzschatzmeister Québecs
- Albertine Morin-Labrecque (1886–1957), Komponistin und Pianistin
- Bella Ouellette (1886–1945), Schauspielerin
- Fred Barry (1887–1964), Schauspieler und Sänger
- Guillaume Dupuis (1887–1954), Chorleiter und Musikpädagoge
- Frederick Gilmore (1887–1969), US-amerikanischer Boxer, Bronzemedaillengewinner 1904[4]
- Hector Pellerin (1887–1953), Sänger, Schauspieler und Entertainer
- John Young Johnstone (1887–1930), Maler
- Willie Eckstein (1888–1963), Pianist und Komponist
- Armand Leclaire (1888–1931), Schauspieler und Autor
- Georges Vanier (1888–1967), Rechtswissenschaftler, Generalmajor, Botschafter und Generalgouverneur
- Camillien Houde (1889–1958), Bürgermeister von Montreal
- Sprague Cleghorn (1890–1956), Eishockeyspieler
- Guillaume Gagnier (1890–1962), Hornist und Kontrabassist

### 1891–1900

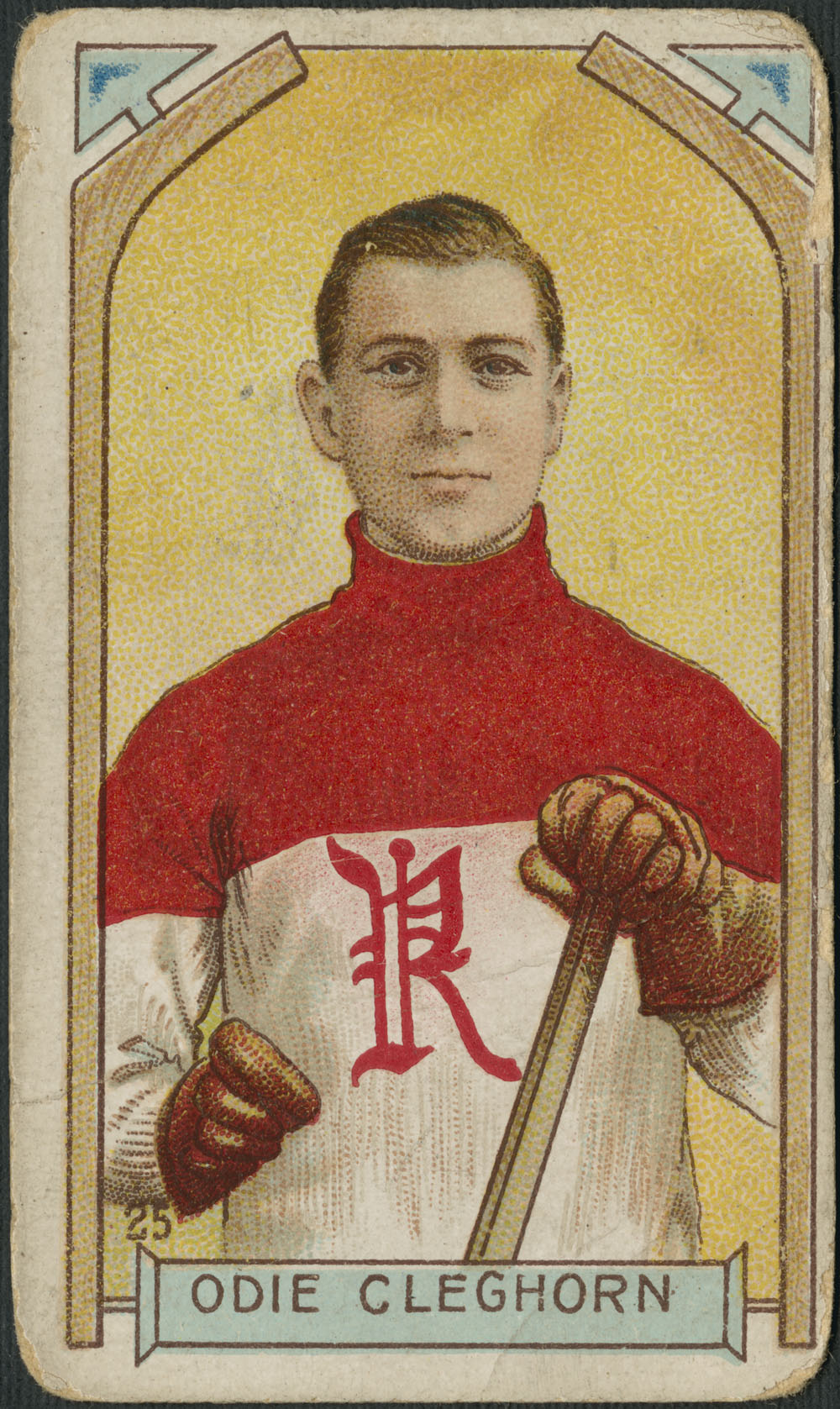
Odie Cleghorn
(1891–1956)

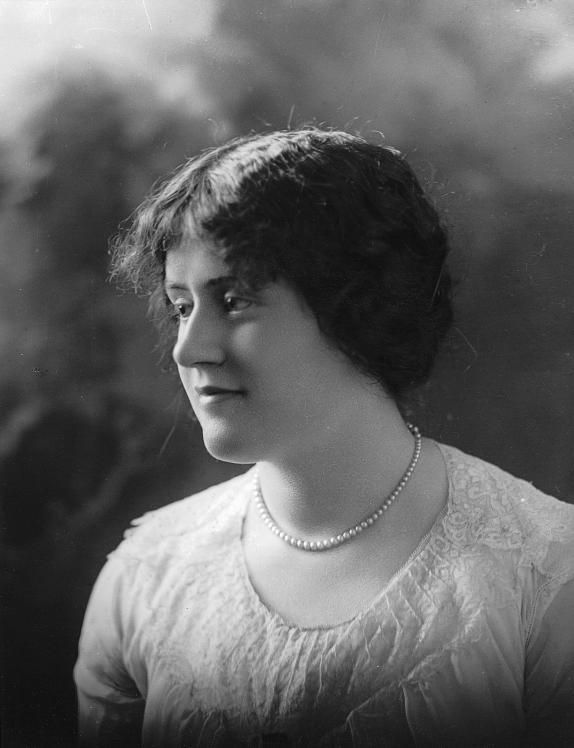
Thérèse Casgrain
(1896–1981)

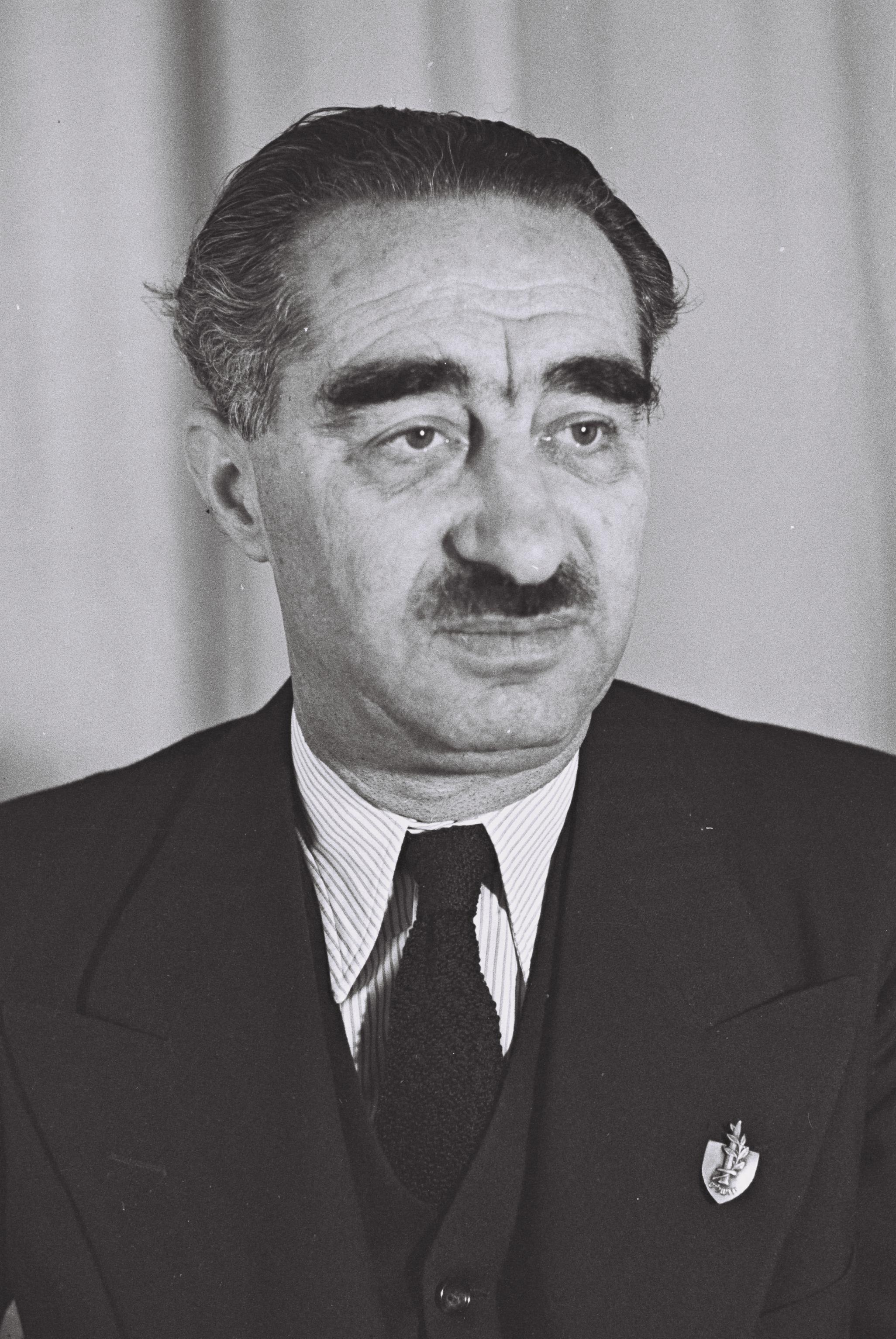
Dov Yosef
(1899–1980)

- Julie Winnefred Bertrand (1891–2007), vom 11. Dezember 2006 bis 18. Januar 2007 älteste Frau der Welt
- Claude Champagne (1891–1965), Komponist
- Odie Cleghorn (1891–1956), Eishockeyspieler
- Arthur Egerton (1891–1957), Organist, Chorleiter, Komponist und Musikpädagoge
- Sarah Robertson (1891–1948), Malerin
- René Gagnier (1892–1951), Komponist, Dirigent und Violinist
- Honoré Vaillancourt (1892–1933), Sänger
- Jacob Viner (1892–1970), Ökonom
- Victor Desautels (1893–1970), Sänger und Impresario
- George Hodgson (1893–1983), Schwimmer
- Kathleen Morris (1893–1986), Malerin
- Germaine Lebel (1894–1972), Sängerin
- Allie Vibert Douglas (1894–1988), Astronomin und Astrophysikerin
- Armand Gagnier (1895–1952), Klarinettist und Dirigent
- Lazarus Phillips (1895–1986), Rechtsanwalt, Politiker und Kunstsammler
- Henri Lacroix (1895–1962), Mundharmonikaspieler
- Thérèse Casgrain (1896–1981), Politikerin
- Prudence Heward (1896–1947), Malerin
- Anne Savage (1896–1971), Malerin und Kunstpädagogin
- Joseph-Antonio Thompson (1896–1974), Organist, Chorleiter und Musikpädagoge
- Jean Lallemand (1898–1987), Kunstmäzen
- Wilfrid Pelletier (1896–1982), Dirigent und Pianist
- Henri Poitras (1896–1971), Schauspieler und Dramatiker
- Cyril Slater (1897–1969), Eishockeyspieler
- Guy Stewart Callendar (1898–1964), Ingenieur und Erfinder
- Nora Collyer (1898–1979), Malerin
- Ernest Gagnier (1898–1931), Cellist und Oboist
- Yvette Lamontagne (1898–1992), Cellistin und Musikpädagogin
- Adrien Arcand (1899–1967), Journalist und Rechtsextremist
- Léo Deschâtelets (1899–1974), Oblate
- Antoinette Giroux (1899–1978), Schauspielerin
- Eugène Lapierre (1899–1970), Organist, Komponist, Musikpädagoge und Autor.
- Dov Yosef (1899–1980), Politiker
- Lorne Chabot (1900–1946), Eishockeyspieler
- Isabelle Delorme (1900–1991), Musikpädagogin und Komponistin
- Lucien Gagnier (1900–1956), Flötist
- Colin McPhee (1900–1964), Komponist
- Juliette Milette (1900–1992), Organistin, Musikpädagogin und Komponistin

## 20. Jahrhundert

### 1901–1910

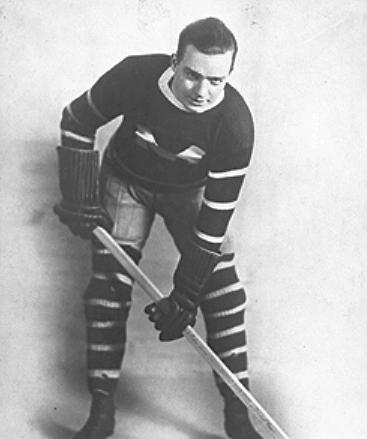
Nels Stewart
(1902–1957)

- Lionel Daunais (1901–1982), Sänger, Opernregisseur und Komponist
- Pauline Garon (1901–1965), Schauspielerin
- Alexandra Luke (1901–1967), Künstlerin der abstrakten Malerei
- Ovila Légaré (1901–1978), Schauspieler und Singer-Songwriter
- George Vernot (1901–1962), Schwimmer
- Joseph Gerald Berry (1902–1967), römisch-katholischer Erzbischof von Halifax
- Norma Shearer (1902–1983), Schauspielerin
- Lucien Sicotte (1902–1943), Violinist und Musikpädagoge
- Nels Stewart (1902–1957), Eishockeyspieler
- Paul Doyon (1903–1986), Pianist und Organist
- Rose Ouellette (1903–1996), Komikerin, Sängerin und Schauspielerin
- Jeanne Desjardins (1903–1961), Sängerin
- Caro Lamoureux (1904–1998), Sängerin
- Paul Desmarteaux (1905–1974), Schauspieler
- Roger Filiatrault (1905–1973), Sänger und Musikpädagoge
- Réal Gagnier (1905–1984), Oboist und Musikpädagoge
- Roland Gagnier (1905–1975), Fagottist und Musikpädagoge
- Léon Mayrand (1905–1975), Botschafter
- Harry Pangman (1905–1996), Skilangläufer
- Marie-Thérèse Paquin (1905–1997), Pianistin, Musikpädagogin und Übersetzerin
- Alex Wilson (1905–1994), Leichtathlet
- Gérald Desmarais (1906–1950), Sänger und Chorleiter
- Fleurette Beauchamp-Huppé (1907–2007), Pianistin, Musikpädagogin und Sängerin
- Joe Laporte (1907–1983), Radrennfahrer
- Roland Leduc (1907–2001), Cellist, Dirigent und Musikpädagoge
- Manda Parent (1907–1992), Schauspielerin
- Jori Smith (1907–2005), Malerin und Zeichnerin
- Ignace Colombani (1908–1988), Kolonialbeamter und Schriftsteller
- Paul-Émile Corbeil (1908–1965), Sänger und Gesangspädagoge, Rundfunkproduzent und Schauspieler
- Alvin Karpis (1908–1979), Krimineller
- Lucien Martin (1908–1950), Violinist und Dirigent
- Laurent Morin (1908–1996), römisch-katholischer Bischof von Prince-Albert
- Bernard Piché (1908–1989), Organist und Komponist
- Alfred Tourville (1908–1983), Radrennfahrer
- Félix R. Bertrand (1909–1978), Organist, Chorleiter und Komponist
- Alexander Carter (1909–2002), römisch-katholischer Bischof von Sault Sainte Marie
- Jean Deslauriers (1909–1978), Geiger, Dirigent und Komponist
- Herman Murray (1909–1998), Eishockeyspieler
- Eric Berne (1910–1970), kanadisch-US-amerikanischer Arzt und Psychiater
- Paul-Marcel Gauthier (1910–1999), Sänger und Komponist
- Jean Leduc (1910–2008), Organist, Pianist und Musikpädagoge
- Alexander Hurd (1910–1982), Eisschnellläufer
- Gilberte Martin (1910–1999), Pianistin und Musikpädagogin
- Ethel Stark (1910–2012), Dirigentin und Violinistin
- Hilda Strike (1910–1989), Leichtathletin
- Albert Viau (1910–2001), Sänger, Komponist und Musikpädagoge

### 1911–1920

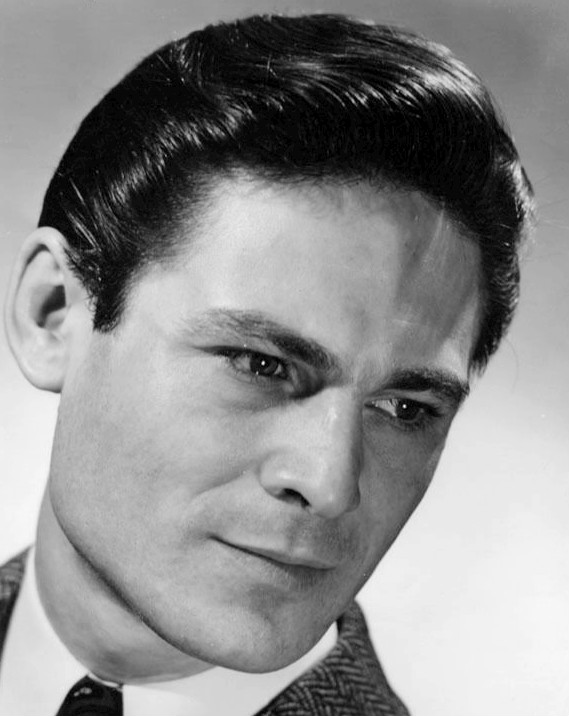
Joseph Wiseman
(1918–2009)

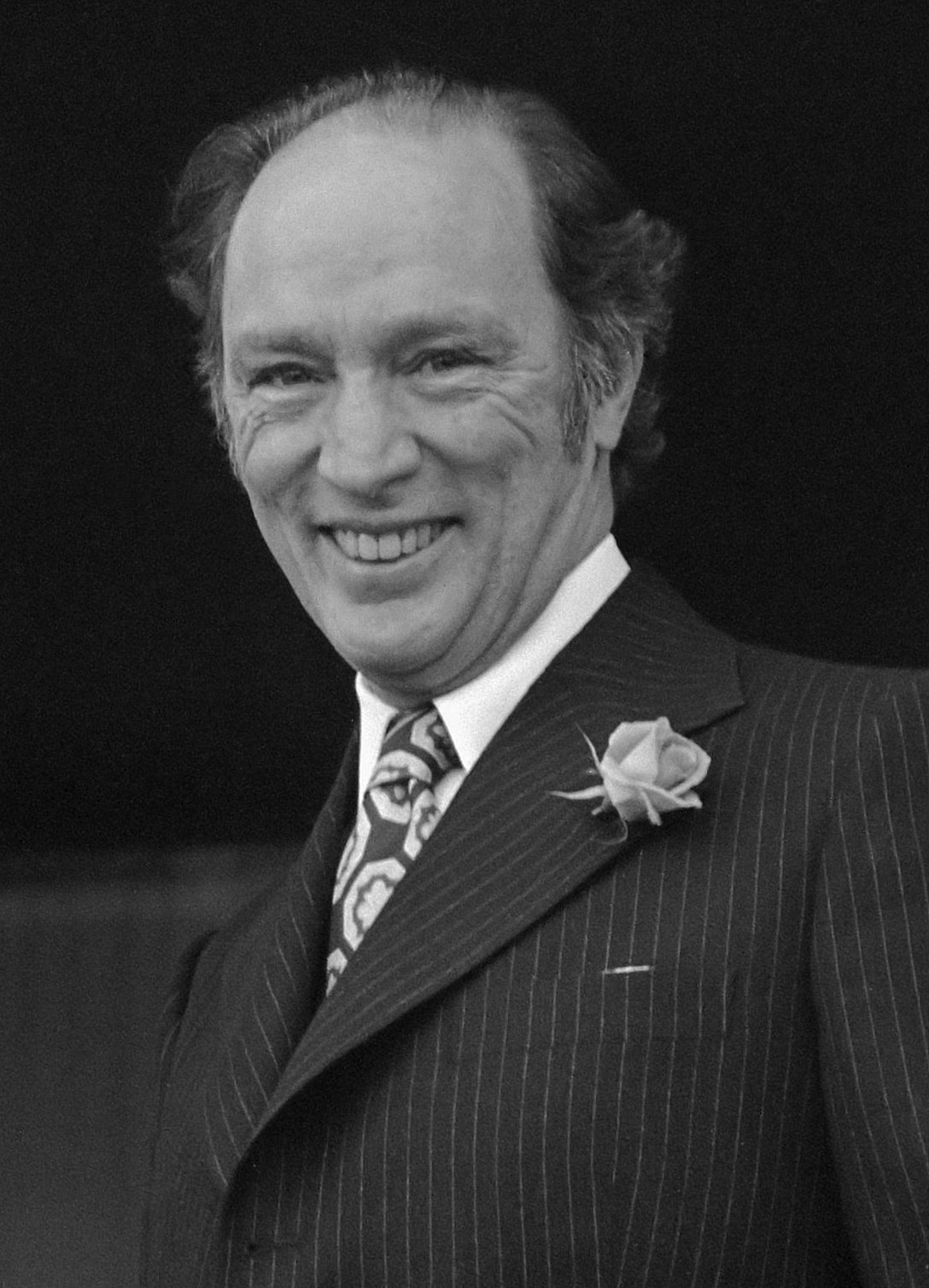
Pierre Trudeau
(1919–2000)

#### 1911–1915
- Robert Charbonneau (1911–1967), Schriftsteller und Journalist
- Hugh Farquharson (1911–1985), Eishockeyspieler und -trainer
- Joseph Giunta (1911–2001), Maler
- Gerald Emmett Carter (1912–2003), römisch-katholischer Erzbischof
- Jean-Paul Deschatelets (1912–1986), Politiker
- Juliette Huot (1912–2001), Schauspielerin
- André Laurendeau (1912–1968), Schriftsteller, Essayist, Journalist und Politiker
- Hector de Saint-Denys Garneau (1912–1943), Lyriker und Essayist
- Marcel Saucier (1912–1997), Geiger, Komponist und Musikpädagoge
- Violet Archer (1913–2000), Komponistin
- Paul Beaulieu (1913–2007), Diplomat und Journalist
- Henry Brant (1913–2008), US-amerikanischer Komponist
- Isadore Nathan Dubin (1913–1980), kanadisch-US-amerikanischer Pathologe
- Rose Goldblatt (1913–1997), Pianistin und Musikpädagogin
- Philip Guston (1913–1980), US-amerikanischer Maler
- Robert Lawrence (1913–2004), Filmeditor
- W. Stanford Reid (1913–1996), Historiker und reformierter Theologe
- Mark Robson (1913–1978), Filmregisseur und -produzent
- Jean Dickenson (1914–1989), US-amerikanische Sängerin
- Marvin Duchow (1914–1979), Komponist und Musikwissenschaftler
- H. L. Gold (1914–1996), Science-Fiction-Autor
- Olivier Guimond (1914–1971), Tizoune jr, Schauspieler
- Eric Kierans (1914–2004), Politiker
- Marcel Laurencelle (1914–1991), Chorleiter, Musikpädagoge und Komponist
- Louis Lecompte (1914–1970), Eishockeyspieler und -schiedsrichter
- Roméo Mastrocola (1914–1984), Geiger und langjähriger Personaldirektor des Orchestre symphonique de Montréal
- Phil Watson (1914–1991), Eishockeyspieler und -trainer
- Louis Archambault (1915–2003), Bildhauer
- Saul Bellow (1915–2005), Schriftsteller
- Alan Brewer (1915–2007), Physiker und Klimatologe
- Alexander Brott (1915–2005), Komponist
- Lewis Anthony Dexter (1915–1995), Politikwissenschaftler und Soziologe
- Charles Jordan (1915–1986), Sänger und Gesangspädagoge
- Arthur H. Robinson (1915–2004), Kartograf
- Jean Vallerand (1915–1994), Komponist und Dirigent

#### 1916–1920
- Pierre Baillargeon (1916–1967), Schriftsteller und Journalist
- Noël Brunet (1916–1973), Geiger und Violinlehrer
- Jean Drapeau (1916–1999), Bürgermeister von Montreal
- Paul Dupuis (1916–1976), Schauspieler
- Buddy O’Connor (1916–1977), Eishockeyspieler
- Jean Papineau-Couture (1916–2000), Komponist
- Georges Savaria (1916–1998), Pianist, Ondist, Musikpädagoge und Komponist
- Obie Baizley (1917–2000), Politiker
- Samuel Dolin (1917–2002), Komponist und Musikpädagoge
- Guy Favreau (1917–1967), Politiker
- Marcelle Martin (1917–2014), Organistin, Pianistin und Musikpädagogin
- Arthur Davison (1918–1992), Geiger und Dirigent
- Louis Dudek (1918–2001), Dichter
- Suzette Forgues Halasz (1918–2004), Cellistin und Musikpädagogin
- Sidney Harman (1918–2011), US-amerikanischer Unternehmer und Politiker
- Isabelle Papineau-Couture (1918–1987), Autorin
- John Kennett Starnes (1918–2014), Diplomat
- Ian Stevenson (1918–2007), Parapsychologe
- Gérard Tremblay (1918–2019), römisch-katholischer Geistlicher, Weihbischof in Montreal
- Joseph Wiseman (1918–2009), Schauspieler
- Émile Bouchard (1919–2012), Eishockeyspieler
- Maurice Dela (1919–1978), Komponist und Organist
- Roger Doucet (1919–1981), Sänger
- Gilles Lamontagne (1919–2016), Politiker
- Eric McLean (1919–2002), Journalist und Musikkritiker
- Gérard Pelletier (1919–1997), Politiker
- Robert Gordon Rogers (1919–2010), Manager und Vizegouverneur von British Columbia
- Pierre Trudeau (1919–2000), Politiker und Premierminister Kanadas
- Joe Weider (1919–2013), Kraftsportler und Unternehmer
- Chico Alvarez (1920–1992), US-amerikanischer Jazzmusiker
- René Audet (1920–2011), römisch-katholischer Bischof
- Paul-Maurice Choquet (1920–1996), römisch-katholischer Geistlicher, Weihbischof in Cap-Haïtien
- Henry Corden (1920–2005), Schauspieler
- Selma Diamond (1920–1985), Schauspielerin und Drehbuchautorin
- Anita Ellis (1920–2015), Sängerin
- George London (1920–1985), Opernsänger
- Fernand Nault (1920–2006), Balletttänzer und Choreograph
- Melville Schachter (1920–2000), Mediziner
- Daisy Peterson Sweeney (1920–2017), Klavierpädagogin und Organistin
- Robert Turner (1920–2012), Komponist und Musikpädagoge
- Pierre Vadeboncoeur (1920–2010), Schriftsteller

### 1921–1930

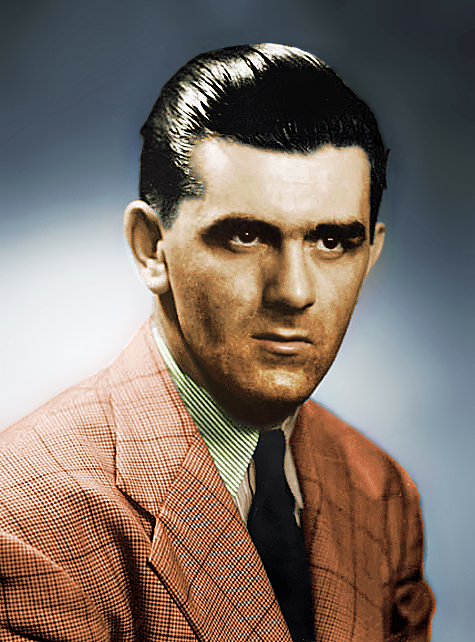
Maurice Richard
(1921–2000)

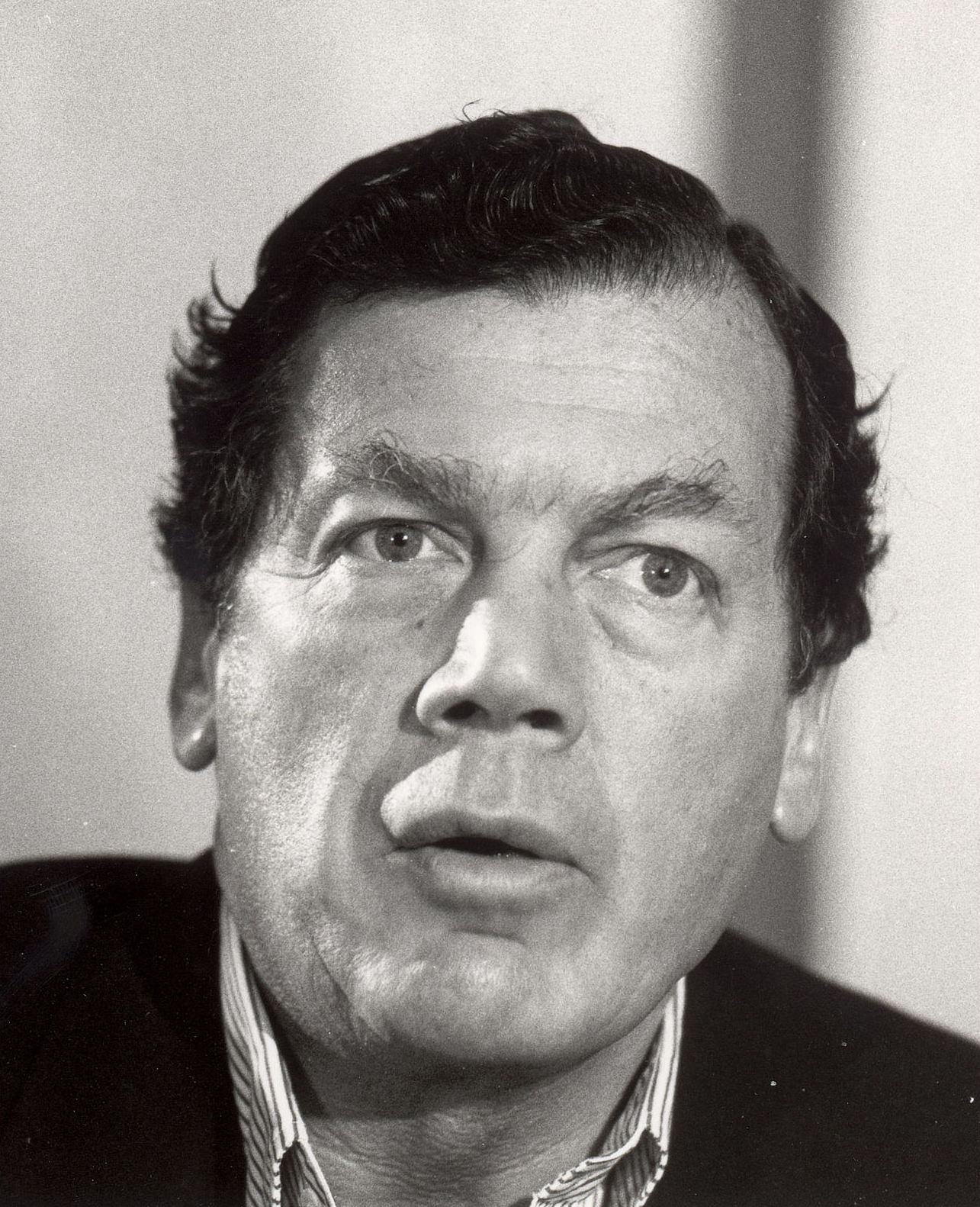
Edgar Miles Bronfman senior
(1929–2013)

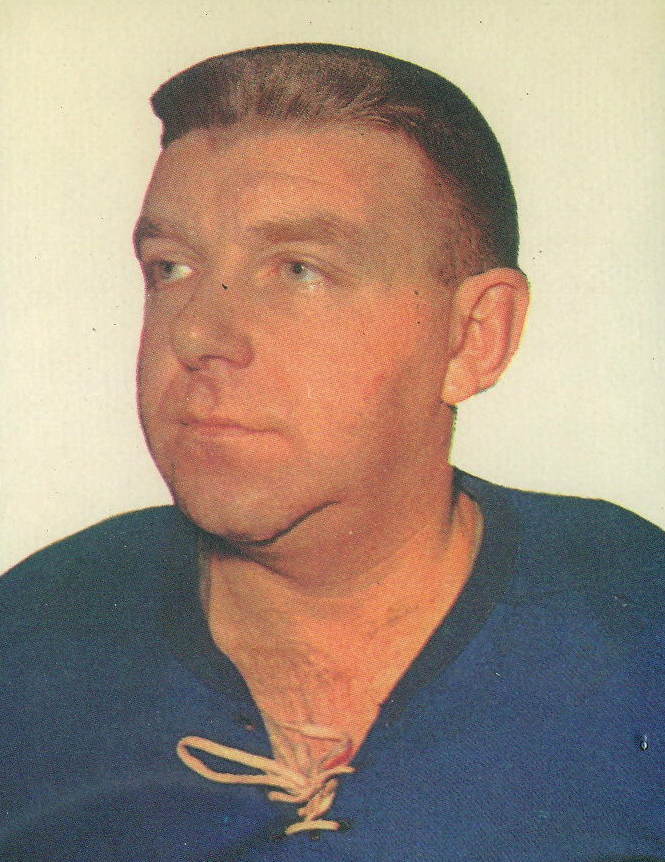
Gump Worsley
(1929–2007)

#### 1921
- Pierrette Alarie (1921–2011), Sängerin und Gesangspädagogin
- Fernand Graton (1921–2000), Dirigent, Chorleiter und Musikpädagoge
- Pierre Laporte (1921–1970), Politiker
- Gerald A. Leonards (1921–1997), Bauingenieur
- Maurice Richard (1921–2000), Eishockeyspieler
- William Stevens (1921–1997), Pianist und Musikpädagoge

#### 1922
- Mavis Gallant (1922–2014), Journalistin und Schriftstellerin
- Mildred Goodman (1922–2017), Violinistin
- Gilles Lefebvre (1922–2001), Geiger
- Rafael Masella (1922–2006), Klarinettist, Musikpädagoge und Komponist
- Muriel Millard (1922–2014), Schauspielerin, Sängerin, Tänzerin und Malerin
- Madeleine Sherwood (1922–2016), Schauspielerin
- Rhona Wurtele (1922–2020), Skirennläuferin

#### 1923
- André Asselin (1923–2012), Pianist und Komponist
- Andrée Desautels (1923–2023), Musikwissenschaftlerin, Musikpädagogin, Komponistin und Ondistin
- Roger Fauteux (1923–2021), Maler
- Rudolph Arthur Marcus (* 1923), Chemiker
- Raymonde Martin (1923–2019), Cellistin und Musikpädagogin
- Colombe Pelletier (1923–2021), Pianistin und Klavierbegleiterin
- Jean-Paul Riopelle (1923–2002), Maler und Bildhauer
- Jean-Louis Roux (1923–2013), Theaterregisseur, Schauspieler, Übersetzer und Politiker
- Jean-Marie Lafontaine (1923–1981), römisch-katholischer Geistlicher, Weihbischof in Montréal
- Maurice Sauvé (1923–1992), Politiker

#### 1924
- Gilmour Boa (1924–1973), Sportschütze
- Colleen Dewhurst (1924–1991), Schauspielerin
- Claire Gagnier (1924–2022), Sopranistin
- Doug Harvey (1924–1989), Eishockeyspieler
- Jean-Pierre Hurteau (1924–2009), Sängerin
- Germain Lefebvre (1924–2008), Sänger, Chorleiter und Musikpädagoge
- Irving Massey (* 1924), kanadisch-US-amerikanischer Literaturwissenschaftler
- Dorothy Morton (1924–2008), Pianistin und Musikpädagogin
- Mimi Parent (1924–2005), Künstlerin
- Charles-Omer Valois (1924–2013), römisch-katholischer Bischof von Saint-Jérôme

#### 1925
- Marie-Andrée Bertrand (1925–2011), Kriminologin, Feministin und antiprohibitionistische Aktivistin
- Pierre Daignault (1925–2003), Schauspieler, Folksänger und Schriftsteller
- Paterson Ewen (1925–2002), Maler und Hochschullehrer
- Claude Gauvreau (1925–1971), Schriftsteller
- Henri-André Laperrière (1925–2015), Eishockeyspieler
- Michel Perrault (1925–2010), Komponist, Dirigent, Paukist und Musikpädagoge
- Oscar Peterson (1925–2007), Jazzpianist
- Françoise Sullivan (* 1925), Künstlerin

#### 1926
- Réjane Cardinal (1926–2000), Sängerin
- Jean-Pierre Côté (1926–2002), Politiker
- Yvon Dupuis (1926–2017), Politiker
- Gérald Gagnier (1926–1961), Komponist und Trompeter
- John Edgar Colwell Hearne (1926–1994), Schriftsteller
- Bob Lacourse (1926–2013), Radrennfahrer
- François Morel (1926–2018), Komponist und Dirigent
- Lauretta Rix (1926–2009), Grafikerin und Illustratorin

#### 1927
- Gretta Chambers (1927–2017), Journalistin und Hochschulkanzlerin
- Gabriel Gascon (1927–2018), Schauspieler
- Gerard Gratton (1927–1963), Gewichtheber
- Phyllis Lambert (* 1927), Architektin, Planerin und Philanthropin
- André Langevin (1927–2009), Schriftsteller
- Pierre Mercure (1927–1966), Komponist und Fernsehproduzent
- Jean-Paul Mousseau (1927–1991), Maler und Bildhauer
- Silvio Narizzano (1927–2011), Filmregisseur, Drehbuchautor und Produzent
- Bernie Piltch (1927–1983), Jazzsaxophonist, -klarinettist und -flötist
- Mort Sahl (1927–2021), kanadisch-US-amerikanischer Stand-up-Comedian und politischer Satiriker
- Robert Savoie (1927–2007), Sänger und Musikpädagoge
- Fernando Soucy (1927–1975), Sänger und Fiddelspieler
- Laurent Tessier (1927–2012), Radrennfahrer

#### 1928
- Gilles Baillargeon (1928–2020), Geiger und Musikpädagoge
- Michel Brault (1928–2013), Kameramann und Regisseur
- Norman Brooks (1928–2006), Sänger
- Maynard Ferguson (1928–2006), Jazztrompeter und Flügelhornist
- Samuel O. Freedman (* 1928), Immunologe
- Heward Grafftey (1928–2010), Politiker
- Monique Leyrac (1928–2019), Schauspielerin und Sängerin
- Hélène Loiselle (1928–2013), Schauspielerin
- Galt MacDermot (1928–2018), Komponist
- Brian Macdonald (1928–2014), kanadischer Balletttänzer, Choreograph und Opernregisseur
- Ronald St. John Macdonald (1928–2006), Jurist und Richter am Europäischen Gerichtshof für Menschenrechte
- Nachum Elieser Rabinovitch (1928–2020), israelischer jüdischer Theologe und Rabbiner
- Jeanne Renaud (1928–2022), Tänzerin und Choreographin
- Jacqueline Richard (1928–2015), Pianistin, Korrepetitorin und Dirigentin
- Milton Sealey (* 1928), US-amerikanischer Pianist
- Jacob Siskind (1928–2010), Musikkritiker

#### 1929
- Hubert Aquin (1929–1977), frankokanadischer Schriftsteller
- Edgar Miles Bronfman senior (1929–2013), kanadisch-US-amerikanischer Unternehmer; Präsident des Jüdischen Weltkongresses (1981–2007)
- Clarice Carson (1929–2015), Sängerin
- Fernande Chiocchio (1929–2021), Sängerin und Musikpädagogin
- Hal Gaylor (1929–2015), Jazzmusiker
- Roland Giguère (1929–2003), Künstler und Dichter
- Arthur Kerman (1929–2017), kanadisch-US-amerikanischer Kernphysiker
- André Mathieu (1929–1968), Pianist und Komponist
- Alan McCleery (1929–2022), Kanute
- Ronald Melzack (1929–2019), Psychologe und Schmerzforscher
- Jim Ritchie (1929–2017), Bildhauer
- Peter Dale Scott (* 1929), Autor, Diplomat und Anglist
- Sol Tolchinsky (1929–2020), Basketballspieler
- Gump Worsley (1929–2007), Eishockeyspieler

#### 1930
- Anthony Abbott (1930–2023), Politiker
- George Bloomfield (1930–2011), Regisseur
- Denis Brodeur (1930–2013), Eishockeyspieler und Fotograf
- Samson Burke (* 1930), Bodybuilder und Schauspieler
- John Coquillon (1930–1987), Kameramann
- Maureen Forrester (1930–2010), Opernsängerin
- Ève Gagnier (1930–1984), Sopranistin und Schauspielerin
- Joanne Hewson (1930–2023), Skirennläuferin
- Ruth Lomon (1930–2017), Komponistin und Pianistin
- John Lynch-Staunton (1930–2012), Politiker
- Monique Mercure (1930–2020), Schauspielerin
- Fernand Ouellette (* 1930), Dichter und Schriftsteller
- Jacques Parizeau (1930–2015), Politiker und Ökonom
- Jude Saint-Antoine (1930–2023), römisch-katholischer Weihbischof in Montréal
- André Saint-Cyr (* 1930), Benediktinermönch und Chorleiter
- Janou Saint-Denis (1930–2000), Lyrikerin, Regisseurin, Theaterleiterin und Schauspielerin
- Charles Scriver (1930–2023), Kinderarzt und Humangenetiker
- Claude Vermette (1930–2006), Maler und Keramiker

### 1931–1940

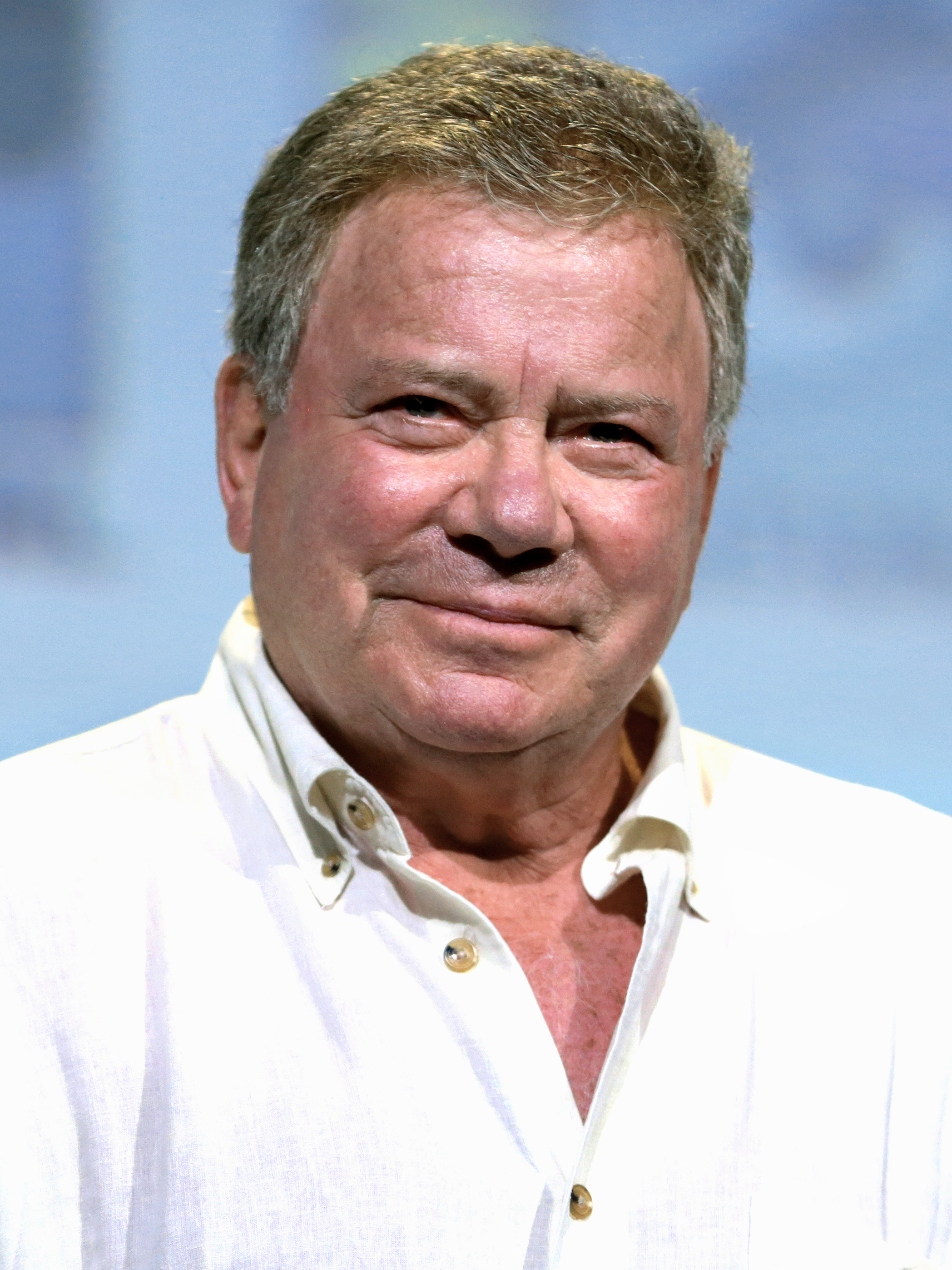
William Shatner
(* 1931)

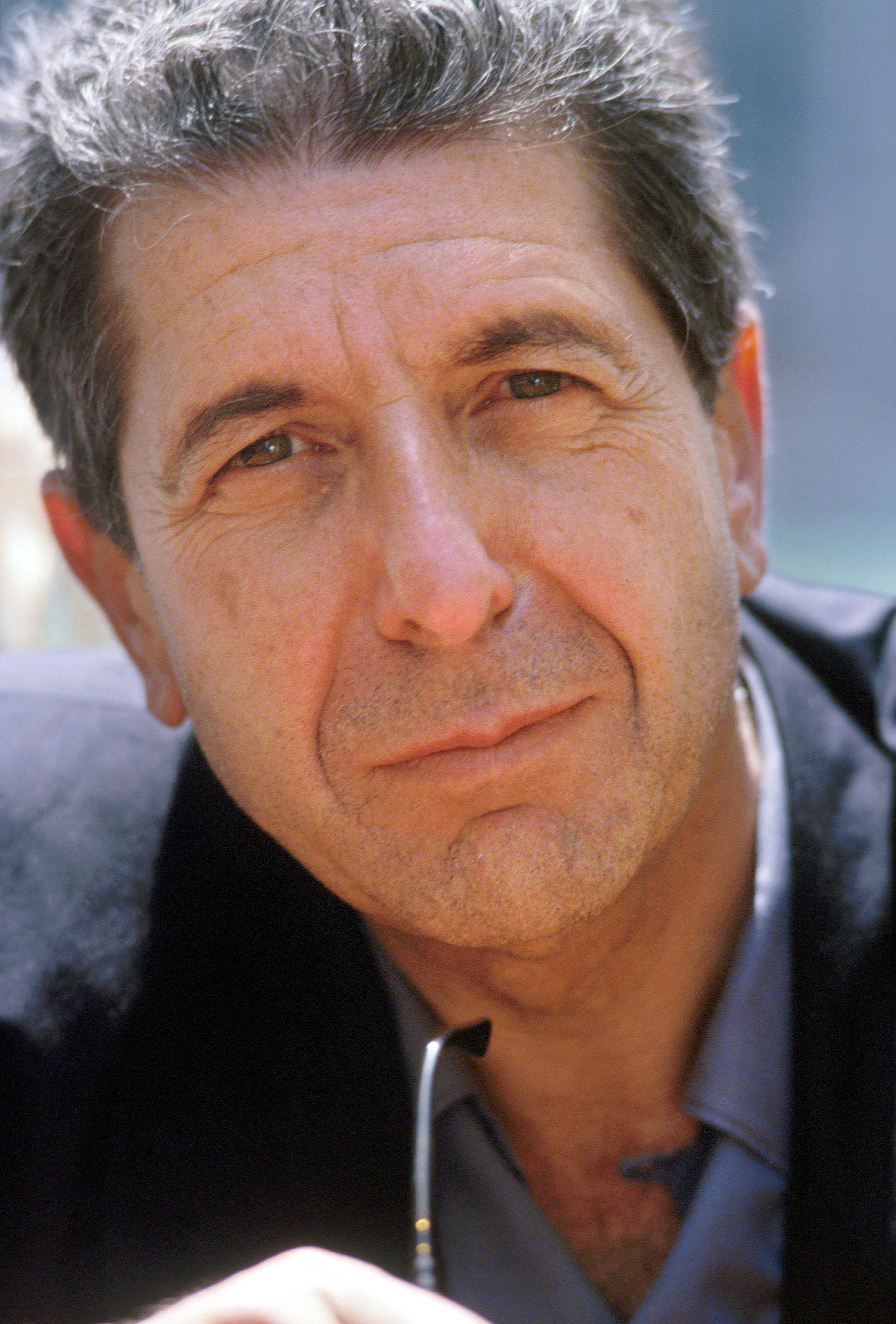
Leonard Cohen
(1934–2016)

#### 1931
- Paul Almond (1931–2015), Drehbuchautor, Filmregisseur und Filmproduzent
- Charles Bronfman (* 1931), Unternehmer
- Charles Chase (1931–1997), Boxer
- Yolande Dulude (1931–2003), Sängerin
- Bernie Geoffrion (1931–2006), Eishockeyspieler
- Kenneth Gilbert (1931–2020), Cembalist
- Brian Goodwin (1931–2009), Mathematiker und Biologe
- Peter Kirby (* 1931), Bobfahrer
- Robert MacNeil (1931–2024), kanadisch-US-amerikanischer Journalist, Autor und Fernsehmoderator
- Dickie Moore (1931–2015), Eishockeyspieler
- Mordecai Richler (1931–2001), Schriftsteller
- William Shatner (* 1931), Schauspieler, Sänger und Autor
- Charles Taylor (* 1931), Politikwissenschaftler und Philosoph

#### 1932
- Warren Allmand (1932–2016), Politiker
- Paul Bley (1932–2016), Jazzpianist
- John Emery (1932–2022), Bobfahrer
- Claude Léveillée (1932–2011), Singer-Songwriter, Komponist und Schauspieler
- René Major (* 1932), französischer Psychiater und Psychoanalytiker kanadischer Herkunft
- Hubert Reeves (1932–2023), Astrophysiker und Sachbuchautor
- Victor Harold Vroom (1932–2023), Wirtschaftspsychologe

#### 1933
- Gilles Archambault (* 1933), Schriftsteller
- Jacques Brault (1933–2022), Dichter und Essayist
- Scotty Bowman (* 1933), Eishockeytrainer
- Richard Easton (1933–2019), Schauspieler
- Victor Emery (* 1933), Bobfahrer
- Jacques Godbout (* 1933), Schriftsteller, Dichter, Spielfilmregisseur und Dokumentarfilmer
- Phil Goyette (* 1933), Eishockeyspieler
- Charlie Hodge (1933–2016), Eishockeyspieler
- David L. Jacobs (* 1933), Skirennläufer
- Antonio Lamer (1933–2007), Oberster Richter
- Guido Molinari (1933–2004), Maler und Grafiker
- Claude Provost (1933–1984), Eishockeyspieler

#### 1934
- Joby Baker (* 1934), Schauspieler
- Jacques Berthelet (1934–2019), römisch-katholischer Bischof von Saint-Jean-Longueuil
- Leonard Cohen (1934–2016), Schriftsteller, Komponist und Sänger
- Jean Corbeil (1934–2002), Politiker
- Jean-Pierre Ferland (1934–2024), kanadischer Singer-Songwriter, Fernsehmoderator und Schauspieler
- Jean-Guy Gendron (1934–2022), Eishockeyspieler und -trainer
- John Heward (1934–2018), Jazzmusiker und Künstler
- Stephen Hymer (1934–1974), Wirtschaftswissenschaftler
- Erik Jayme (1934–2024), Rechtswissenschaftler
- Oliver Jones (* 1934), Jazzpianist
- Ronald Lee (1934–2020), Roma-Autor, Linguist und Aktivist
- Dorothea Rockburne (* 1934), Malerin
- Bill Torrey (1934–2018), Eishockeyfunktionär
- Ronald Turini (* 1934), Pianist und Musikpädagoge

#### 1935
- Marvin Cohen (* 1935), US-amerikanischer Physiker
- Luc Durand (1935–2000), Schauspieler, Regisseur und Autor
- Cliff Fletcher (* 1935), Eishockeyfunktionär
- Rita Gombrowicz (* 1935), Literaturwissenschaftlerin
- Yvon Mallette (* 1935), Animator
- Vic Vogel (1935–2019), Jazzpianist, Arrangeur und Bandleader
- Lucille Wheeler (* 1935), Skirennläuferin

#### 1936
- Phil Gold (* 1936), Krebsforscher und Onkologe
- Pierre Hétu (1936–1998), Pianist und Dirigent
- Ruta Lee (* 1936), Schauspielerin
- Pierre Morin (* 1936), kanadischer Cellist, Dirigent und Musikpädagoge
- Guido Plante (1936–2015), römisch-katholischer Bischof von Choluteca in Honduras
- Henri Richard (1936–2020), Eishockeyspieler
- David Rimoin (1936–2012), Arzt und Genetiker
- August Schellenberg (1936–2013), Schauspieler
- Jean-Claude Turcotte (1936–2015), römisch-katholischer Erzbischof und Kardinal

#### 1937
- Guido Basso (1937–2023), Jazzmusiker
- Michèle Lalonde (1937–2021), Lyrikerin, Essayistin, Dramatikerin und Drehbuchautorin
- Monique Landry (* 1937), Politikerin
- Gilles Latulippe (1937–2014), Theaterleiter, Schauspieler; Regisseur und Schauspielautor
- Lionel Tiger (* 1937), Anthropologe
- Neil E. Willard (1937–1998), Weihbischof in Montreal

#### 1938
- Louise Hirbour (* 1938), Musikwissenschaftlerin und -pädagogin
- Walter Kemp (1938–2023), Musikwissenschaftler, Organist, Chorleiter und Komponist
- Jean Laurendeau (* 1938), Klarinettist, Ondist und Musikpädagoge
- Martin Raff (* 1938), Neurologe
- Robert Silverman (* 1938), Pianist und Musikpädagoge
- Huguette Tourangeau (1938–2018), Opernsängerin
- Pierre Vallières (1938–1998), Journalist, Autor und Politiker
- Norman Marshall Villeneuve (1938–2025), Jazzmusiker
- John Warren (* 1938), Jazzmusiker
- Gordon Wasserman (* 1938), britisch-kanadischer Wirtschaftswissenschaftler und Politiker

#### 1939
- Sidney Altman (1939–2022), Physiker und Chemiker
- Jean Beaudin (1939–2019), Filmregisseur, Drehbuchautor und Filmeditor
- Michael Richard Bell (* 1939), Botschafter
- Jacques Blanchet (1939–1981), Singer-Songwriter
- Renée Claude (1939–2020), Sängerin und Schauspielerin
- Francis Fox (1939–2024), Politiker
- Michel Garneau (1939–2021), Schriftsteller
- William Graham (1939–2022), Politiker
- Pierrette LePage (* 1939), Pianistin und Musikpädagogin
- Bernard Primeau (1939–2006), Jazz-Schlagzeuger und Bandleader
- Alexandra Stewart (* 1939), Schauspielerin

#### 1940
- Irwin Cotler (* 1940), Politiker
- Gilles Lussier (* 1940), römisch-katholischer Bischof von Joliette (1991–2015)
- Daniel Pilon (1940–2018), Schauspieler
- Bobby Rousseau (* 1940), Eishockeyspieler

### 1941–1950

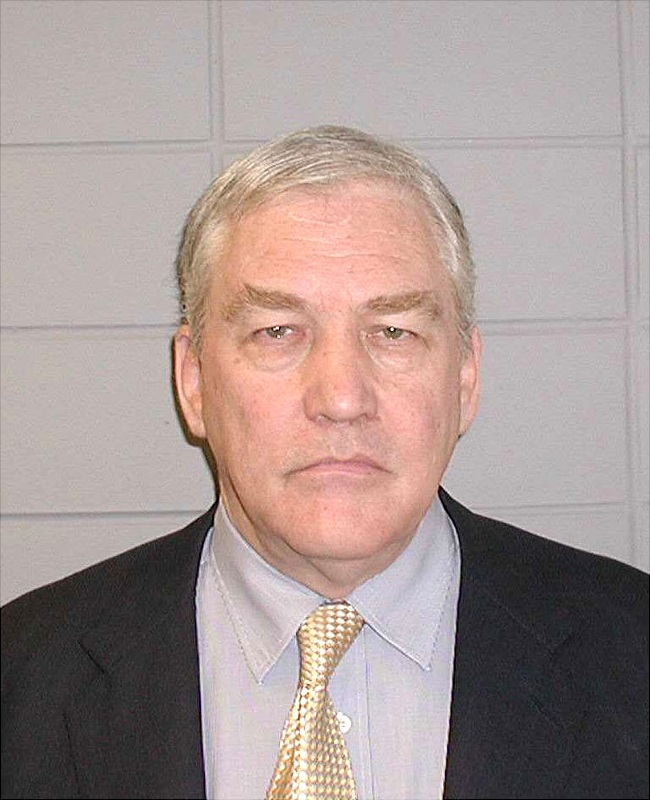
Conrad Black
(* 1944)

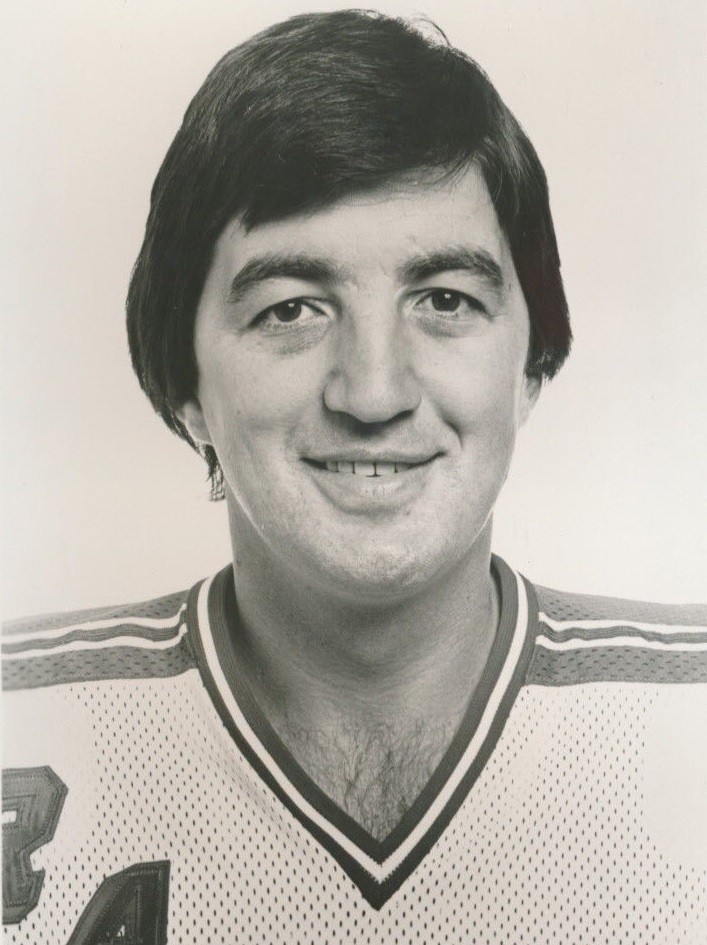
Carol Vadnais
(1945–2014)

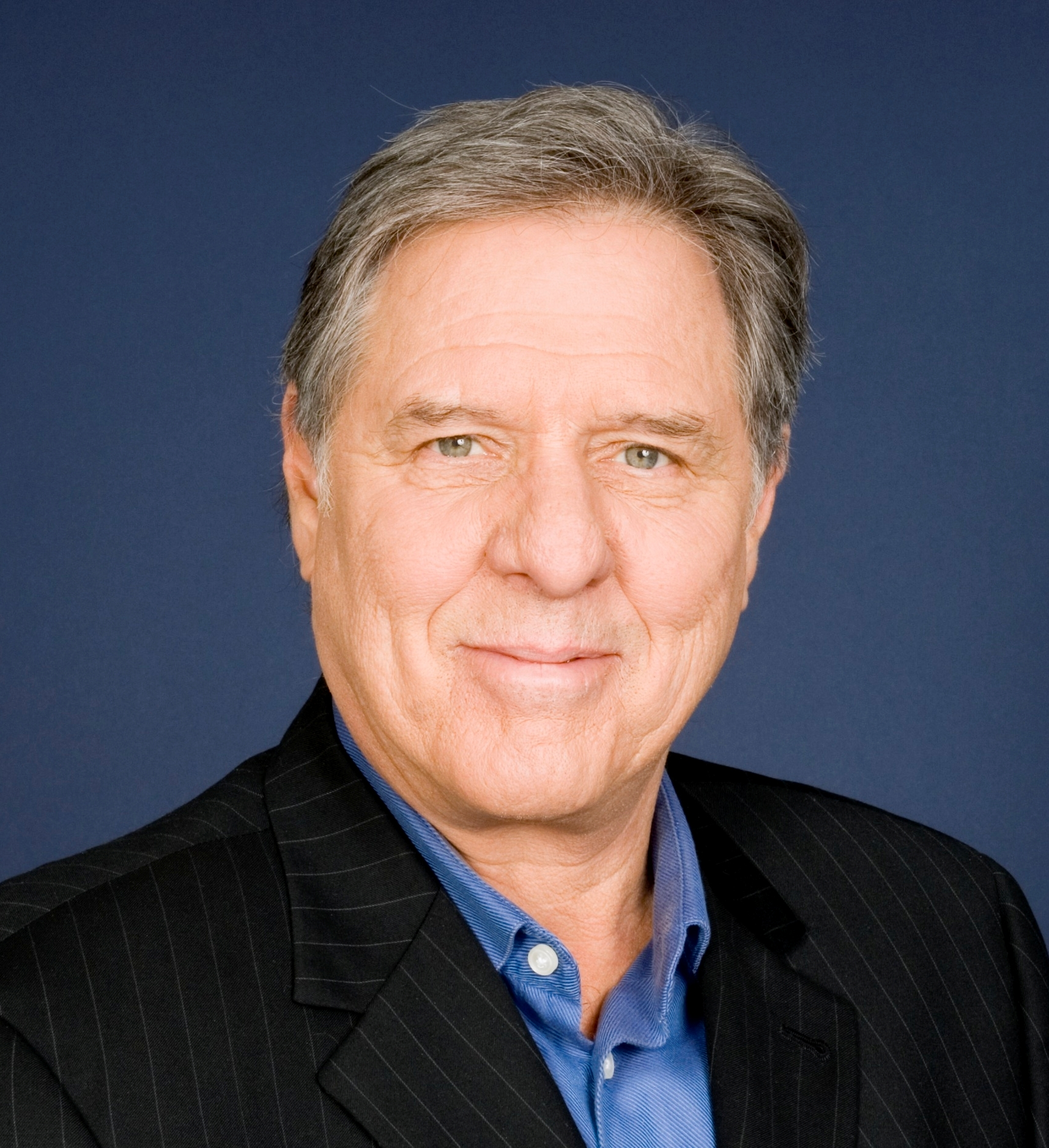
Pierre Curzi
(* 1946)

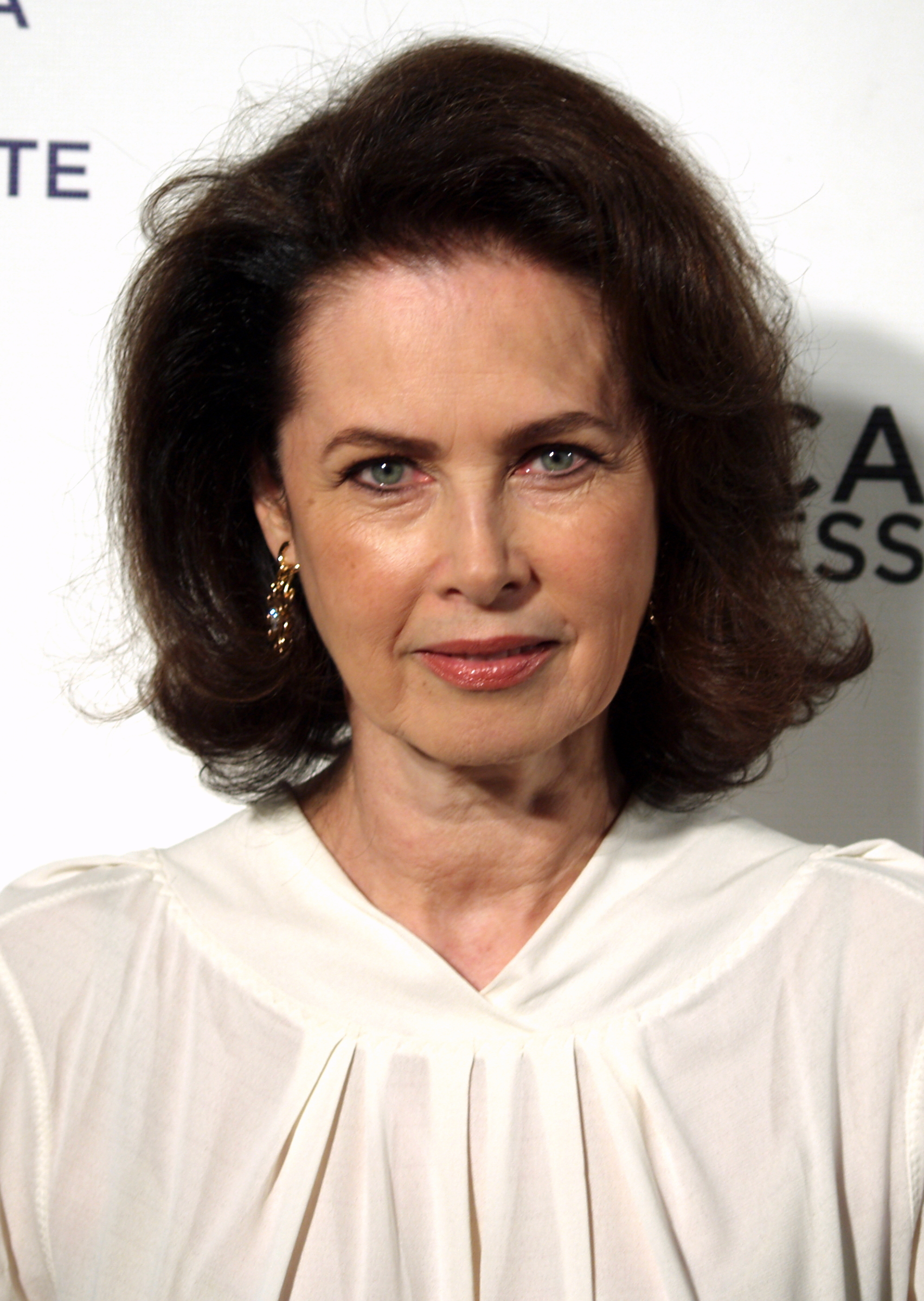
Dayle Haddon
(1948–2024)

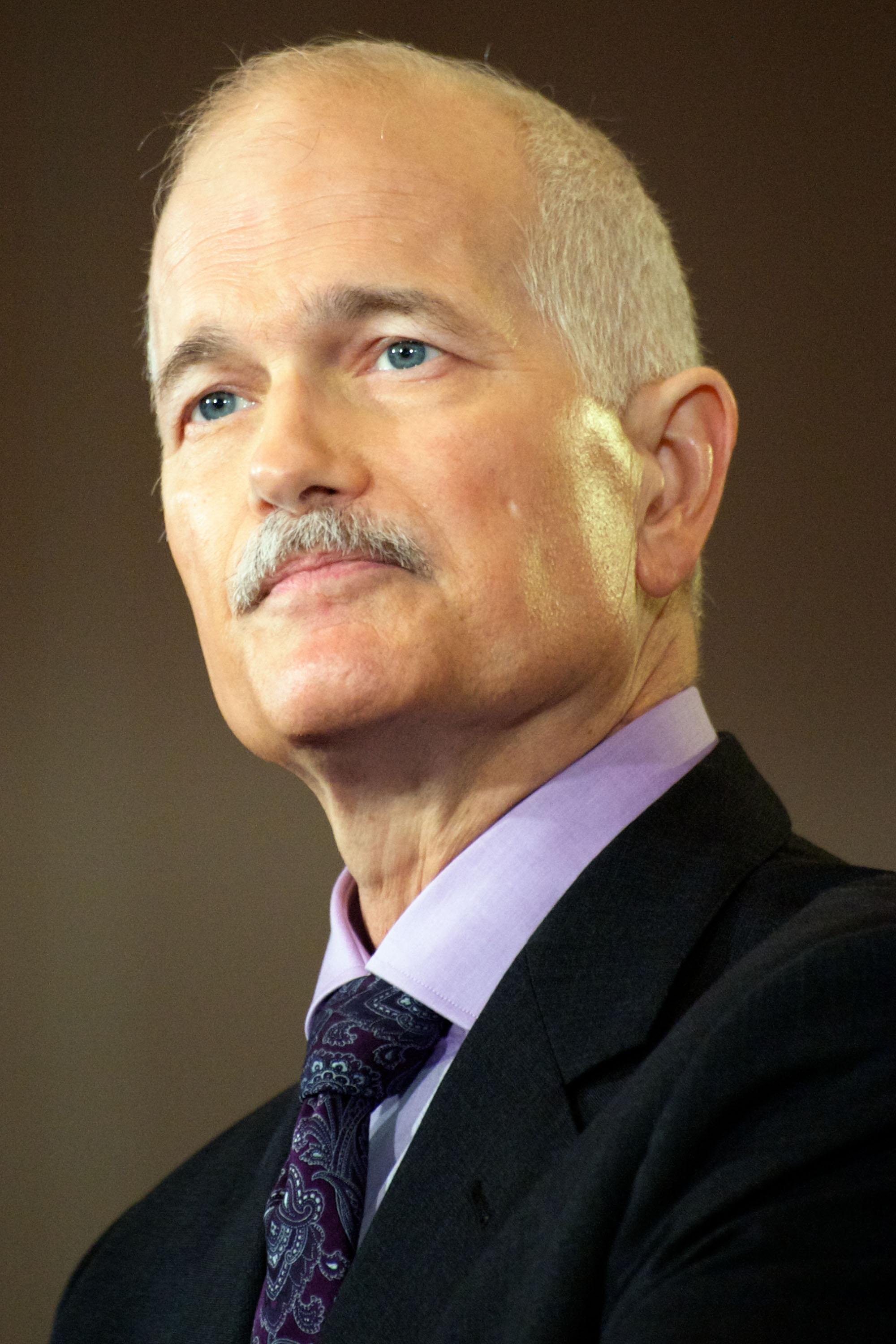
Jack Layton
(1950–2011)

#### 1941
- Carol Alonso (* 1941), Physikerin, Autorin und Dressurreiterin
- Lise Boucher (* 1941), Pianistin und Musikpädagogin
- Fleurette Campeau (1941–2022), Fechterin
- Gerald A. Cohen (1941–2009), Professor für Gesellschaftstheorie und Politische Theorie an der University of Oxford
- Peter Cullen (* 1941), Synchronsprecher
- Willie Dunn (1941–2013), Liedermacher und Filmemacher
- Jake Eberts (1941–2012), Filmproduzent
- Rod Gilbert (1941–2021), Eishockeyspieler
- John Hardy (* 1941), experimenteller Kernphysiker
- Rodney Irwin (* 1941), Botschafter Kanadas in Jugoslawien
- Pat Patterson (1941–2020), Wrestler und Wrestling-Funktionär
- Iain Quarrier (1941–2016), Schauspieler
- Claude Ranger (1941−), Jazzmusiker
- Claude Savard (1941–2003), Pianist und Musikpädagoge
- Stéphane Venne (1941–2025), Singer-Songwriter, Arrangeur und Plattenproduzent

#### 1942
- René Angélil (1942–2016), Sänger und Manager
- Maria De Aragon (1942–2024), Schauspielerin
- Clifford Barry (1946–2021), Wasserballspieler und Schwimmtrainer
- Michel Bissonnet (* 1942), Politiker
- Michael Bordo (* 1942), US-amerikanisch-Wirtschaftswissenschaftler
- Geneviève Bujold (* 1942), Filmschauspielerin
- Matt Cohen (1942–1999), Schriftsteller
- Michel Donato (* 1942), Jazz-Bassist und Pianist
- Emmanuëlle (1942–2024), Sängerin
- Monique Frize (* 1942), Ingenieurin für Biomedizintechnik und Professorin
- Nancy Holland (* 1942), Skirennläuferin
- Jeremy K.B. Kinsman (* 1942), Botschafter
- Marie-Thérèse Lefebvre (* 1942), Musikwissenschaftlerin
- Frank Mills (* 1942), Pianist
- Michel Tremblay (* 1942), Schriftsteller
- Christopher William Westdal (* 1942), Botschafter

#### 1943
- Bob Berry (* 1943), Eishockeyspieler
- André Boudrias (1943–2019), Eishockeyspieler, -trainer, -funktionär und -scout
- Nicole Brossard (* 1943), Schriftstellerin, Essayistin, Herausgeberin und Regisseurin
- Christine Charbonneau (1943–2014), Singer-Songwriterin
- Gil Courtemanche (1943–2011), Journalist und Schriftsteller
- Marcel Danis (* 1943), Politiker
- Rosemary Forsyth (* 1943), US-amerikanische Schauspielerin
- Richard Goulet (* 1943), Philosophiehistorikerin
- Ryan Larkin (1943–2007), Animator und Trickfilmregisseur
- Jean-Claude Lord (1943–2022), Regisseur, Drehbuchautor, Filmeditor und Produzent
- Ralph M. Steinman (1943–2011), Immunologe und Nobelpreisträger
- Paul Terrio (* 1943), römisch-katholischer Bischof von Saint Paul in Alberta

#### 1944
- Conrad Black (* 1944), Verleger
- Boris Brott (1944–2022), Dirigent
- Robert Charlebois (* 1944), Autor, Komponist, Musiker und Schauspieler
- Pierre David (* 1944), Filmproduzent
- Jacques Demers (* 1944), Eishockeytrainer und Politiker
- Richard Grégoire (* 1944), Komponist
- Robert Harris (* 1944), römisch-katholischer Bischof von Saint John, New Brunswick
- John Hawkins (1944–2007), Komponist und Pianist
- Daniel Johnson junior (* 1944), Politiker
- Louise Marleau (* 1944), Schauspielerin
- Pierre Mignot (* 1944), Kameramann
- Richard Monette (1944–2008), Schauspieler und Regisseur
- Terrence Thomas Prendergast (* 1944), römisch-katholischer Erzbischof von Ottawa-Cornwall
- Hubert-Yves Rose (* 1944), Drehbuchautor und Filmregisseur

#### 1945
- Donald Alarie (* 1945), Autor
- Miquel Brown (* 1945), US-amerikanische Sängerin und Schauspielerin
- Yvon DesRochers (1945–2005), Sportfunktionär
- David Emerson (* 1945), Politiker
- Jack Goldstein (1945–2003), Konzept- und Performancekünstler
- Serge Joyal (* 1945), Politiker
- Bernie Parent (* 1945), Eishockeyspieler
- Jean-Pierre Saintonge (* 1945), Jurist und Politiker
- Beverly Shaffer (* 1945), Regisseurin und Produzentin
- Donald Steven (* 1945), Komponist
- Nadia Turbide (* 1945), Musikwissenschaftlerin
- Carol Vadnais (1945–2014), Eishockeyspieler und -trainer
- Mark Wainberg (1945–2017), Mediziner
- David Walsh (1945–1998), Geschäftsmann

#### 1946
- Guy Charbonneau (* 1946), römisch-katholischer Bischof von Choluteca in Honduras
- Pierre Curzi (* 1946), Schauspieler
- Louis Dicaire (1946–2020), römisch-katholischer Weihbischof
- Pierre Falardeau (1946–2009), Regisseur
- Louise Fréchette (* 1946), Politikerin, Diplomatin und stellvertretende Generalsekretärin der Vereinten Nationen
- André Gazaille (* 1946), römisch-katholischer Bischof von Nicolet
- Diane Juster (* 1946), Singer-Songwriterin und Pianistin
- Andy Kim (* 1946), Sänger und Komponist
- Michel Longtin (* 1946), Komponist
- Kate McGarrigle (1946–2010), Sängerin
- Serge Savard (* 1946), Eishockeyspieler

#### 1947
- Louise Arbour (* 1947), Richterin und UN-Hochkommissarin
- Walter Boudreau (* 1947), Komponist
- Jacques Bougie (* 1947), Manager
- Joseph Dejean (1947–1976), französischer Jazz-Gitarrist
- Gilles Duceppe (* 1947), Politiker
- Michael Laucke (1947–2021), Gitarrist
- Liz McManus (* 1947), irische Politikerin und Schriftstellerin

#### 1948
- Lynda Bellingham (1948–2014), Schauspielerin
- Paul Berkowitz (* 1948), Pianist und Musikpädagoge
- Michel-Georges Brégent (1948–1993), Komponist, Organist und Keyboardspieler
- Rey Comeau (* 1948), Eishockeyspieler
- Françoise David (* 1948), Politikerin und feministische Aktivistin
- Bob Girard (1948–2017), Eishockeyspieler
- Dayle Haddon (1948–2024), Schauspielerin
- Pierre Lacroix (1948–2020), Eishockeyfunktionär
- Laurence Laing (* 1948), Rockschlagzeuger
- Guy Lapointe (* 1948), Eishockeyspieler
- David H. Levy (* 1948), Astronom
- Michel Parizeau (* 1948), Eishockeyspieler und -trainer
- David G. Roskies (* 1948), Literaturwissenschaftler
- Malcolm Stewart (* 1948), Theater- und Filmschauspieler
- Claude Vivier (1948–1983), Komponist

#### 1949
- Mark Aronoff (* 1949), Linguist
- Mike Boland (* 1949), Eishockeyspieler und Kameramann
- Jim Flaherty (1949–2014), Politiker
- Mike McNamara (* 1949), Eishockeyspieler und -trainer
- Michel Plasse (1949–2006), Eishockeyspieler

#### 1950
- Pierre-Yves Asselin (* 1950), Organist und Musikpädagoge
- Peter Benison (* 1950), Kameramann
- Denis Brott, Cellist und Musikpädagoge
- Lise Daoust, Flötistin und Musikpädagogin
- Wayne Eagling (* 1950), Balletttänzer und Choreograph
- Hélène Gagné (* 1950), Cellistin und Musikpädagogin
- Michel Gonneville (* 1950), Komponist
- Jack Layton (1950–2011), Politiker
- Pierre Leroux (* 1950), Perkussionist und Musikpädagoge

### 1951–1960

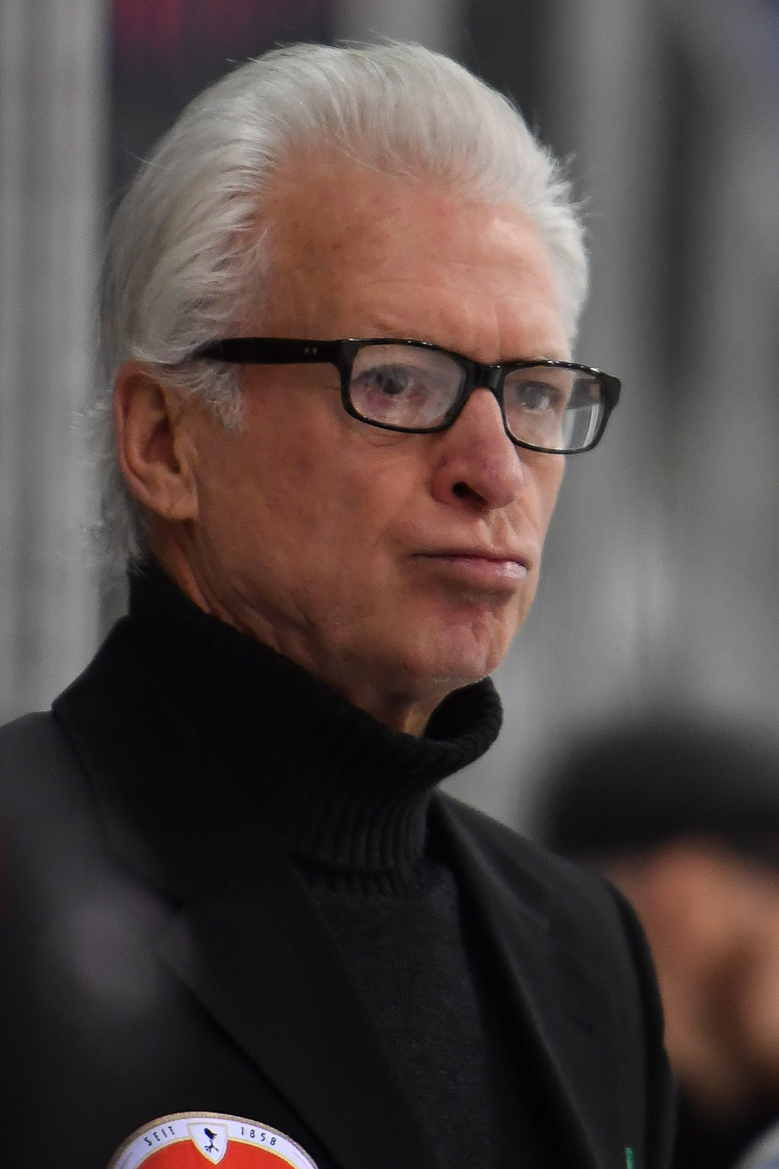
Greg Holst
(* 1954)

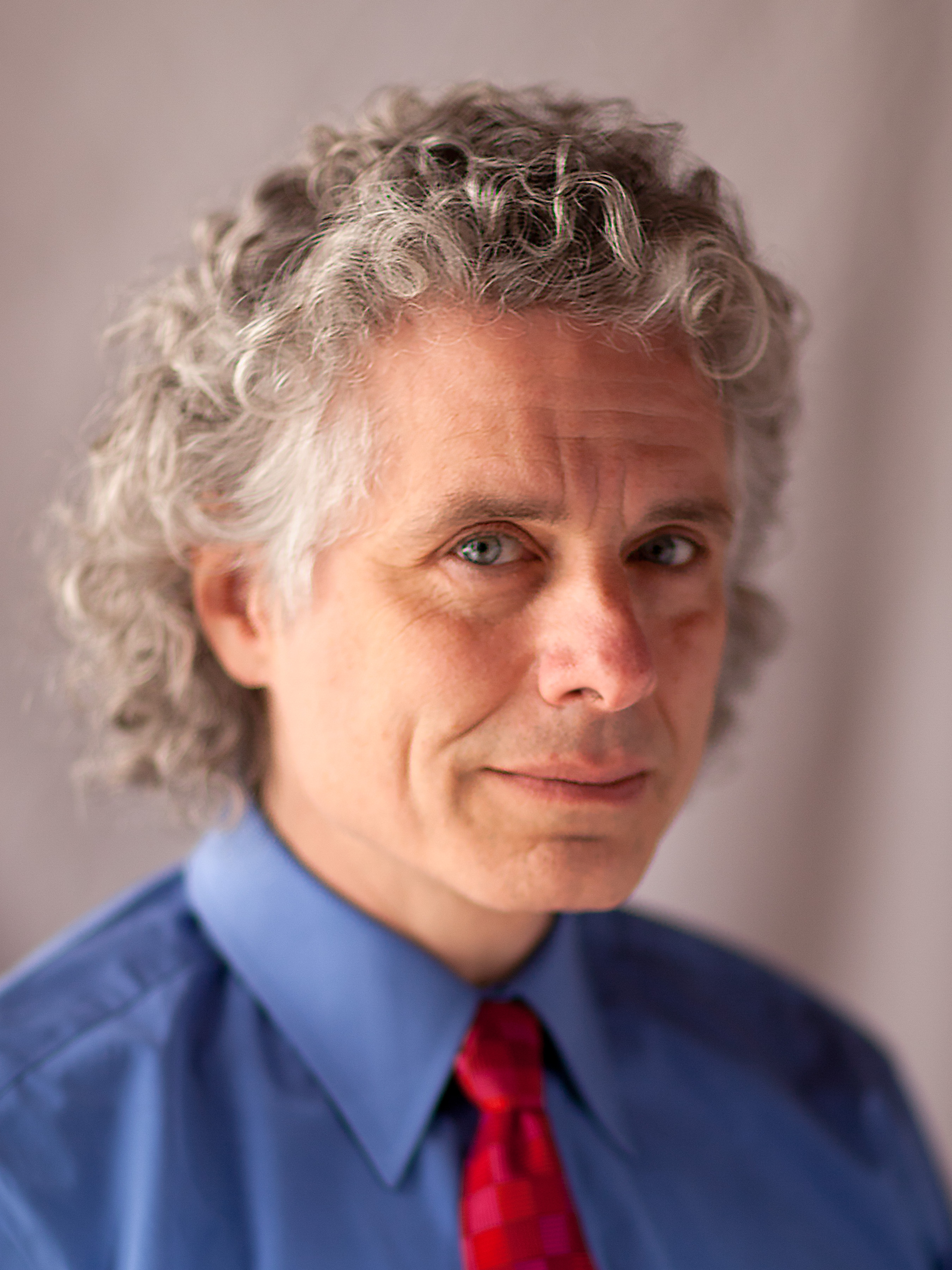
Steven Pinker
(* 1954)

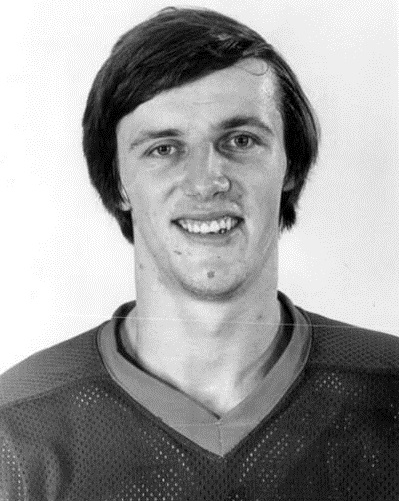
Mike Bossy
(1957–2022)

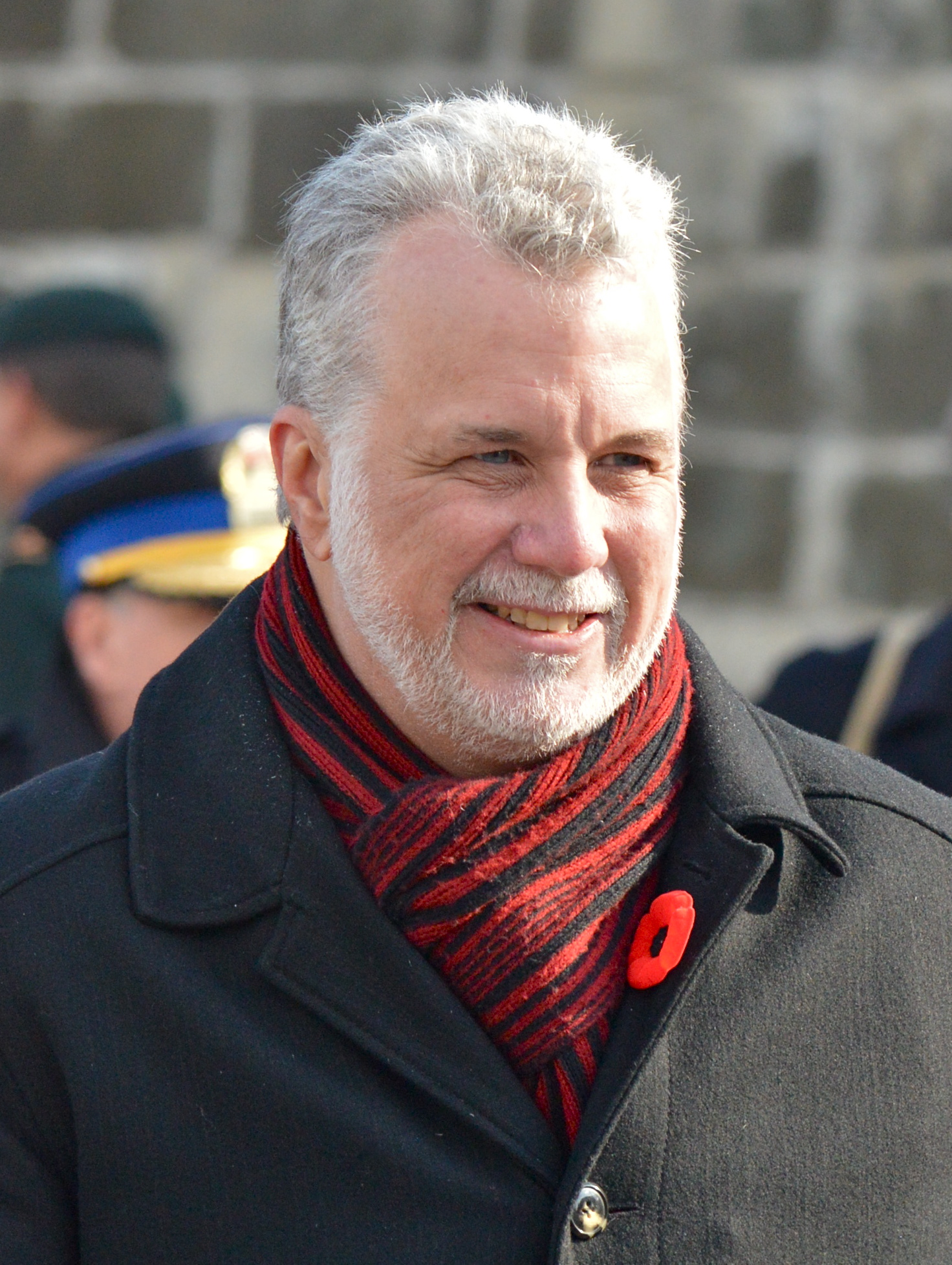
Philippe Couillard
(* 1957)

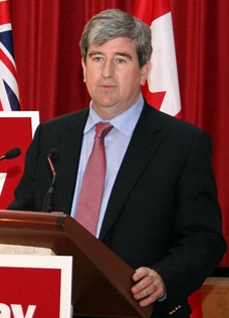
Glen Murray
(* 1957)

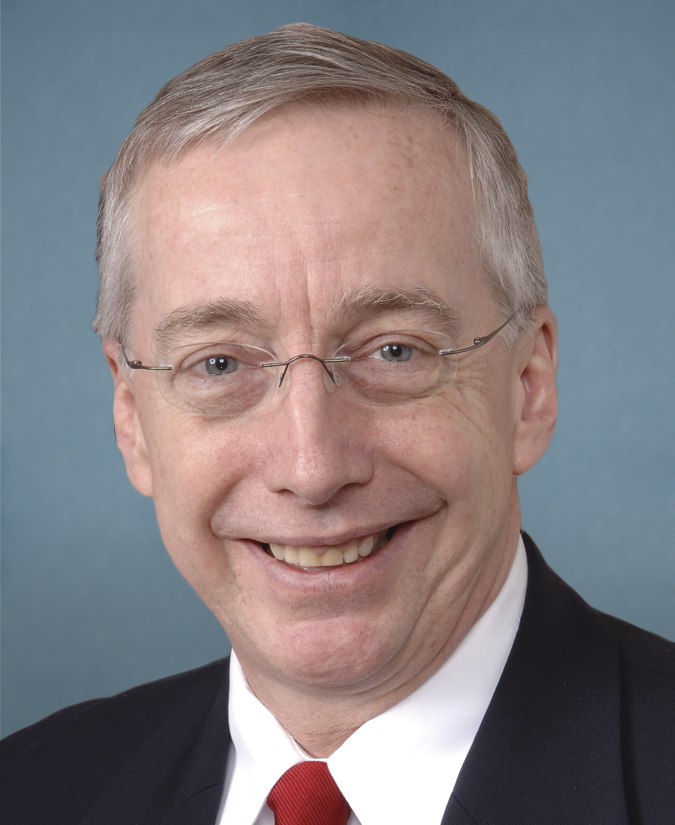
Geoff Davis
(* 1958)

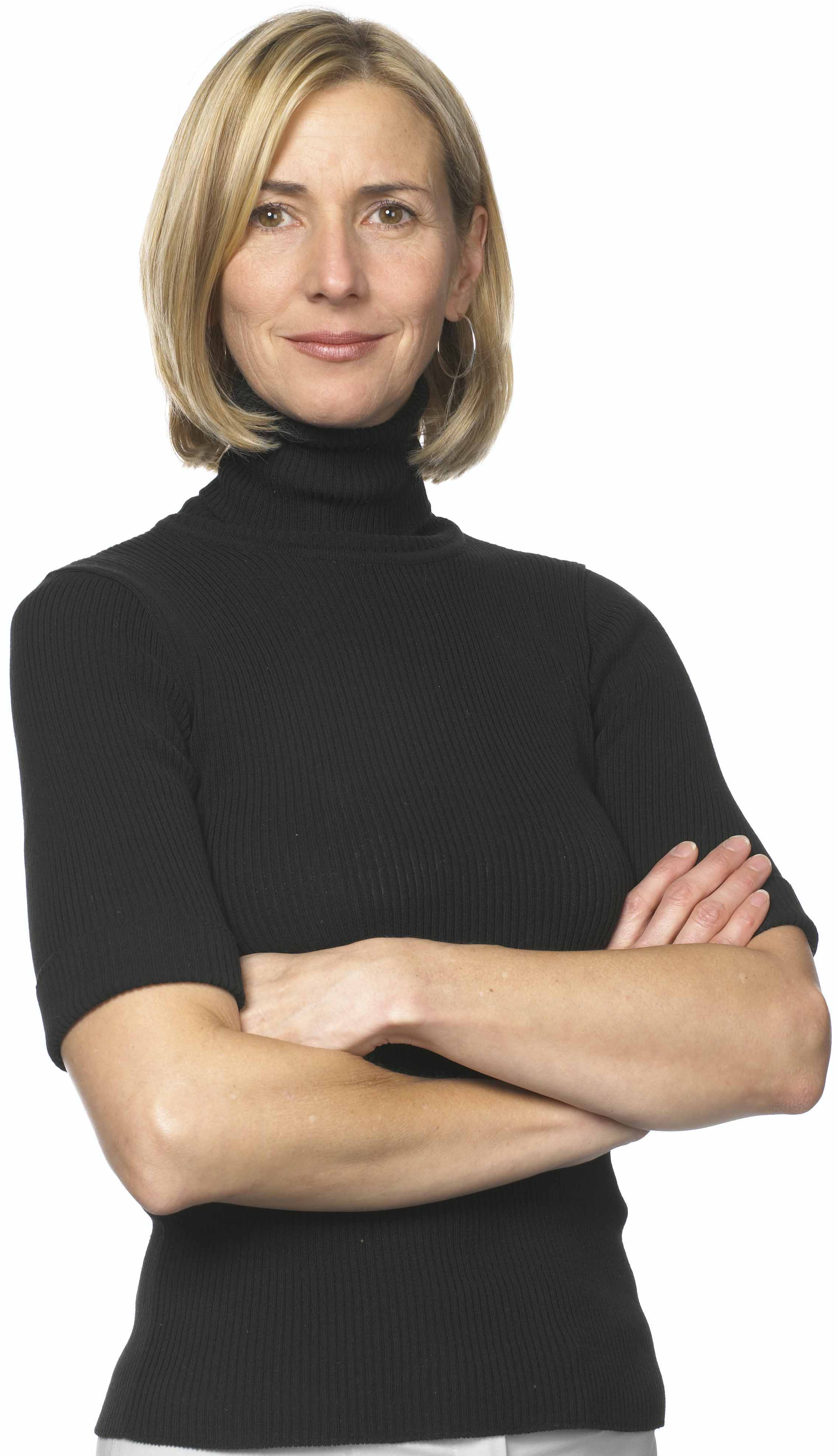
Lise Anne Couture
(* 1959)

#### 1951
- Alan Belkin (* 1951), Komponist und Organist
- Len Blum (* 1951), Drehbuchautor, Musiker und Kolumnist
- Janina Fialkowska (* 1951), Pianistin
- Ellen Horn (* 1951), Schauspielerin, Theaterleiterin und Politikerin, Kulturministerin Norwegens
- Robert Joy (* 1951), Schauspieler
- Alain Lalonde (* 1951), Komponist
- Bobby Lalonde (* 1951), Eishockeyspieler
- Christian Lépine (* 1951), römisch-katholischer Erzbischof von Montréal
- Rick Martin (1951–2011), Eishockeyspieler
- Robert Polidori (* 1951), Architekturfotograf und Fotojournalist
- Bernie Wolfe (* 1951), Eishockeytorwart
- Karen Young (* 1951), Sängerin, Songwriterin

#### 1952
- Pat Burns (1952–2010), Eishockeytrainer
- John Cassidy (* 1952), Eisschnellläufer
- Jacques Chagnon (* 1952), Politiker
- Gilles Durand (* 1952), Radrennfahrer
- Ron Lea (* 1952), Schauspieler
- Danielle Proulx (* 1952), Schauspielerin
- Richard Spénard (* 1952), Autorennfahrer
- Fabienne Thibeault (* 1952), Singer-Songwriterin
- Gino Vannelli (* 1952), Sänger und Songschreiber

#### 1953
- Ronald Beiner (* 1953), Politikwissenschaftler und Hochschullehrer
- Phil Carmen (* 1953), Schweizer Musiker und Produzent
- Margie Gillis (* 1953), zeitgenössische Tänzerin und Choreografin
- Barbara Haering (* 1953), kanadisch-schweizerische Politikerin und Unternehmerin
- Alar Kivilo (* 1953), Kameramann
- Jean-Claude Lauzon (1953–1997), Regisseur
- Daniel Louis (* 1953), Filmproduzent
- Marjo (* 1953), Rocksängerin und Komponistin
- François Papineau-Couture (* 1953), Musikinstrumentenbauer und Flötist
- Gerry Roufs (1953–1997), Segler
- Pierre Trochu (* 1953), Komponist
- Ian Turnbull (* 1953), Eishockeyspieler
- Brahm Wenger (* 1953), Komponist
- Mark Wise (* 1953), kanadisch-US-amerikanischer theoretischer Physiker

#### 1954
- Thomas Burstyn (* 1954), Kameramann
- Danielle Fichaud (* 1954), Filmschauspielerin und Schauspieldozentin
- Greg Holst (* 1954), Eishockeyspieler und -trainer
- Steve Holt (* 1954), Jazzmusiker
- Pierre Lebeau (* 1954), Schauspieler
- Frank Marino (* 1954), Rockmusiker
- Isabelle McEwen (* 1954), Opern- und Theaterregisseurin und Künstlerin
- Marie-Danielle Parent (* 1954), Sopranistin
- Janet Perlman (* 1954), Animatorin sowie Autorin und Illustratorin von Kinderbüchern
- Steven Pinker (* 1954), Psychologe
- Bob Sirois (* 1954), Eishockeyspieler
- Kevin Spraggett (* 1954), Schachmeister
- Michael Zelniker (* 1954), Theater- und Filmschauspieler, Filmregisseur, Filmproduzent und Drehbuchautor

#### 1955
- Louise Anne Bouchard (* 1955), kanadisch-schweizerische Schriftstellerin
- Gilles Brassard (* 1955), Physiker
- Geneviève Cadieux (* 1955), Fotografin
- Jeremiah S. Chechik (* 1955), Regisseur
- Jean Derome (* 1955), Musiker und Komponist
- Pierre Desrochers (* 1955), Filmkomponist
- Claude Foisy (* 1955), Filmkomponist
- William Hope (* 1955), Schauspieler
- Claude Langlois (1955–2025), Radrennfahrer
- Hugh Marsh (1955), Musiker
- Bob Sauvé (* 1955), Eishockeyspieler
- Michele Scarabelli (* 1955), Schauspielerin
- Gino Soccio (* 1955), Disco-Produzent
- François Tousignant (1955–2019), Komponist und Musikkritiker

#### 1956
- Maurice Barrette (1956–2018), Eishockeyspieler
- Craig Clow (* 1956), Freestyle-Skier
- Normand Corbeil (1956–2013), Komponist
- Lorraine Desmarais (* 1956), Pianistin, Komponistin und Hochschullehrerin
- Franklin Kiermyer (* 1956), Jazz-Schlagzeuger
- Sheilah Martin (* 1956), Juristin
- Aldo Nova (* 1956), Musiker, Sänger und Produzent
- Charles Papasoff (* 1956), Jazzmusiker

#### 1957
- Lothaire Bluteau (* 1957), Schauspieler
- Mike Bossy (1957–2022), Eishockeyspieler
- Philippe Couillard (* 1957), Politiker
- Christian Duguay (* 1957), Regisseur
- Normand Dupont (* 1957), Eishockeyspieler
- Clara Furse (* 1957), Managerin
- Jacques Hurtubise (* 1957), Mathematiker
- Marilyn Lerner (* 1957), Jazzmusikerin
- René Lussier (* 1957), Gitarrist und Komponist
- Glen MacPherson (* 1957), Kameramann
- Glen Murray (* 1957), Politiker
- Robert Picard (* 1957), Eishockeyspieler
- Susan Pinker (* 1957), Psychologin, Journalistin und Kolumnistin
- Jean-François Pouliot (* 1957), Regisseur
- Richard Sévigny (* 1957), Eishockeytorwart
- Rafal Zielinski (* 1957), Regisseur

#### 1958
- Jonathan Asselin (* 1958), Springreiter
- Paul Cameron (* 1958), Kameramann
- Glen Currie (* 1958), Eishockeyspieler
- Geoff Davis (* 1958), US-amerikanischer Politiker
- Lucie Guay (* 1958), Kanutin
- Barclay Hope (* 1958), Schauspieler
- Linda Jackson (* 1958), Radrennfahrerin
- Richard Jutras (* 1958), Schauspieler
- Louise Lecavalier (* 1958), Tänzerin
- Tony McKegney (* 1958), Eishockeyspieler
- Gaétan Soucy (1958–2013), Schriftsteller
- Marie L. Yovanovitch (* 1958), US-amerikanische Diplomatin und Botschafterin

#### 1959
- François Bourassa (* 1959), Jazzmusiker
- Lise Anne Couture (* 1959), Architektin
- James Gelfand (* 1959), Jazzpianist und Filmkomponist
- Marie Goyette (* 1959), Musikerin und Performancekünstlerin
- Roland Heer (* 1959), Schweizer Schriftsteller und Bergsteiger
- Richard Hunger (* 1959), kanadisch-deutscher Basketballspieler
- Anne Jardin (* 1959), Schwimmerin
- Daniel Kash (* 1959), Schauspieler und Regisseur
- Louis Lortie (* 1959), französisch-kanadischer Pianist
- Jeremy Narby (* 1959), Anthropologe
- Diane Obomsawin (* 1959), Animatorin, Autorin, Comic-Künstlerin und Illustratorin
- Wendy Quirk (* 1959), Schwimmerin
- François Rose (* 1959), Komponist und Musikpädagoge
- Harry Standjofski (1959–2025), Schauspieler, Synchronsprecher, Dramatiker und Theaterregisseur
- Lysanne Thibodeau (1959–2018), Filmregisseurin und Musikerin
- Ross Yates (* 1959), Eishockeyspieler

#### 1960
- Ray Bourque (* 1960), Eishockeyspieler
- Chester Brown (* 1960), Comiczeichner
- Dan Daoust (* 1960), Eishockeyspieler und -trainer
- Jacques Demers (* 1960), Gewichtheber
- Jayne Heitmeyer (* 1960), Schauspielerin
- Jean-Yves Klein (* 1960), kanadisch-deutscher Maler und Bildhauer
- Mike Krushelnyski (* 1960), ukrainisch-kanadischer Eishockeyspieler und -trainer
- Benoît Laporte (* 1960), französischer Eishockeyspieler
- Jonathan Mann (* 1960), Journalist
- Geoffrey Mess (1960–2014), Mathematiker
- Anna Rapagna (* 1960), kanadisch-US-amerikanisch-italienisches Model und Schauspielerin
- Don Ross (* 1960), Komponist und Gitarrist

### 1961–1970

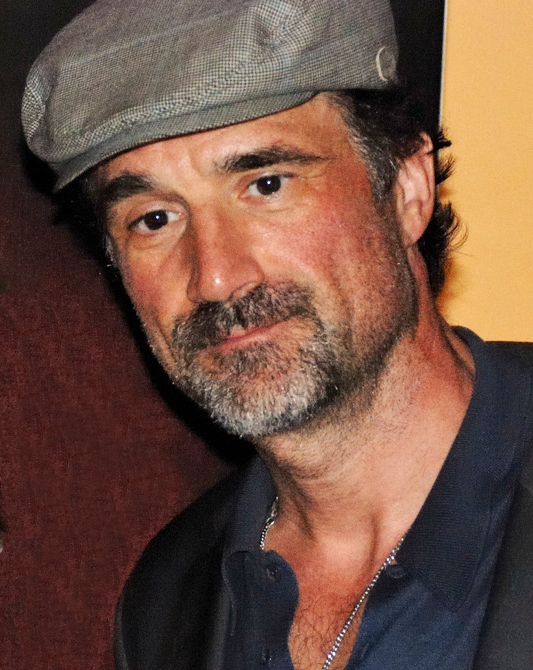
Elias Koteas
(* 1961)

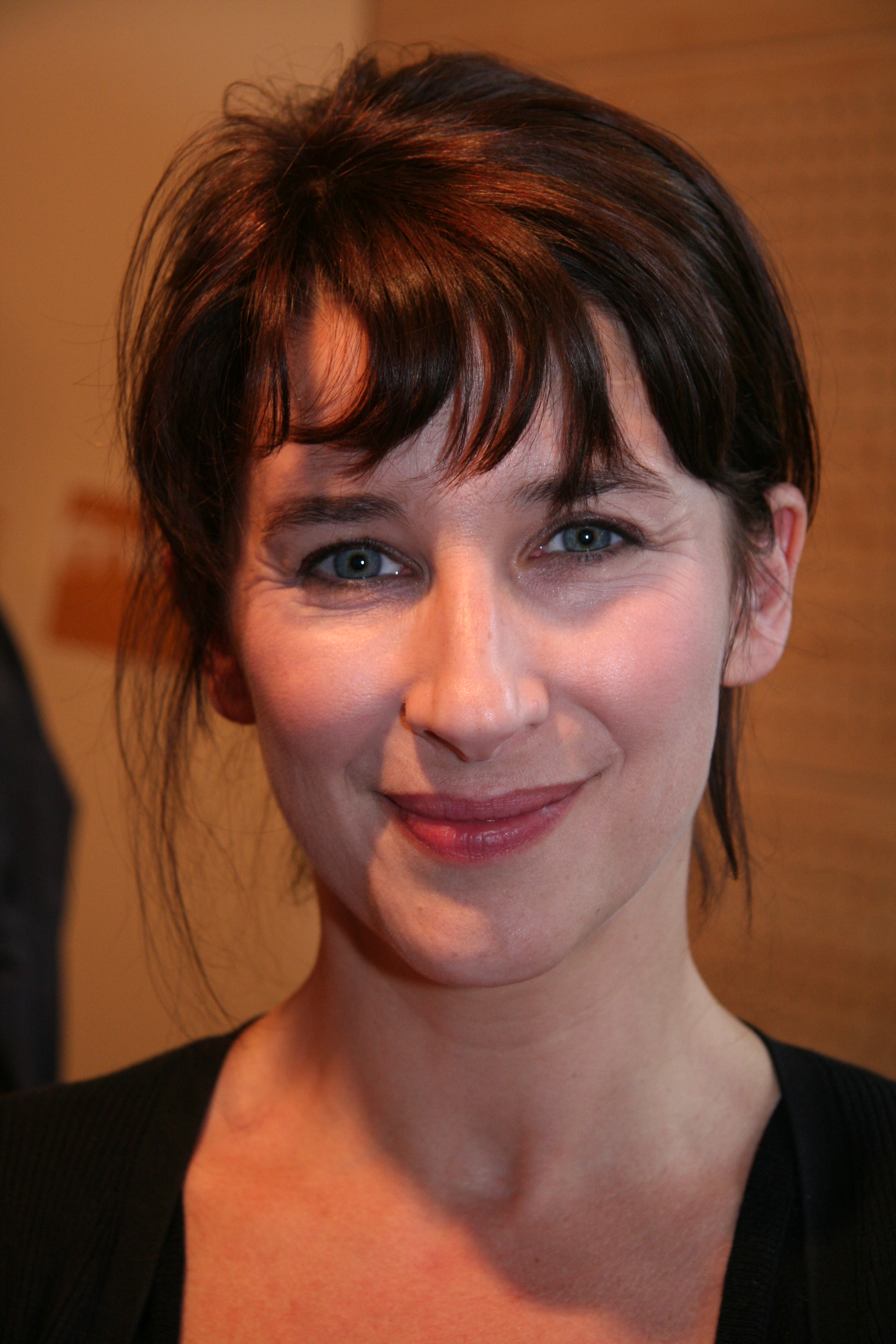
Isabelle Gélinas
(* 1963)

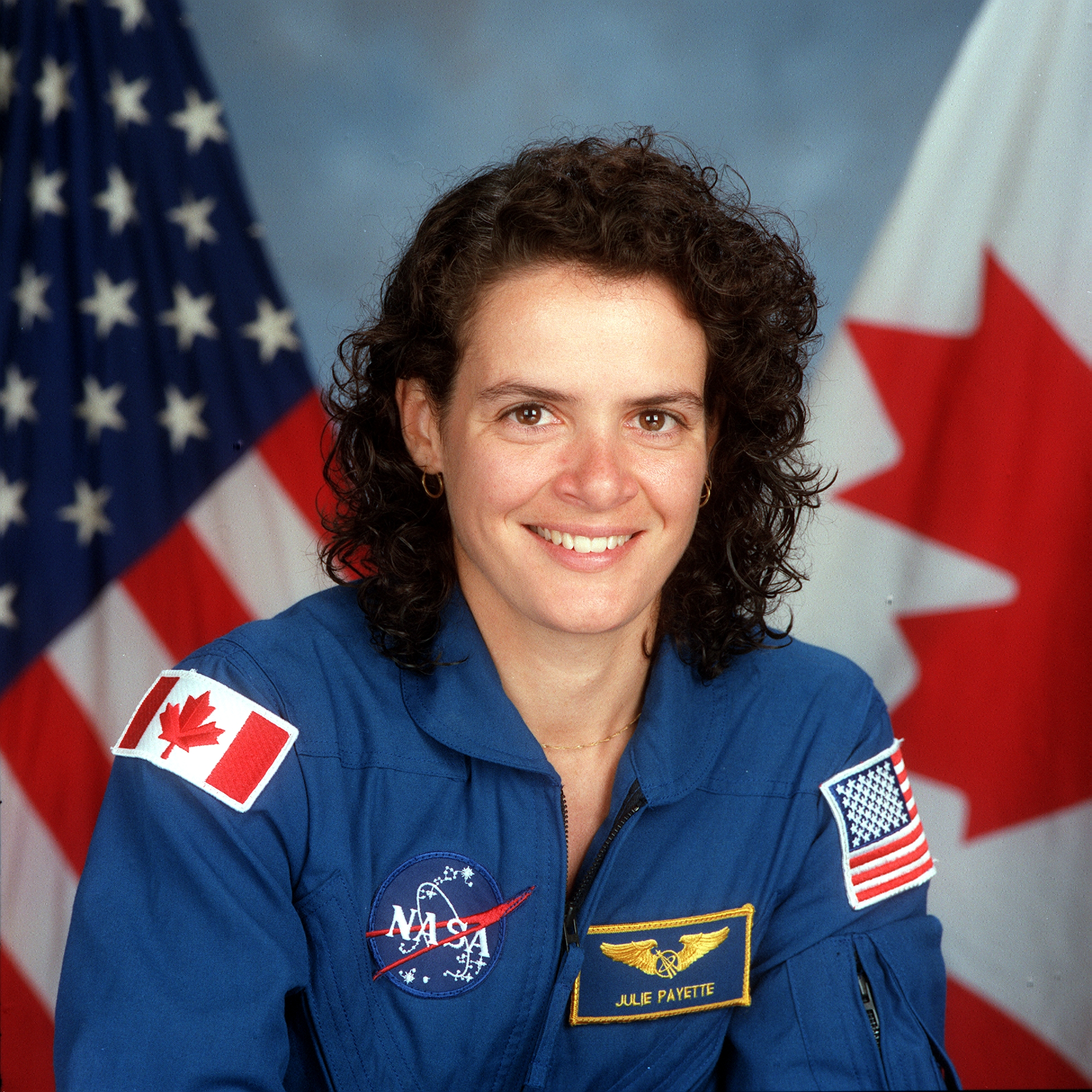
Julie Payette
(* 1963)

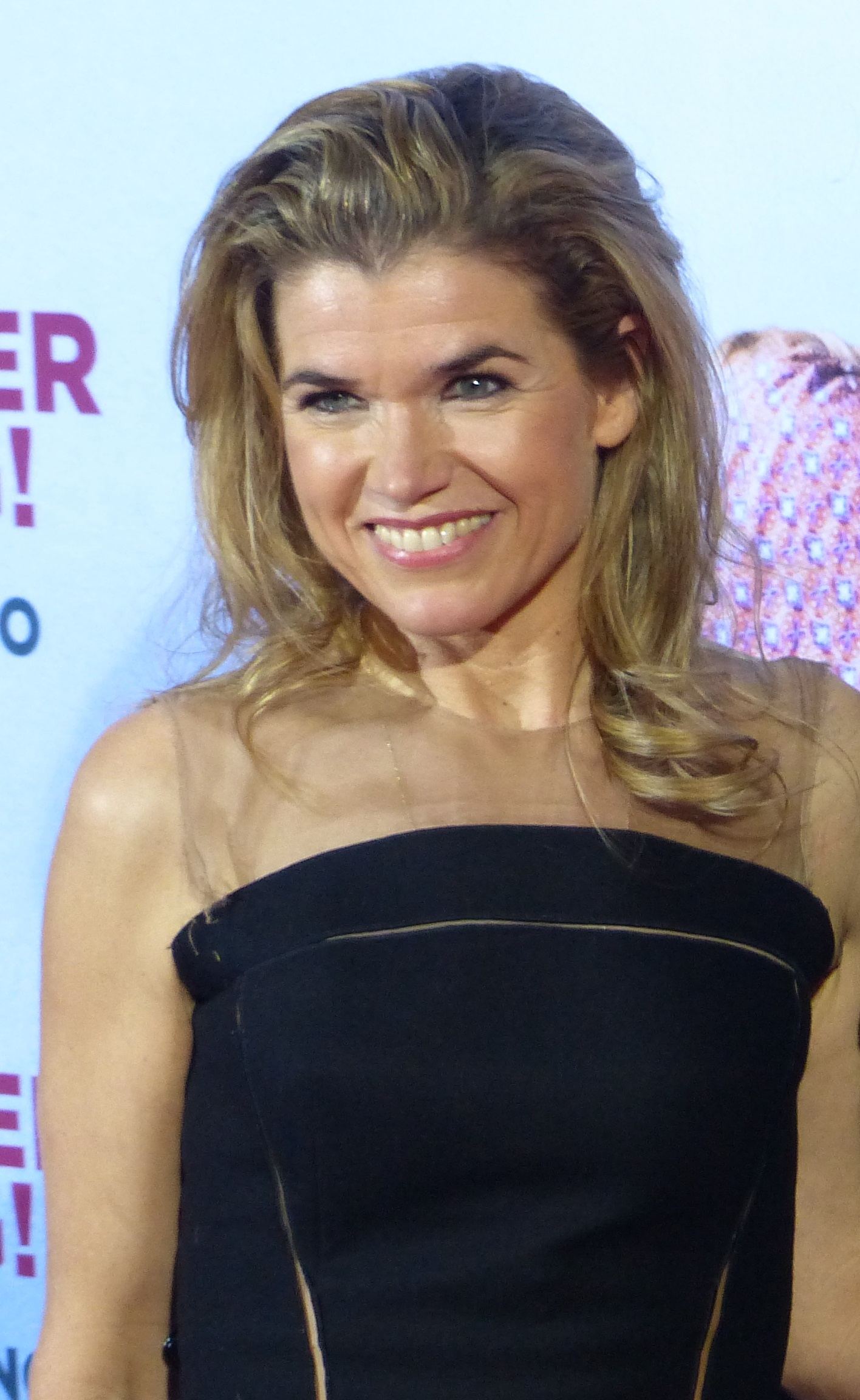
Anke Engelke
(* 1965)

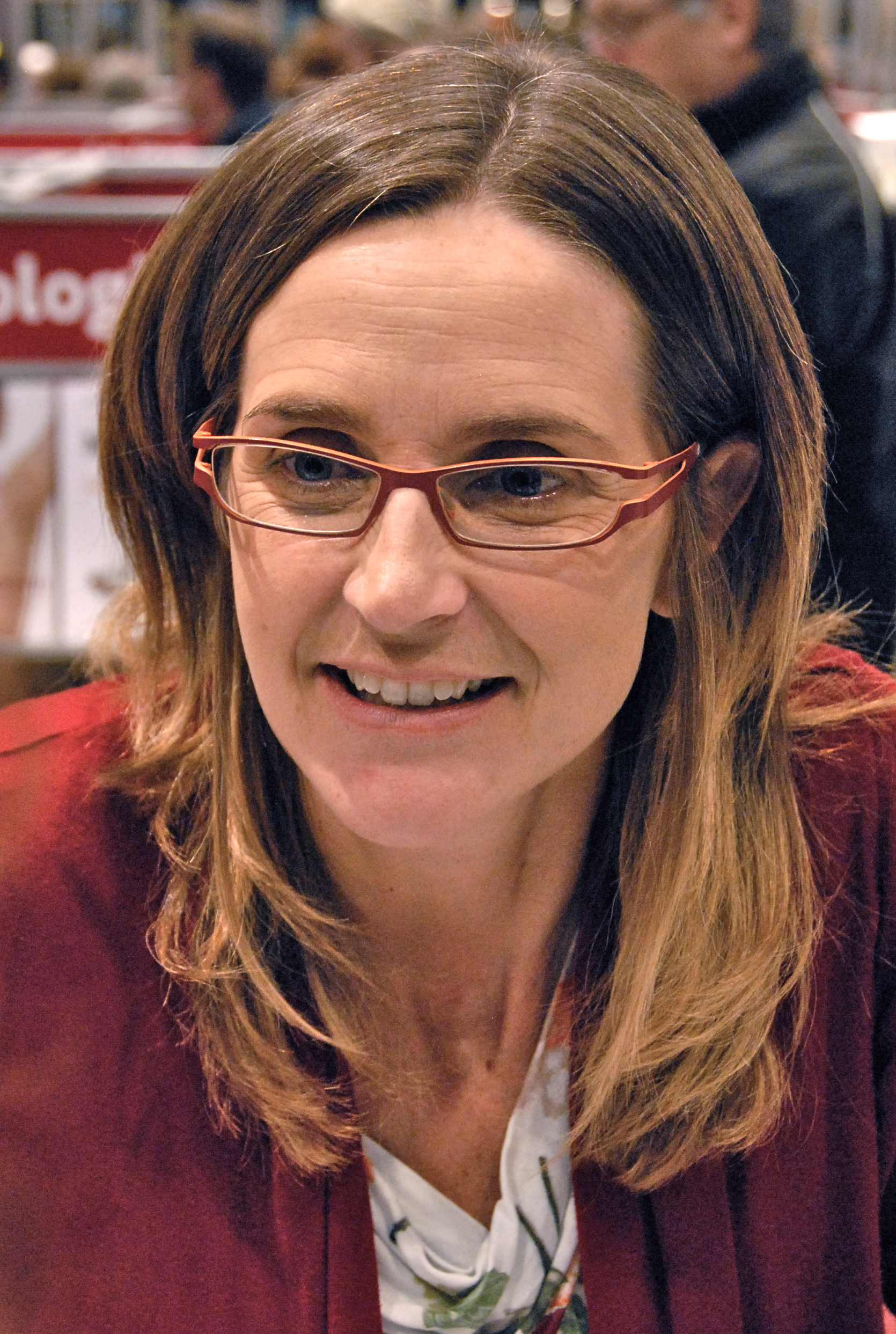
Sylvie Fréchette
(* 1967)

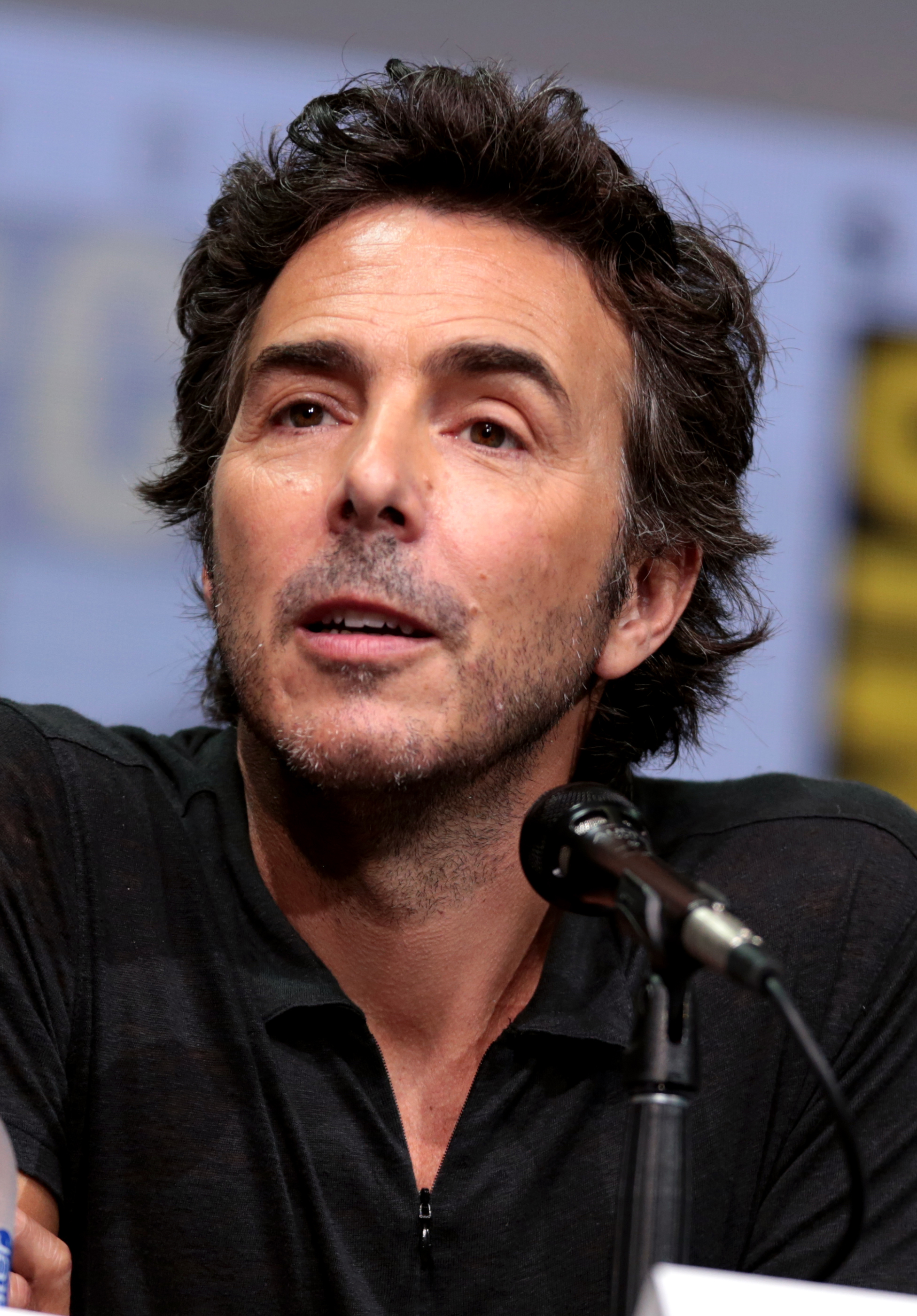
Shawn Levy
(* 1967)

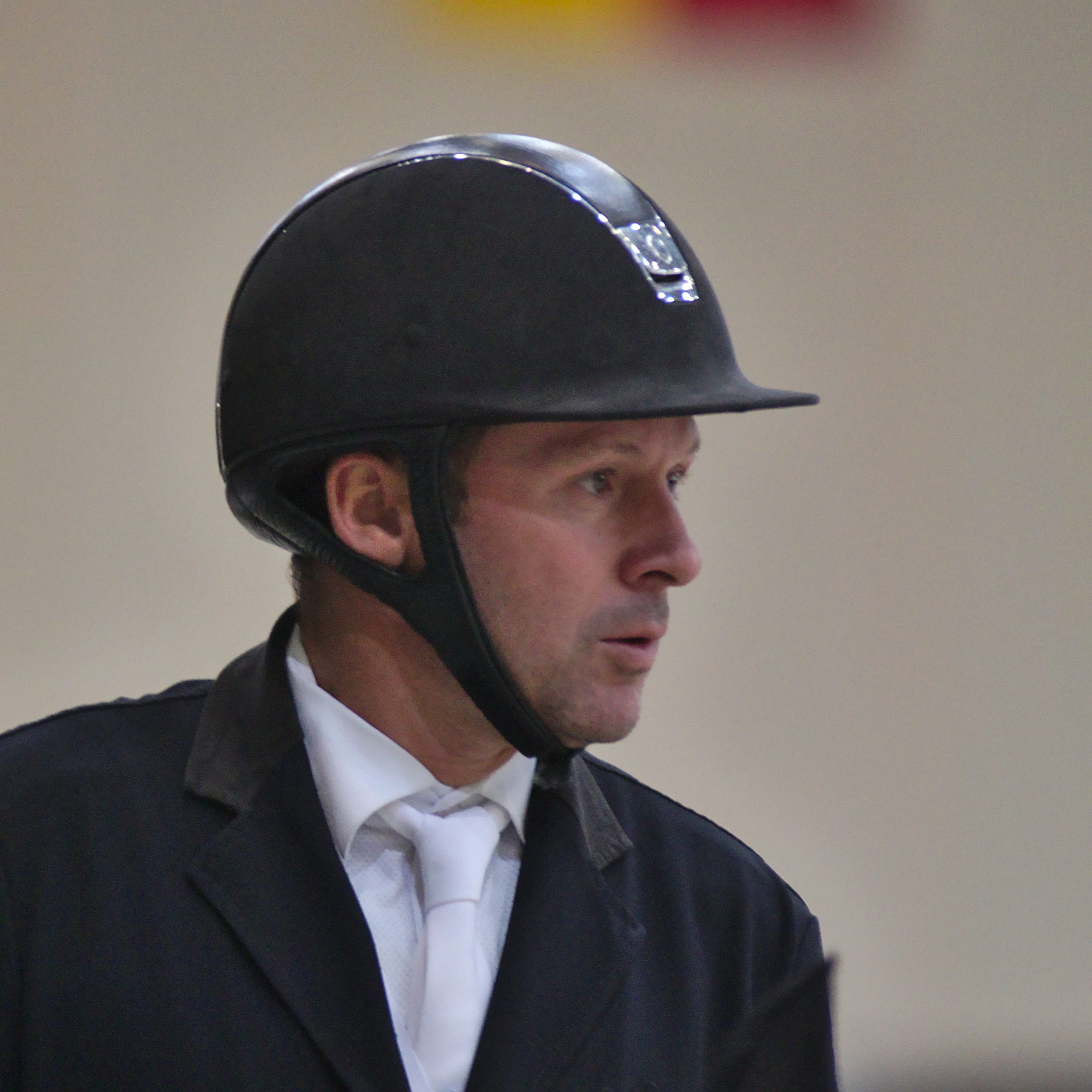
Eric Lamaze
(* 1968)

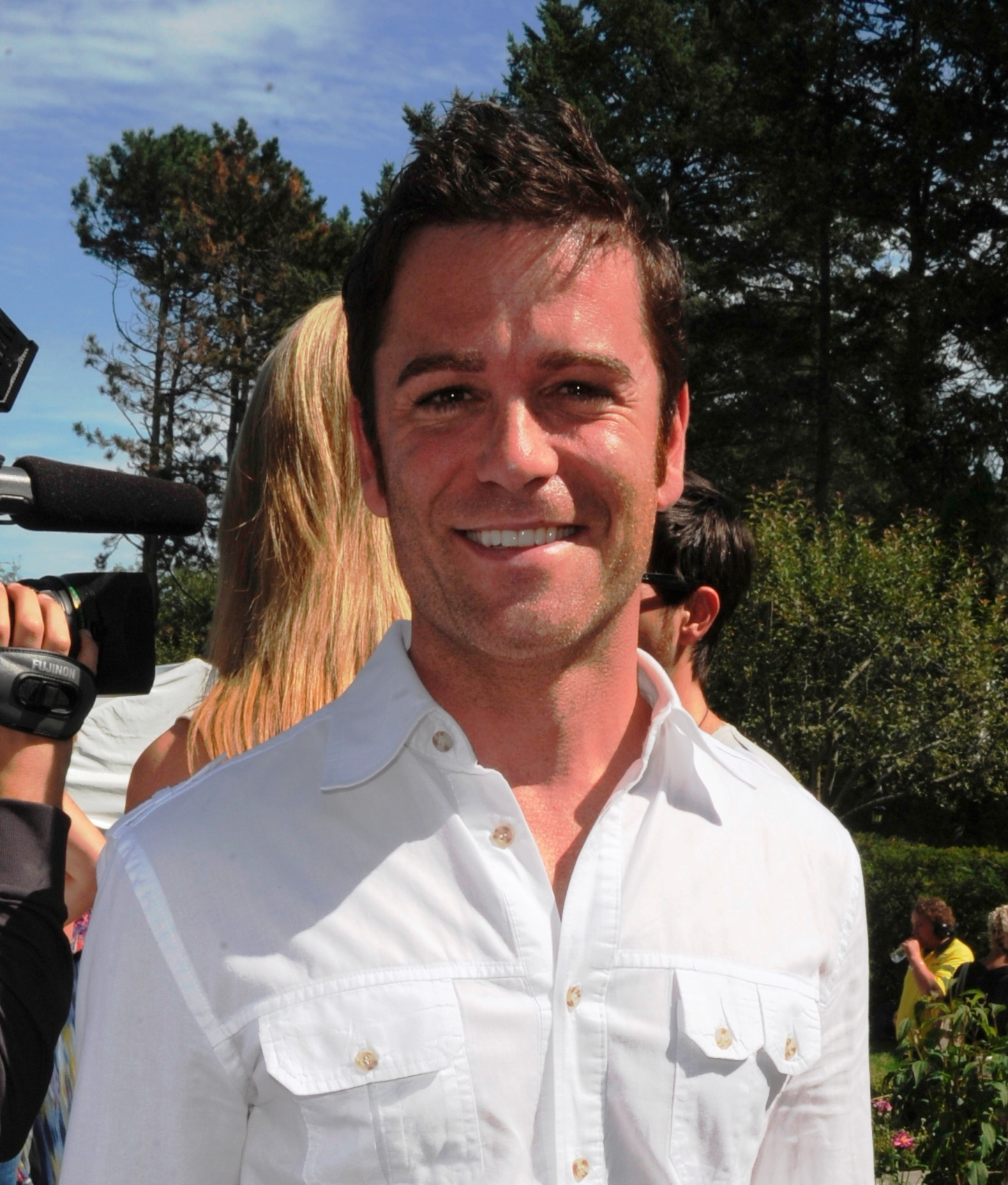
Yannick Bisson
(* 1969)

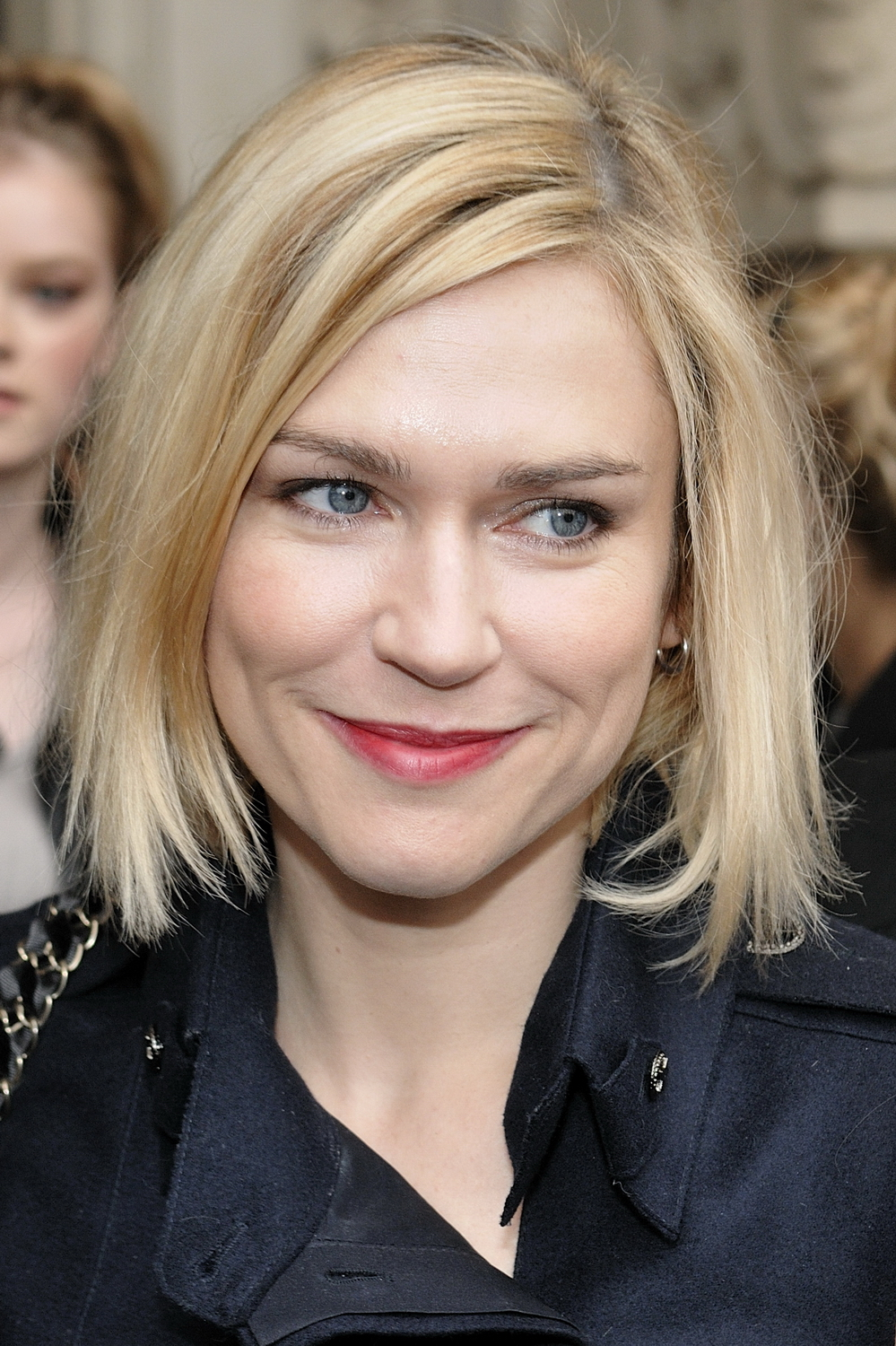
Marie-Josée Croze
(* 1970)

#### 1961
- Jacques Distler (* 1961), theoretischer Physiker
- Mylène Farmer (* 1961), französische Sängerin und Künstlerin
- Marc-André Hamelin (* 1961), frankokanadischer Pianist und Komponist
- Steve Kasper (* 1961), Eishockeyspieler
- Marc Kissóczy (* 1961), Schweizer Dirigent
- Elias Koteas (* 1961), Schauspieler
- Alain Lemieux (* 1961), Eishockeyspieler und -trainer
- Connor O’Brien (* 1961), Manager und ehemaliger kanadisch-US-amerikanisch-britisch-estnischer Skirennläufer
- Jim Watson (* 1961), Politiker

#### 1962
- Marie-Claude Asselin (* 1962), Freestyle-Skierin
- Adam Caruso (* 1962), Architekt
- Gregory Chamitoff (* 1962), US-amerikanischer Astronaut
- Corey Hart (* 1962), Popmusiker
- Réal Ménard (* 1962), Politiker
- Randy Velischek (* 1962), Eishockeyspieler, -trainer und Sportkommentator

#### 1963
- Paul Bloom (* 1963), US-amerikanischer Psychologe
- Benoît Doucet (* 1963), Eishockeyspieler
- Isabelle Gélinas (* 1963), kanadisch-französische Schauspielerin
- France Joli (* 1963), Sängerin
- Benoît Jutras (* 1963), Komponist
- Josée Lacasse (* 1963), Skirennläuferin
- Nathalie Lambert (* 1963), Shorttrackerin
- Normand Léveillé (* 1963), Eishockeyspieler
- Donald Mowat (* 1963), kanadisch-britischer Maskenbildner
- Isaac Murphy (* 1963), Abt
- Julie Payette (* 1963), Astronautin und Generalgouverneurin
- Patricia Puntous (* 1963), Triathletin
- Sylviane Puntous (* 1963), Triathletin
- Despina Stratigakos (* 1963), Architekturhistorikerin
- François Théberge (* 1963), Jazzmusiker
- Michel Therrien (* 1963), Eishockeyspieler und -trainer
- Jean-Marc Vallée (1963–2021), Regisseur und Schauspieler

#### 1964
- Michael Blake (* 1964), Jazzmusiker
- Eric Canuel (* 1964), Regisseur
- Pat Cortina (* 1964), Eishockeytrainer
- Bob Errey (* 1964), Eishockeyspieler
- Pierre Gill (* 1964), Kameramann und Regisseur
- Ian Halperin (* 1964), Autor, Journalist, Regisseur und Filmproduzent
- Sir Henry (* 1964), Musiker, Komponist und Schauspieler
- Marc Lépine (1964–1989), Amokläufer
- David Rakoff (1964–2012), kanadisch-US-amerikanischer Komiker
- Caroline Rhea (* 1964), Komödiantin, Schauspielerin
- Carolyn Waldo (* 1964), Synchronschwimmerin

#### 1965
- Marc Bergevin (* 1965), Eishockeyspieler und -funktionär
- Amelia Campbell (* 1965), Schauspielerin
- Jean-Jacques Daigneault (* 1965), Eishockeyspieler
- Bobby Dollas (* 1965), Eishockeyspieler
- Julie Doucet (* 1965), Comiczeichnerin
- Anke Engelke (* 1965), deutsche Komikerin und Schauspielerin
- Alain Faubert (* 1965), römisch-katholischer Geistlicher, Bischof von Valleyfield
- Mario Lemieux (* 1965), Eishockeyspieler
- Joseph Mallozzi (* 1965), Regisseur, Produzent und Drehbuchautor
- Sergio Momesso (* 1965), Eishockeyspieler
- Tom Ponting (* 1965), Schwimmer
- Russell Yuen (* 1965), Schauspieler

#### 1966
- André Boisclair (* 1966), Politiker
- Kevin F. O’Brien (* 1966), Jesuit
- Alain Goulem (* 1966), Schauspieler und Synchronsprecher
- Gordon Hynes (* 1966), Eishockeyspieler
- Charlotte Laurier (* 1966), Schauspielerin
- Tracey McFarlane (* 1966), US-amerikanische Schwimmerin
- Scott Mellanby (* 1966), Eishockeyspieler
- Luc Robitaille (* 1966), Eishockeyspieler
- Jane Vincent (* 1966), Skilangläuferin

#### 1967
- Brigitte Bako (* 1967), Schauspielerin und Synchronsprecherin
- Chris Benoit (1967–2007), Wrestler
- Vincent Damphousse (* 1967), Eishockeyspieler
- Gerry Fleming (* 1967), Eishockeyspieler und -trainer
- Chuck Fletcher (* 1967), Eishockeyfunktionär
- Sylvie Fréchette (* 1967), Synchronschwimmerin
- Jill Greenberg (* 1967), US-amerikanische Fotografin
- Linda Kash (* 1967), Schauspielerin
- Dominic Lavoie (* 1967), Eishockeyspieler
- Patrice Lefebvre (* 1967), italo-kanadischer Eishockeyspieler
- Shawn Levy (* 1967), kanadisch-US-amerikanischer Regisseur, Schauspieler und Produzent
- Jean-Guihen Queyras (* 1967), Cellist

#### 1968
- Shawn Anderson (* 1968), Eishockeyspieler
- Sylvain Bellemare (* 1968), Tontechniker
- Neil Brady (* 1968), Eishockeyspieler und -trainer
- Pascale Bussières (* 1968), Schauspielerin
- Terri Clark (* 1968), Countrysängerin
- Ed Courtenay (* 1968), kanadisch-britischer Eishockeyspieler und -trainer
- William DeVry (* 1968), US-amerikanischer Schauspieler
- Mike Dopud (* 1968), Footballspieler
- Corinne Gendron (* 1968), Soziologin
- Macha Grenon (* 1968), Schauspielerin
- Doug Honegger (* 1968), Eishockeyspieler
- Gregor Jelonek (* 1968), Eisschnellläufer
- Eric Lamaze (* 1968), Springreiter
- Daniel Marois (* 1968), Eishockeyspieler
- Andrea Nugent (* 1968), Schwimmerin
- Christina Smith (* 1968), Bobsportlerin
- Jo Vannicola (* 1968), Schauspielerin

#### 1969
- Eric Afriat (* 1969), kanadischer Unternehmer und Pokerspieler
- Yannick Bisson (* 1969), Schauspieler
- Andrew Borodow (* 1969), Ringer
- Caroline Brunet (* 1969), Kanutin[5]
- Stephen Hero (* 1969), katholischer Geistlicher, Bischof von Prince-Albert
- Patrick Huard (* 1969), Schauspieler
- Dan Lee (1969–2005), Trickfilmzeichner
- Jim Montgomery (* 1969), Eishockeyspieler
- Stéphane Morin (1969–1998), Eishockeyspieler
- Mark Pathy (* 1969 oder 1970), Unternehmer, Philanthrop und Raumfahrer
- Peter Reid (* 1969), Triathlet
- Anne Samplonius (* 1969), Radrennfahrerin

#### 1970

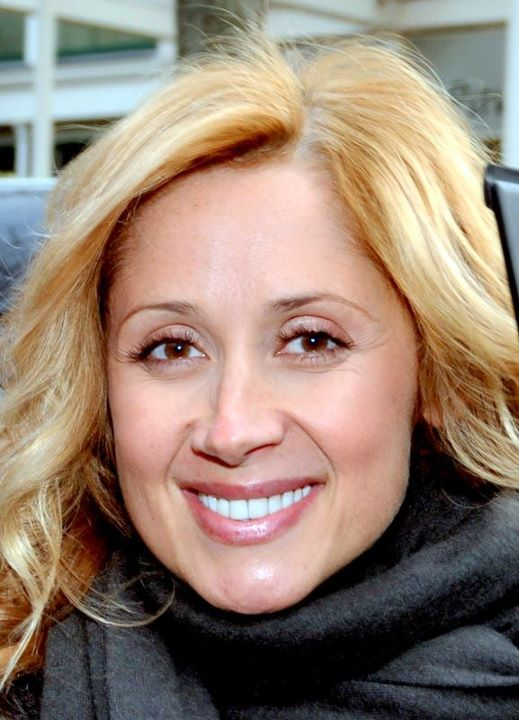
Lara Fabian
(* 1970)

- Daniel Brochu (* 1970), Schauspieler und Synchronsprecher
- Denis Chassé (* 1970), Eishockeyspieler
- Enrico Ciccone (* 1970), italo-kanadischer Eishockeyspieler
- Marie-Josée Croze (* 1970), Schauspielerin
- Thomas Dowd (* 1970), römisch-katholischer Geistlicher und Bischof von Sault Sainte Marie
- Lara Fabian (* 1970), belgisch-kanadische Sängerin und Songwriterin
- Donald Farley (1970–2016), Skilangläufer
- Stéphane Fiset (* 1970), Eishockeyspieler
- Naomi Klein (* 1970), Schriftstellerin
- Mark Lutz (* 1970), Schauspieler
- Logan Mader (* 1970), Gitarrist und Musikproduzent
- Efrim Menuck (* 1970), Musiker und Sänger
- Walter Nudo (* 1970), Filmschauspieler
- Rob Parisien (* 1970), US-amerikanischer Skirennläufer
- Adrien Plavsic (* 1970), kanadisch-schweizerischer Eishockeyspieler und -trainer
- Christian Riesbeck (* 1970), römisch-katholischer Geistlicher, Bischof von Saint John, New Brunswick
- Yanic Truesdale (* 1970), Schauspieler
- Patrice Vermette (* 1970), Szenenbildner und Artdirector
- Guido Visser (* 1970), Skilangläufer

### 1971–1980

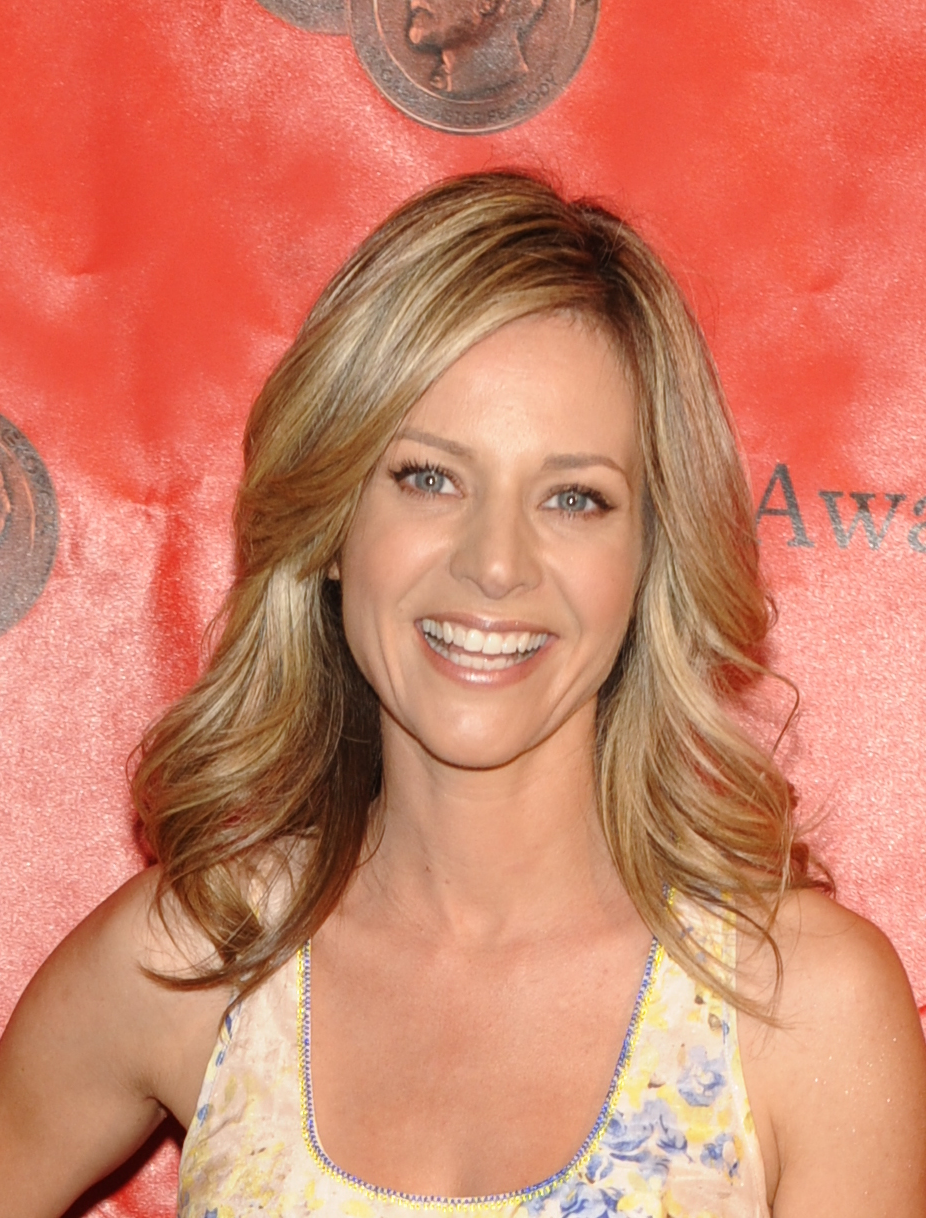
Jessalyn Gilsig
(* 1971)

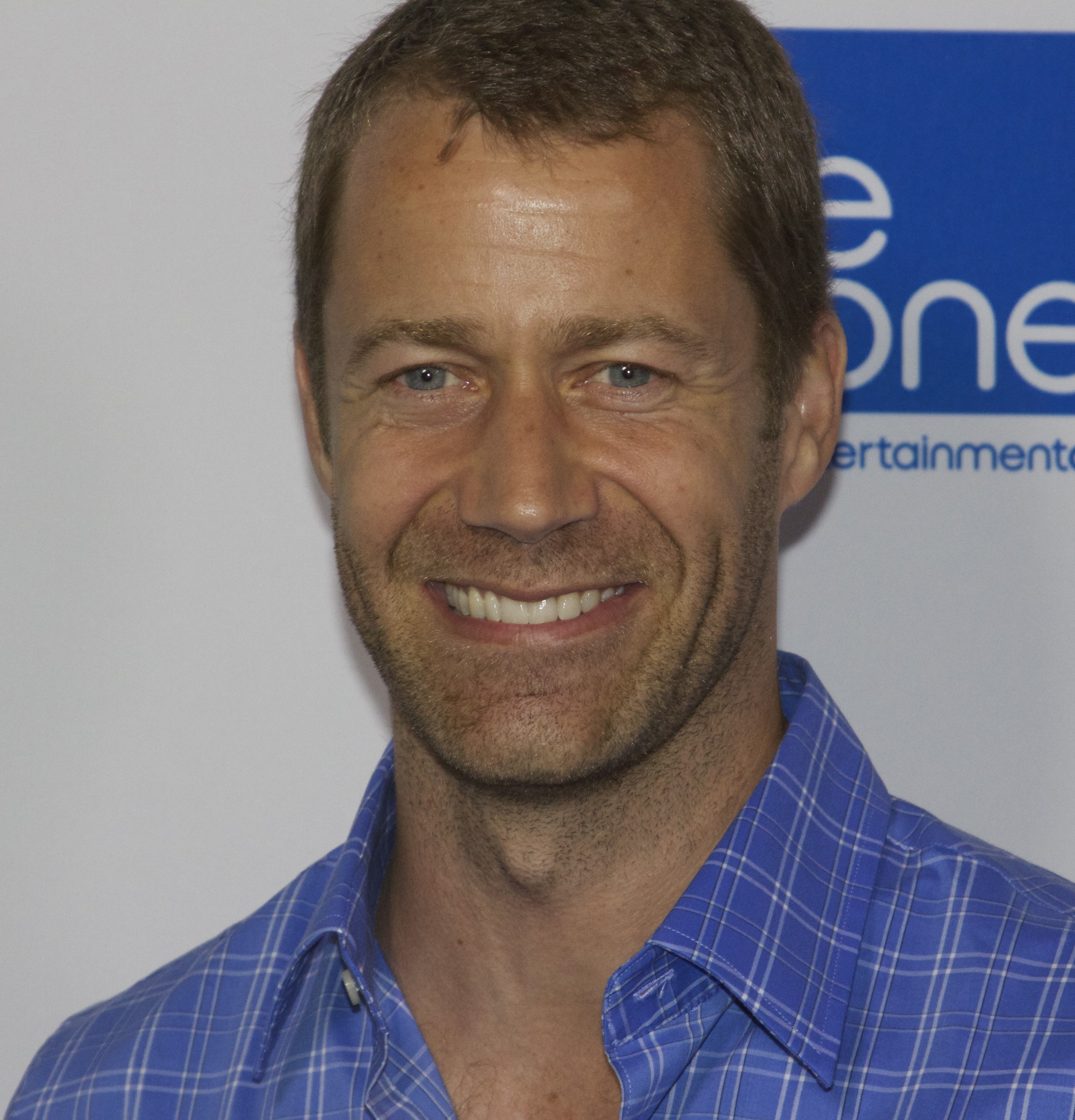
Colin Ferguson
(* 1972)

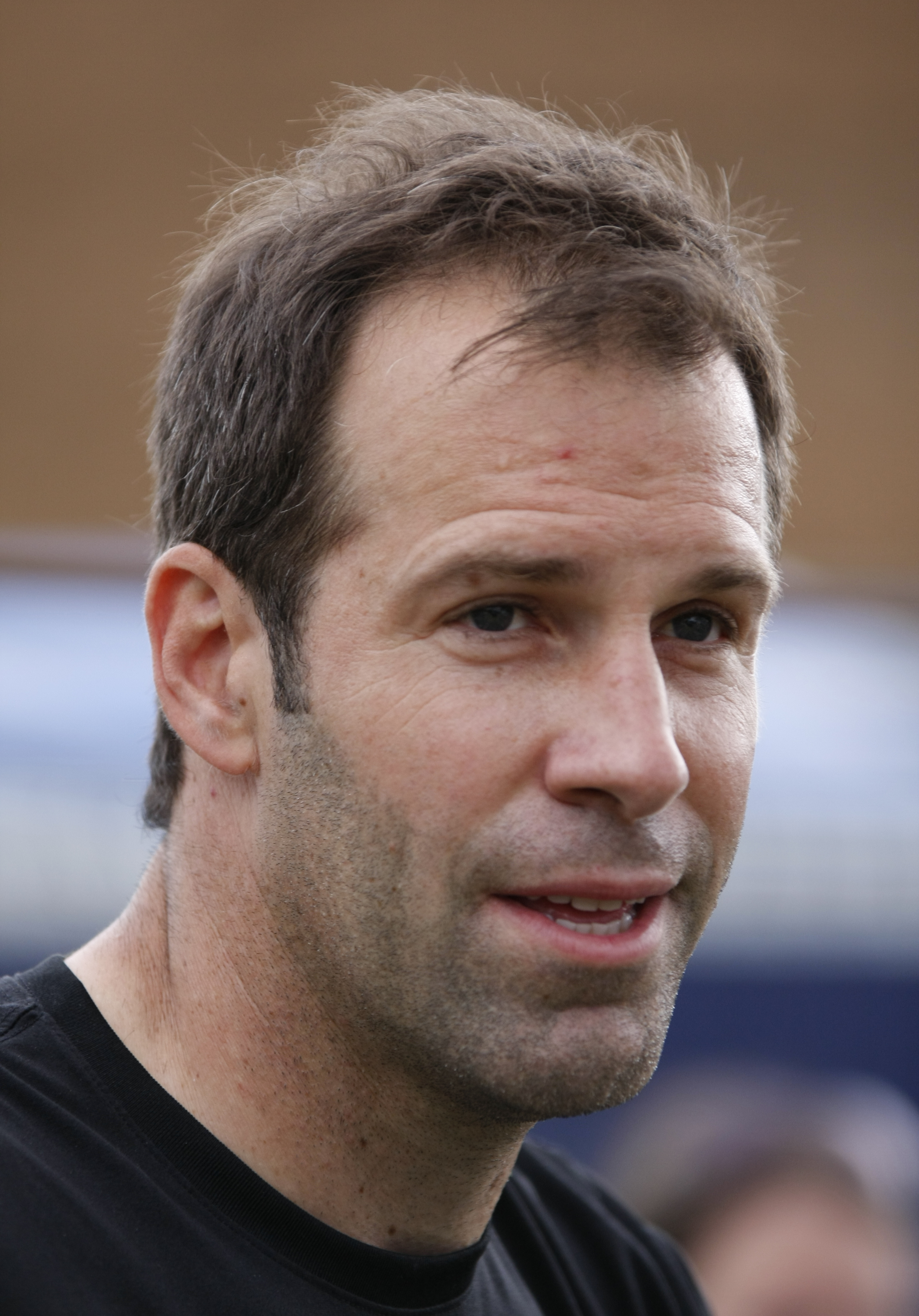
Greg Rusedski
(* 1973)

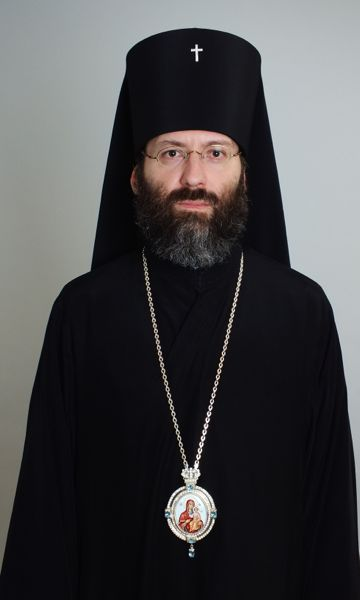
Job von Telmessos
(* 1974)

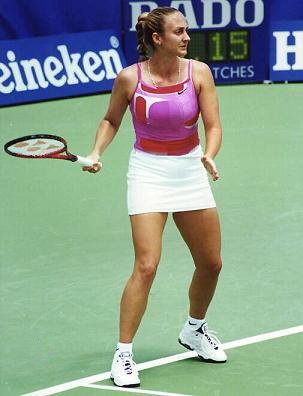
Mary Pierce
(* 1975)

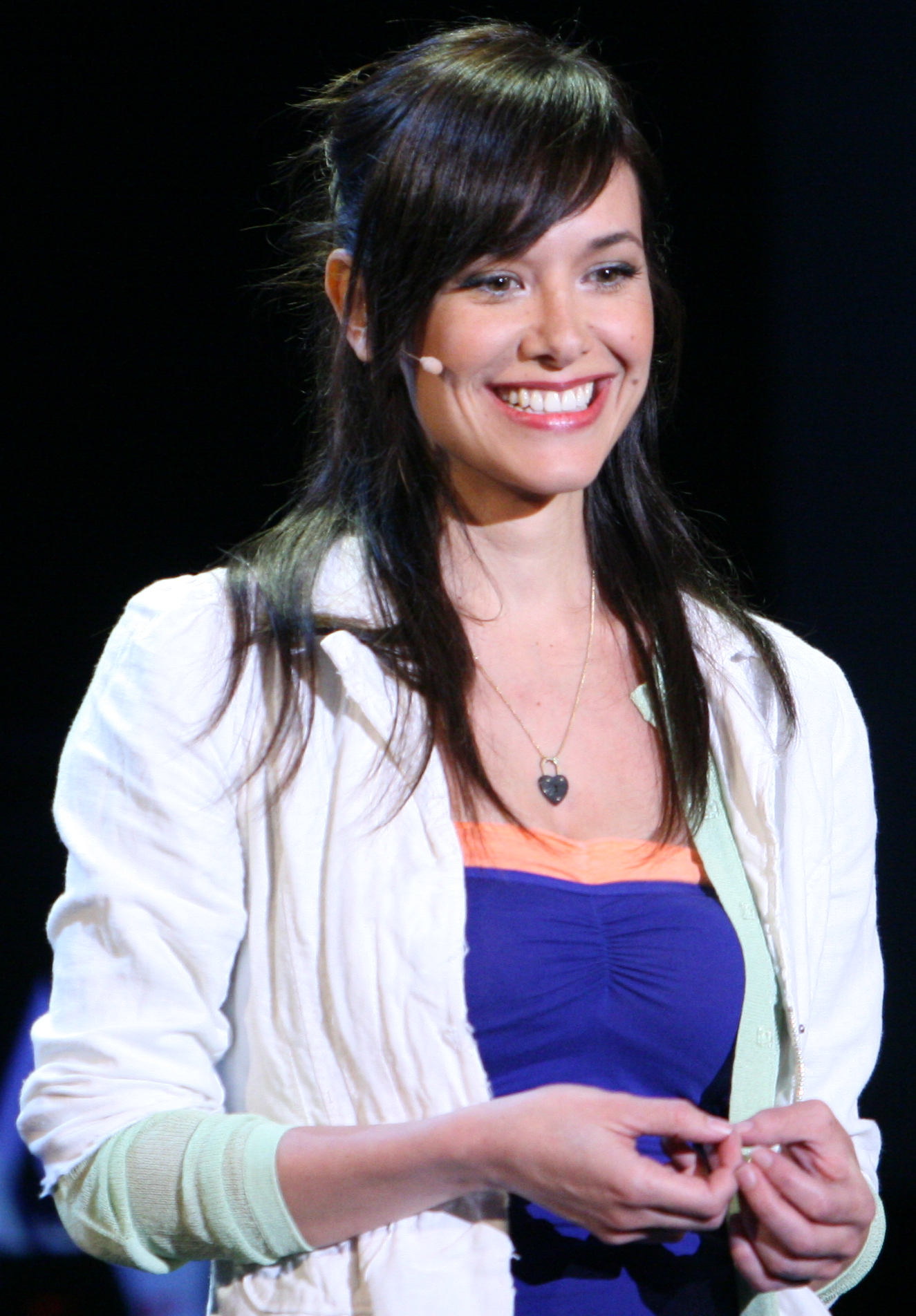
Jade Raymond
(* 1975)

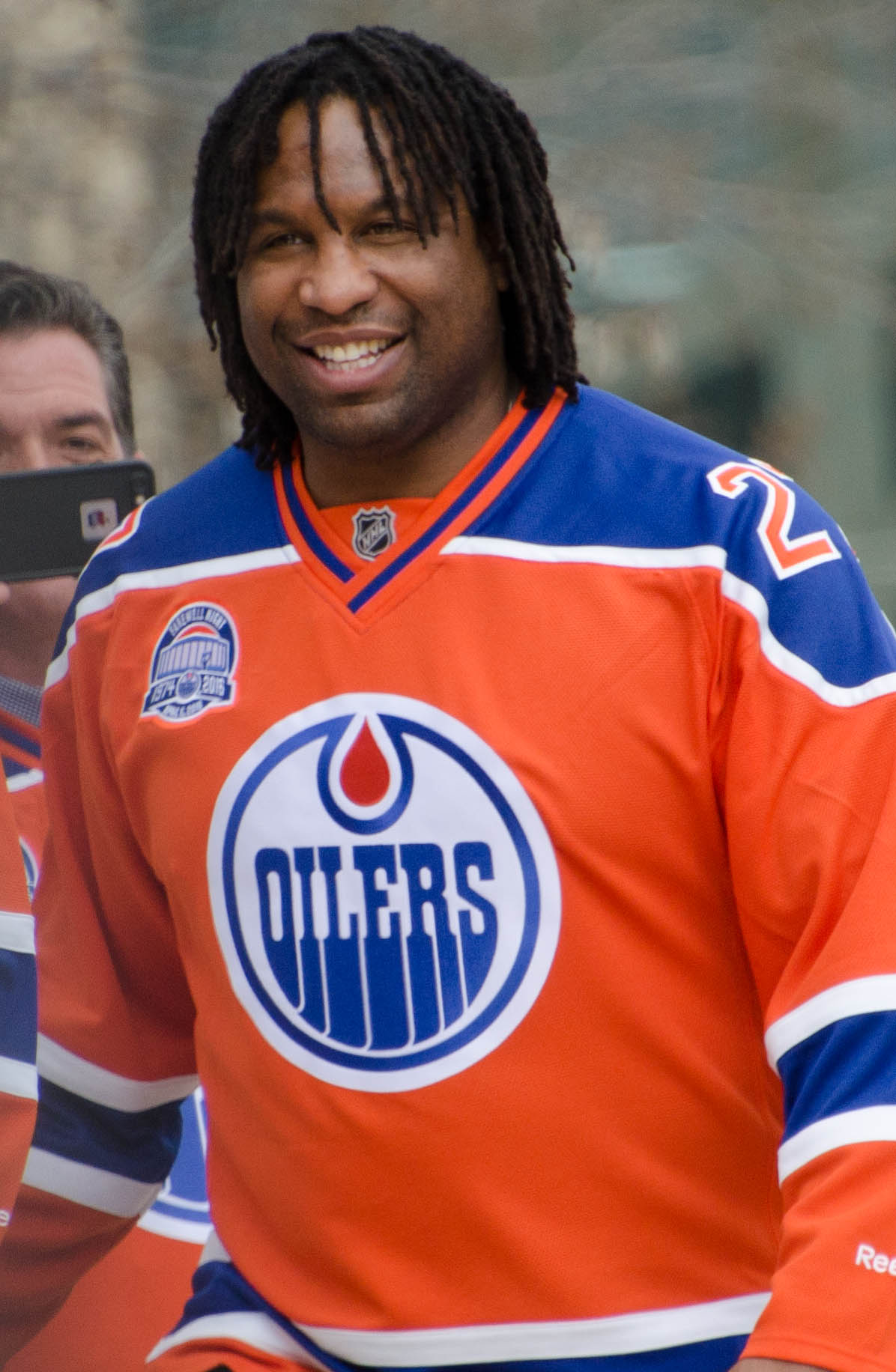
Georges Laraque
(* 1976)

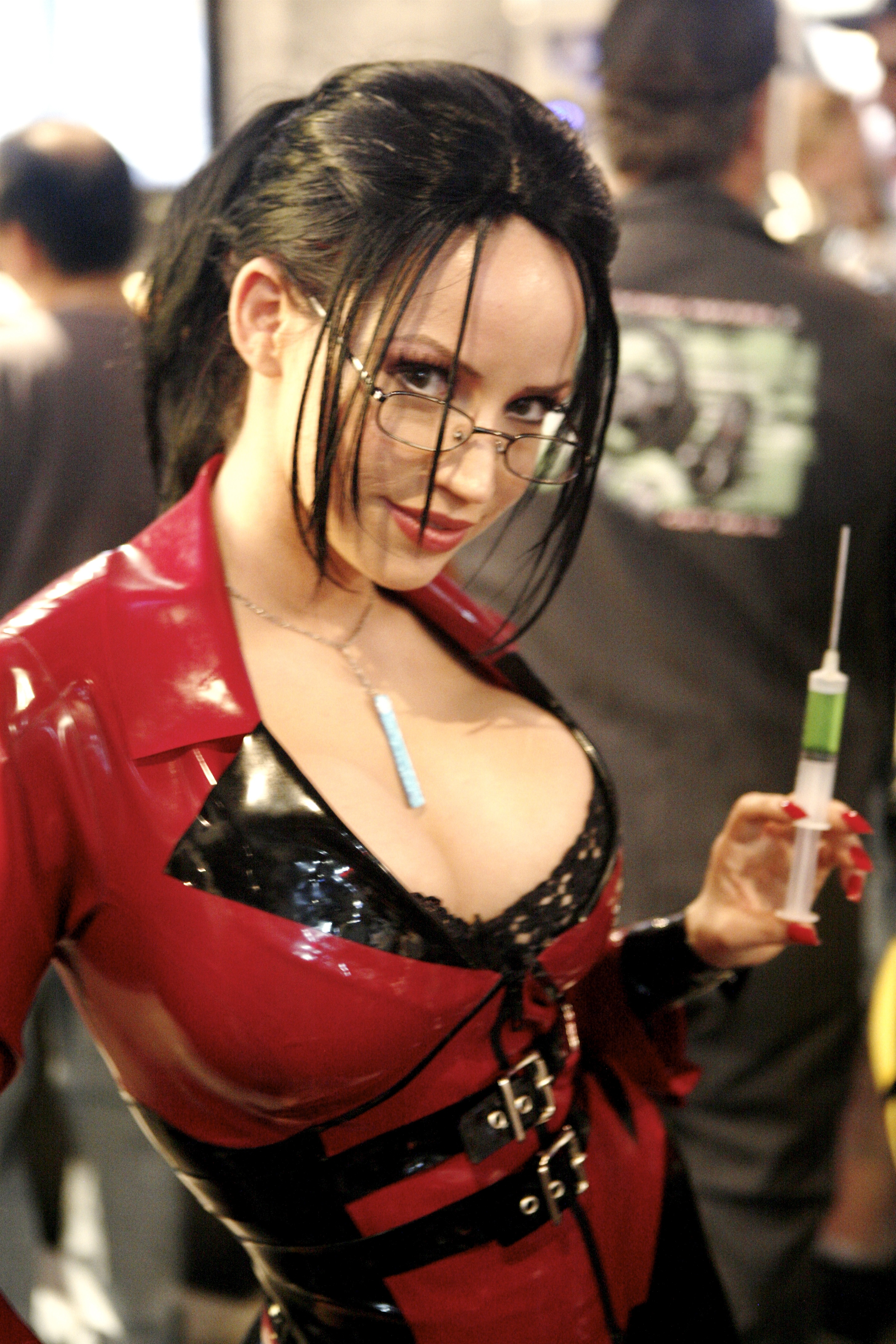
Bianca Beauchamp
(* 1977)

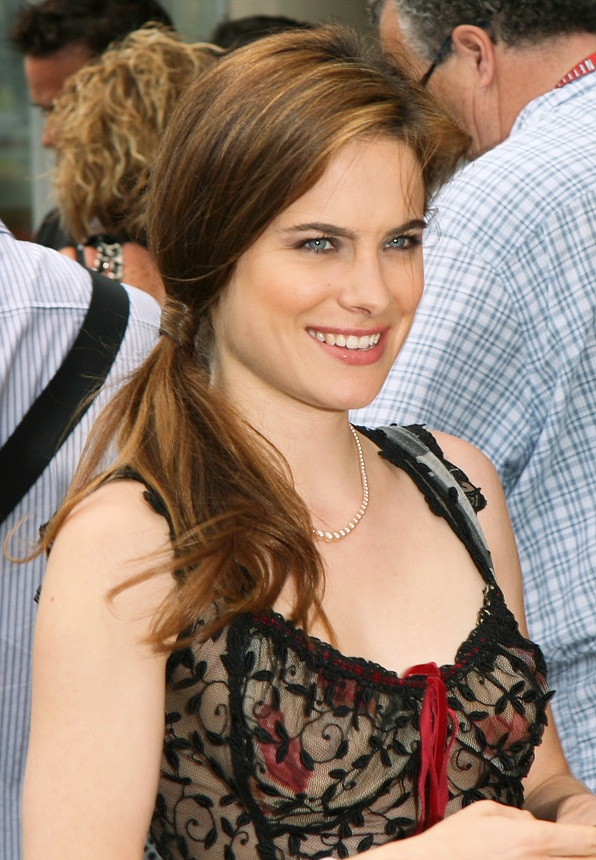
Caroline Dhavernas
(* 1978)

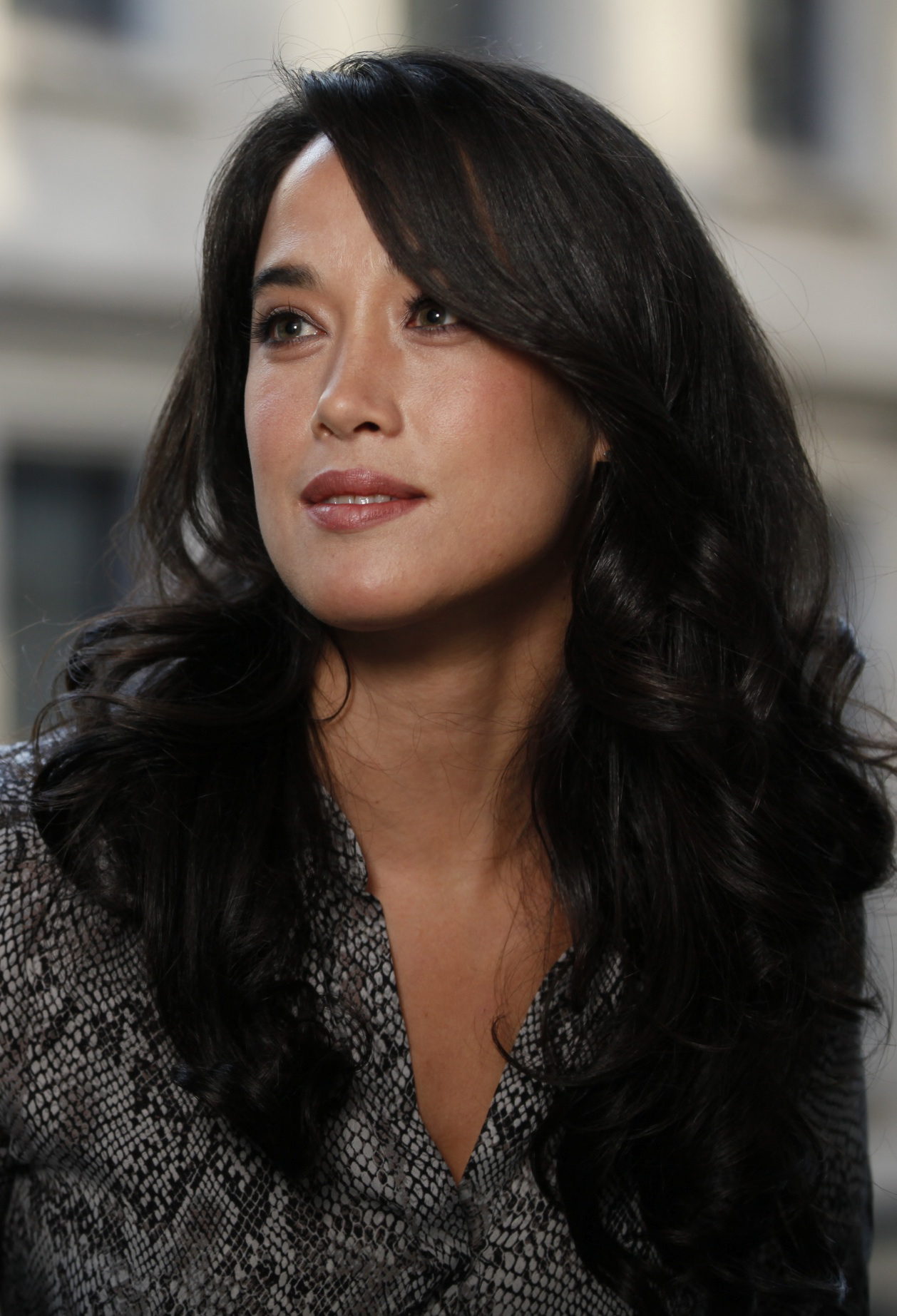
Mylène Dinh-Robic
(* 1979)

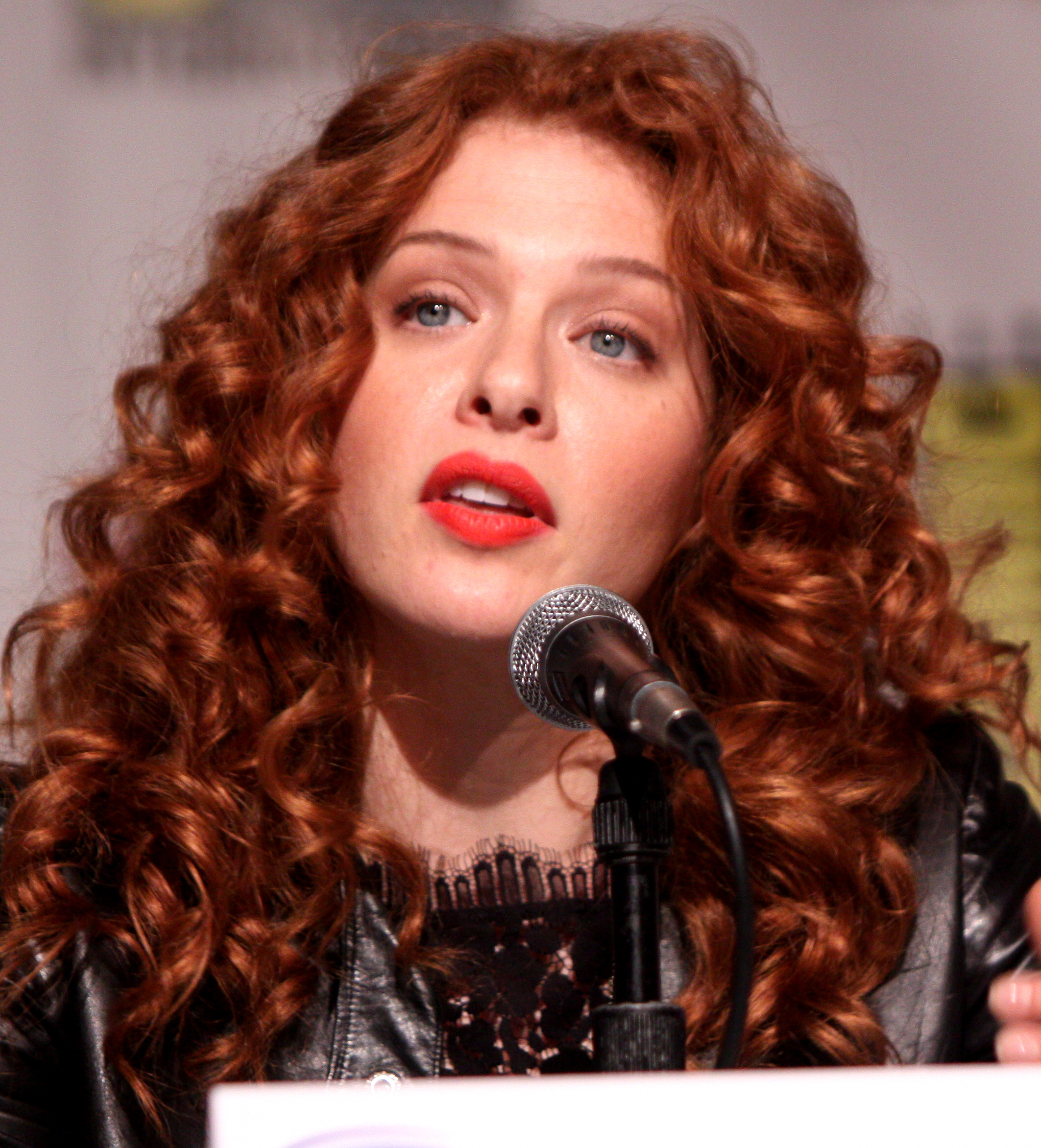
Rachelle Lefèvre
(* 1979)

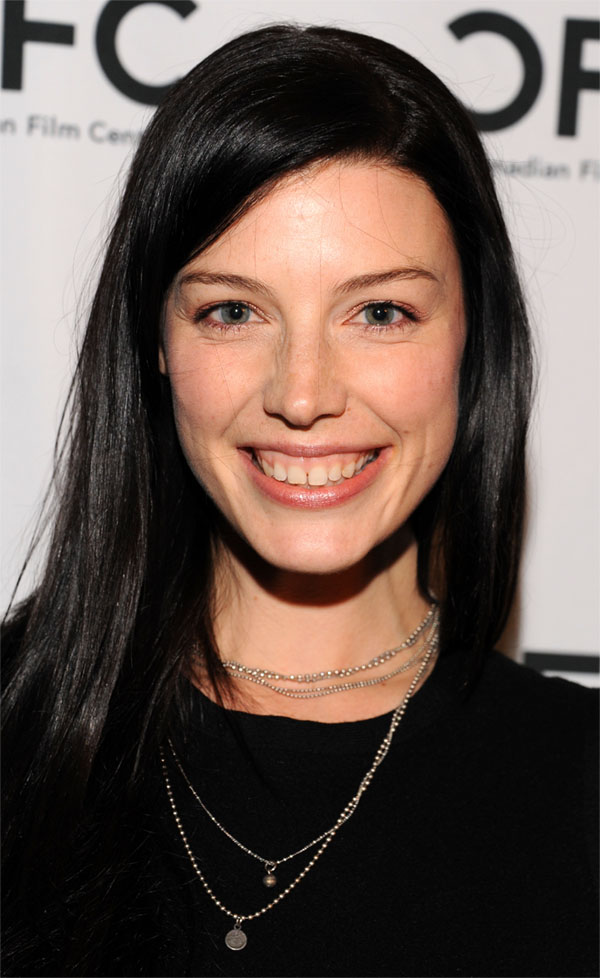
Jessica Paré
(* 1980)

#### 1971
- Christophe Beck (* 1971), Filmkomponist
- Chris Blanchard (* 1971), Skilangläufer
- Patrice Brisebois (* 1971), Eishockeyspieler
- Nadia Burger (* 1971 oder 1972), Diplomatin
- Jessalyn Gilsig (* 1971), Schauspielerin
- Éric Lacroix (* 1971), Eishockeyspieler und -funktionär
- Frank Leo (* 1971), römisch-katholischer Erzbischof von Toronto, Kardinal
- Éric Lucas (* 1971), Boxer
- Stephanie Nolen (* 1971), Journalistin und Autorin
- Julie Parisien (* 1971), US-amerikanische Skirennläuferin
- Emma Robinson (* 1971), Ruderin
- Matt Salsberg (* 1971), Fernsehproduzent, Drehbuchautor und Pokerspieler
- Kathryn Zenna (* 1971), Schauspielerin

#### 1972
- Melissa Auf der Maur (* 1972), kanadische Rockmusikerin und Gelegenheitsfotomodell schweizerischer Herkunft
- Anne Bedian (* 1972), Schauspielerin und Synchronsprecherin
- Mauro Biello (* 1972), kanadisch-italienischer Fußballspieler und -trainer
- Martin Brodeur (* 1972), Eishockeytorwart
- Karen Clark (* 1972), Synchronschwimmerin
- Wolf Edwards (* 1972), Komponist
- Colin Ferguson (* 1972), Schauspieler
- Geneviève Fortin (* 1972), Freestyle-Skierin
- John Fust (* 1972), kanadisch-schweizerischer Eishockeyspieler und -trainer
- Arturo Gatti (1972–2009), Boxer
- Nicolas Gill (* 1972), Judoka[6]
- Brad Purdie (* 1972), Eishockeyspieler
- Alex Tagliani (* 1972), Rennfahrer

#### 1973
- Jean-François Aubé (* 1973), Eishockeyspieler
- Dany Bousquet (* 1973), Eishockeyspieler
- Stan Bowman (* 1973), Eishockeyfunktionär
- Victor Dahms (* 1973), Publizist
- Ian Hebert (* 1973), Eishockeyspieler
- David Julian Hirsh (* 1973), Schauspieler
- Martin Lapointe (* 1973), Eishockeyspieler
- Sébastien Lareau (* 1973), Tennisspieler
- Rich Parent (* 1973), Eishockeyspieler
- Annie Pelletier (* 1973), Wasserspringerin
- Jeff Roop (* 1973), Schauspieler
- Greg Rusedski (* 1973), britischer Tennisspieler
- Kathryn Winslow (* 1973), Schauspielerin

#### 1974
- Dominique Anglade (* 1974), Politikerin und Geschäftsfrau
- Cora Campbell (* 1974), Wasserballspielerin
- Marie-France Dubreuil (* 1974), Eiskunstläuferin
- Ian Laperrière (* 1974), US-amerikanisch-kanadischer Eishockeyspieler und -trainer
- Viv Leacock (* 1974), Schauspieler und Synchronsprecher
- David Lipper (* 1974), Schauspieler und Filmproduzent
- Ian McIntyre (* 1974), Eishockeyspieler
- Steve Potvin (* 1974), Eishockeyspieler
- Nic Romm (* 1974), deutscher Schauspieler
- Job von Telmessos (* 1974), orthodoxer Bischof
- Patrick Traverse (* 1974), Eishockeyspieler
- Michael Winter (* 1974), Vielseitigkeitsreiter

#### 1975
- Jasey-Jay Anderson (* 1975), Snowboarder
- Maria Bertrand (* 1975), Schauspielerin
- Evelyne de la Chenelière (* 1975), Schauspielerin, Schriftstellerin und Dramatikerin
- Emmanuelle Chriqui (* 1975), Schauspielerin
- Annie Cotton (* 1975), Sängerin
- Alexandre Daigle (* 1975), Eishockeyspieler
- Éric Dazé (* 1975), Eishockeyspieler
- Sabrina Ward Harrison (* 1975), Künstlerin
- Ross Hull (* 1975), Schauspieler
- Alessandro Juliani (* 1975), Schauspieler, Sänger und Komponist
- Benjamin Kowalewicz (* 1975), Sänger
- Patrice Lauzon (* 1975), Eistänzer
- Anne Montminy (* 1975), Wasserspringerin
- Alain Nasreddine (* 1975), Eishockeyspieler
- Yannick Nézet-Séguin (* 1975), Dirigent
- Mary Pierce (* 1975), französische Tennisspielerin
- Jade Raymond (* 1975), Spieleentwicklerin
- Patrick Sabongui (* 1975), Schauspieler
- Jocelyn Thibault (* 1975), Eishockeyspieler
- Angela Tong (* 1975), Schauspielerin

#### 1976
- Mathieu Darche (* 1976), Eishockeyspieler
- Denis Gauthier (* 1976), Eishockeyspieler
- Benoît Gratton (* 1976), Eishockeyspieler
- Elza Kephart (* 1976), Filmregisseurin
- Georges Laraque (* 1976), Eishockeyspieler
- Jean-Yves Leroux (* 1976), Eishockeyspieler
- Cheryl Pounder (* 1976), Eishockeyspielerin
- Tim Rozon (* 1976), Schauspieler
- Erin Simms (* 1976), Schauspielerin
- Martha Wainwright (* 1976), Folk-Pop-Musikerin

#### 1977
- Lucio Amanti (* 1977), Jazzmusiker
- Jean-Sébastien Aubin (* 1977), Eishockeytorwart
- Judy Batalion (* 1977), Historikerin
- Bianca Beauchamp (* 1977), Fetisch- und Erotik-Model
- Marc Denis (* 1977), Eishockeytorwart
- Sylvia De Fanti (* 1977), italienische Schauspielerin
- Jason Doig (* 1977), Eishockeyspieler
- Eric Gauthier (* 1977), Tänzer und Choreograf
- Jean-Sébastien Giguère (* 1977), Eishockeytorwart
- Jean-Luc Grand-Pierre (* 1977), Eishockeyspieler
- Saba Homayoon (* 1977), kanadische Schauspielerin iranischer Herkunft
- Adam MacDonald (* 1977), Schauspieler, Filmregisseur und Drehbuchautor
- Erdem Moralioğlu (* 1977), Modedesigner
- Lee Roy Myers (* 1977), Pornofilm-Produzent und Regisseur, Drehbuchautor
- Jason Reitman (* 1977), Regisseur und Drehbuchautor
- Greg Sutton (* 1977), Fußballtorwart

#### 1978
- Jonathan Cherry (* 1978), Film- und Theaterschauspieler
- Daniel Corso (* 1978), Eishockeyspieler
- Caroline Dhavernas (* 1978), Schauspielerin
- Jean-Pierre Dumont (* 1978), Eishockeyspieler
- Catherine Garceau (* 1978), Synchronschwimmerin
- Jonathan Guilmette (* 1978), Shorttracker
- Ben Guité (* 1978), Eishockeyspieler
- Jean Sébastien Lavoie (* 1978), Popsänger
- Casey McKinnon (* 1978), Schauspielerin
- François Méthot (* 1978), Eishockeyspieler
- Autumn Phillips (* 1978), britische Adelige; Ehefrau von Peter Phillips
- Jean-Francois Stinco (* 1978), Gitarrist

#### 1979
- Anaïs Barbeau-Lavalette (* 1979), Filmemacherin und Schriftstellerin
- Patrice Bernier (* 1979), Fußballspieler
- Pierre Charles Bouvier (* 1979), Sänger
- Maxime Collin (* 1979), Schauspieler
- Charles André Comeau (* 1979), Schlagzeuger
- James Desmarais (* 1979), Eishockeyspieler
- Mylène Dinh-Robic (* 1979), Schauspielerin
- Martine Dugrenier (* 1979), Ringerin
- Jennifer Finnigan (* 1979), Schauspielerin
- Steve Gainey (* 1979), Eishockeyspieler und -trainer
- Jessica Goldapple (* 1979), Schauspielerin
- Mélanie Joly (* 1979), Anwältin und Politikerin
- Rachelle Lefèvre (* 1979), Schauspielerin
- Francis Lessard (* 1979), Eishockeyspieler
- Roberto Luongo (* 1979), Eishockeyspieler
- Caroline Ouellette (* 1979), Eishockeyspielerin
- Michel Périard (* 1979), Eishockeyspieler
- Melanie Rinaldi (* 1979), Wasserspringerin
- Jacob Tierney (* 1979), Schauspieler
- Andrew Walker (* 1979), Schauspieler
- Matthew Yeats (* 1979), Eishockeyspieler

#### 1980
- Ramzi Abid (* 1980), Eishockeyspieler
- David Desrosiers (* 1980), Bassist
- Chet Doxas (* 1980), Jazzmusiker
- Jon Lajoie (* 1980), Comedian
- Vincent Lecavalier (* 1980), Eishockeyspieler
- Erik Mongrain (* 1980), Gitarrist und Komponist
- Jessica Paré (* 1980), Schauspielerin
- Rafael Payare (* 1980), Dirigent
- Sara Kiersten Quin (* 1980), Sängerin
- Mike Ribeiro (* 1980), Eishockeyspieler
- Geneviève Simard (* 1980), Skirennläuferin
- Bruno St. Jacques (* 1980), Eishockeyspieler
- Jessica Welch (* 1980), Schauspielerin und Model

### 1981–1990

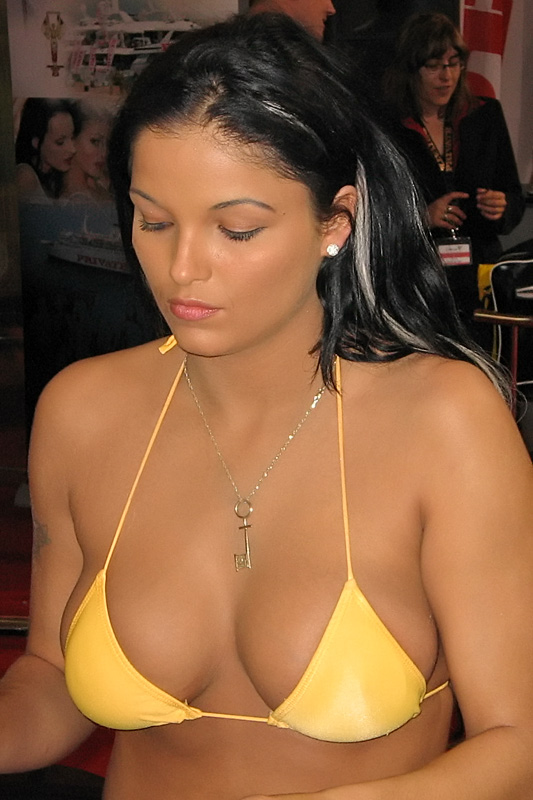
Lanny Barby
(* 1981)

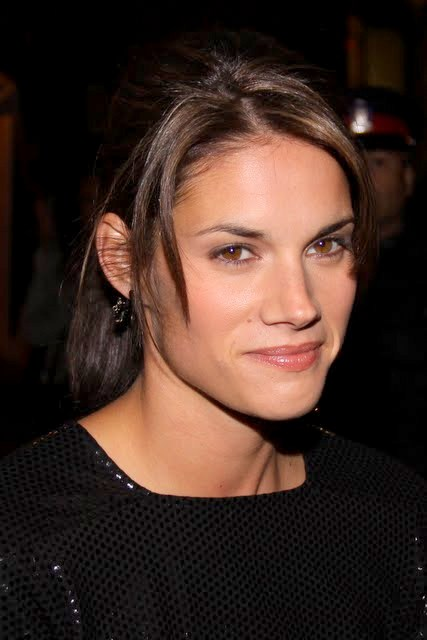
Missy Peregrym
(* 1982)

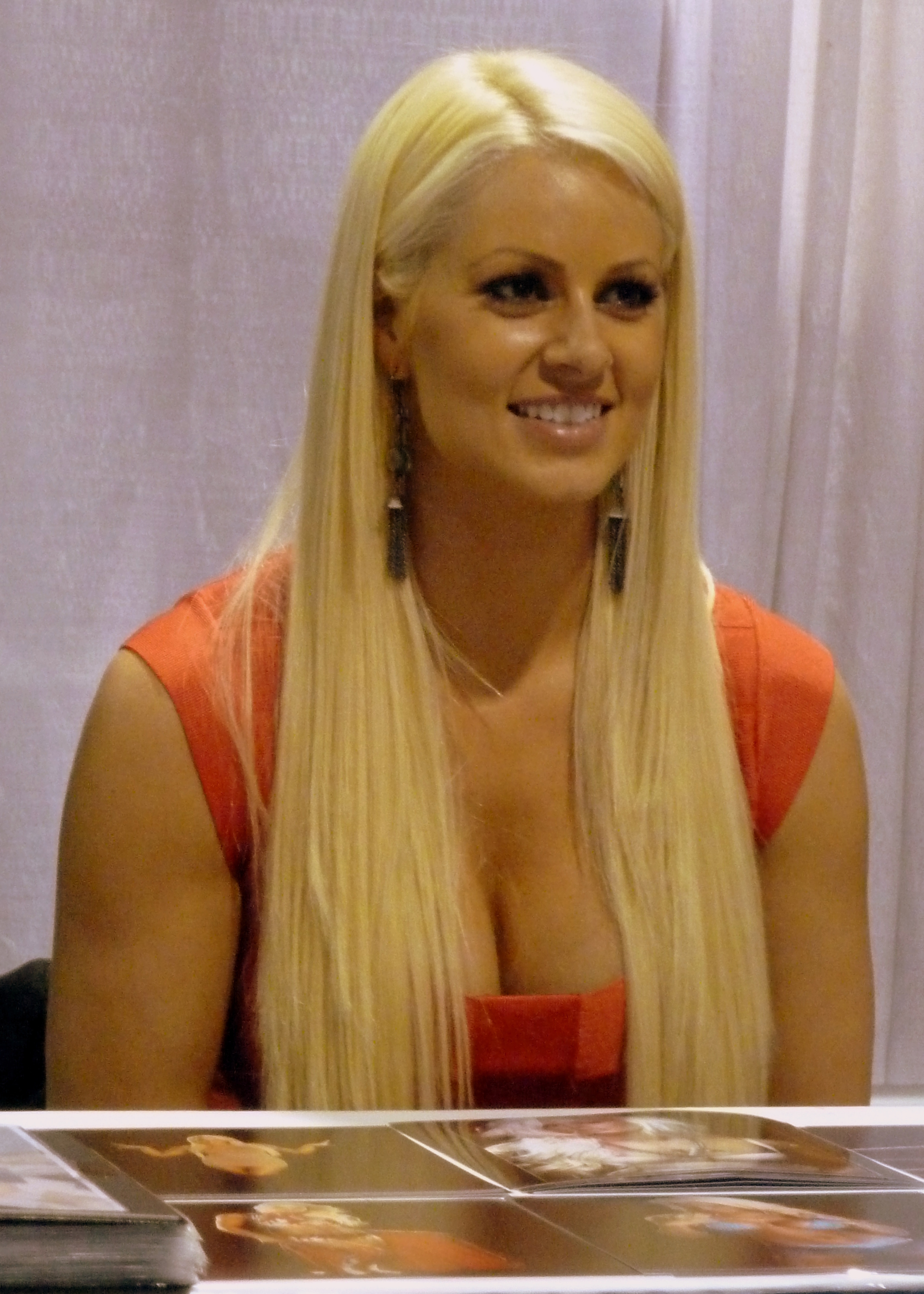
Maryse Ouellet
(* 1983)

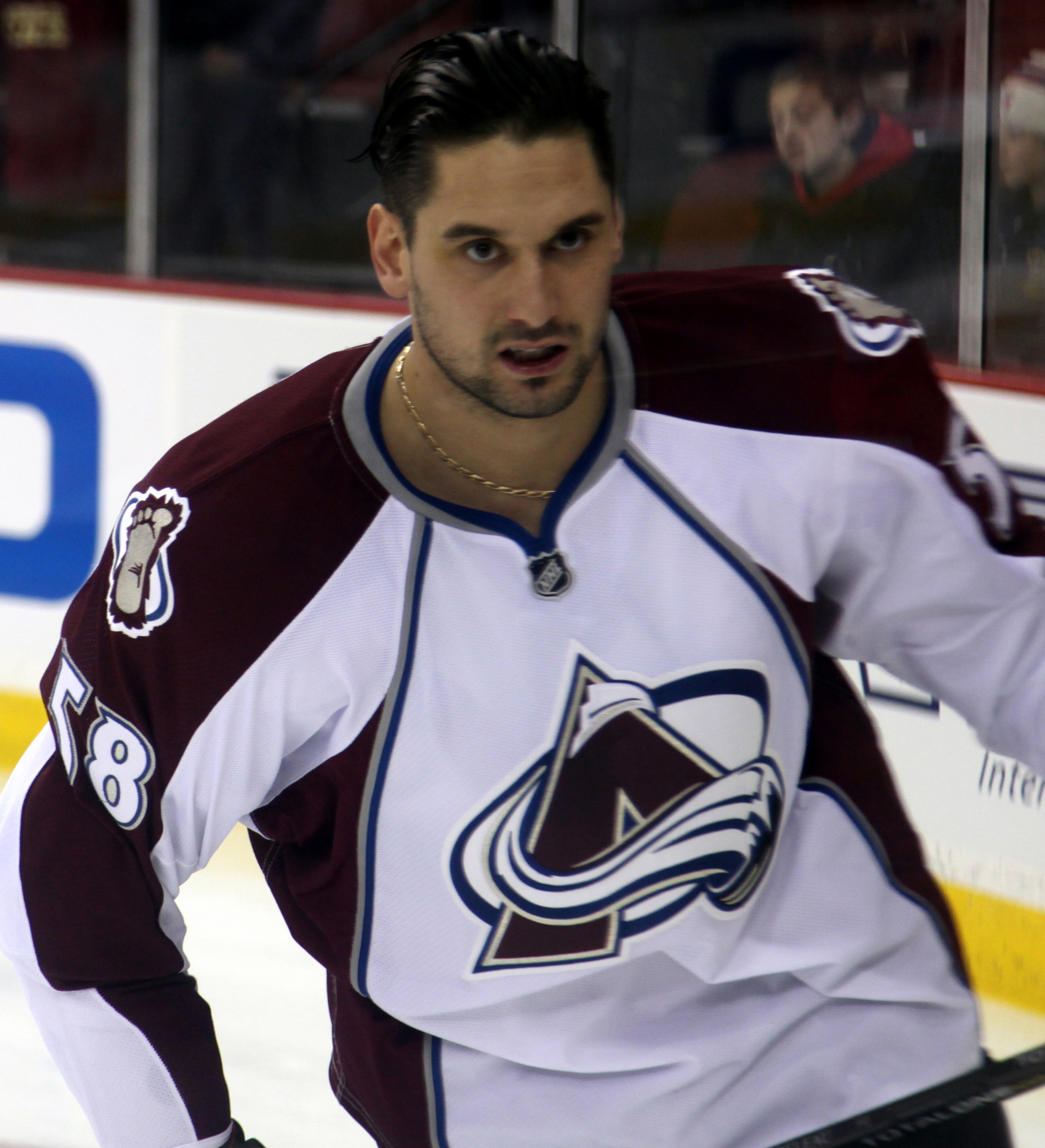
Patrick Bordeleau
(* 1986)

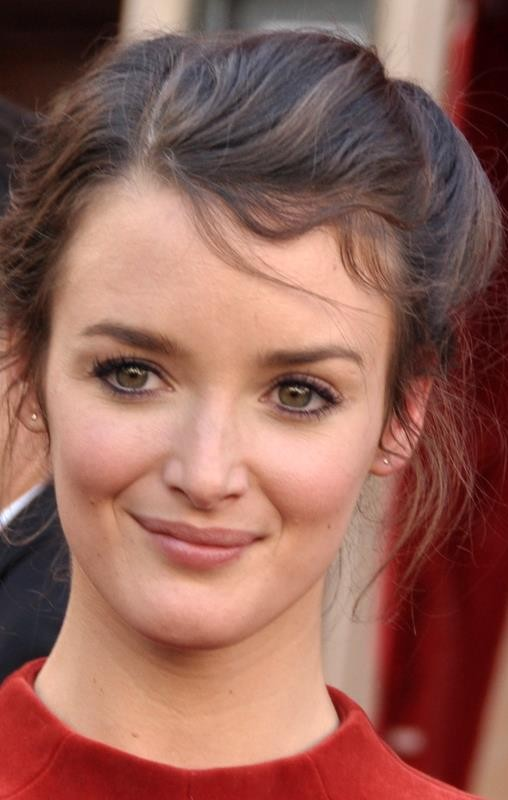
Charlotte Le Bon
(* 1986)

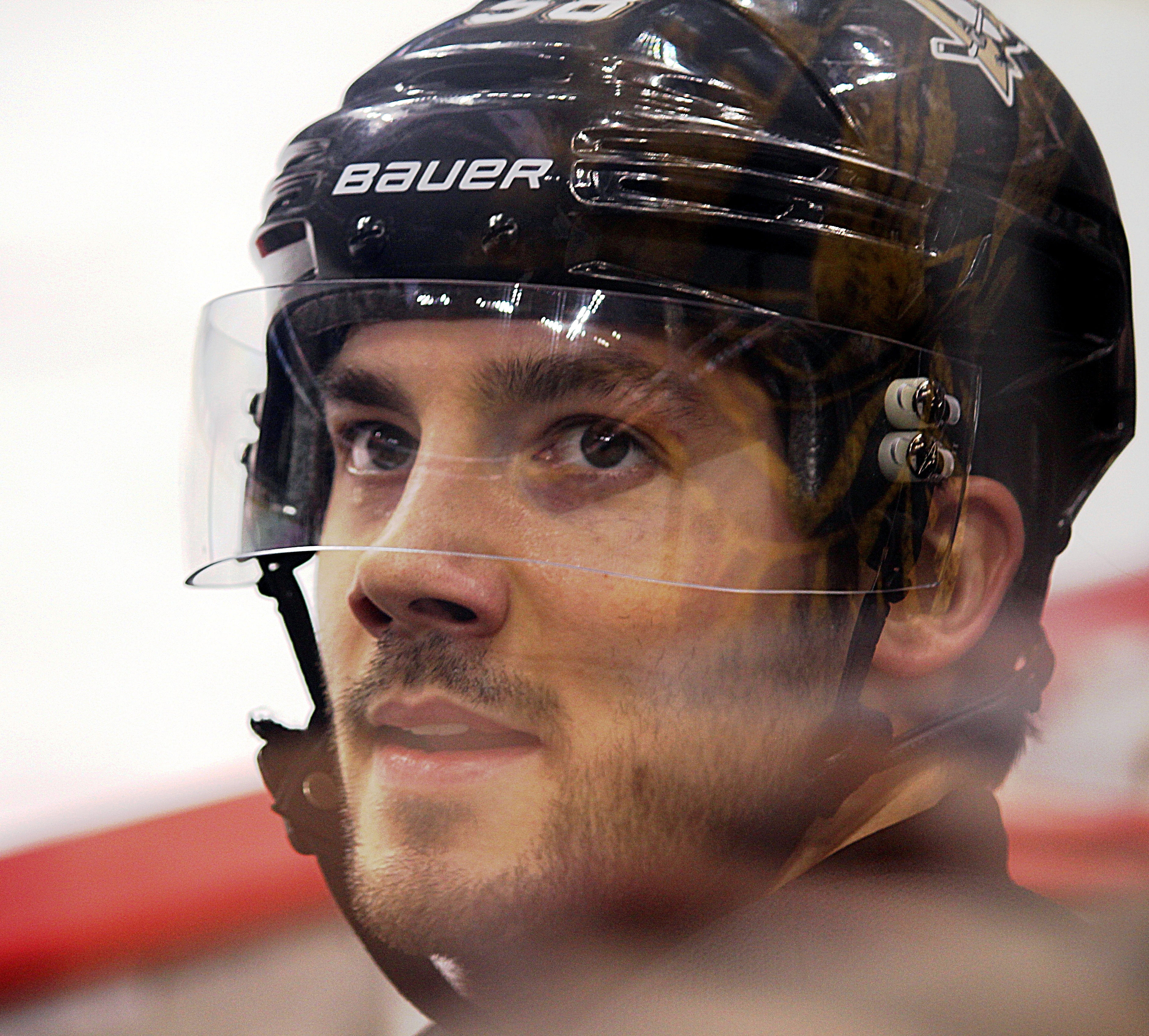
Kris Letang
(* 1987)

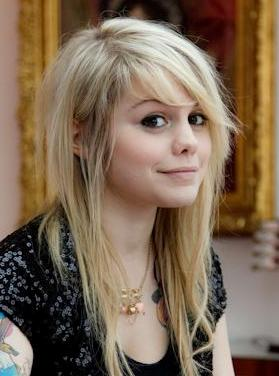
Cœur de Pirate
(* 1989)

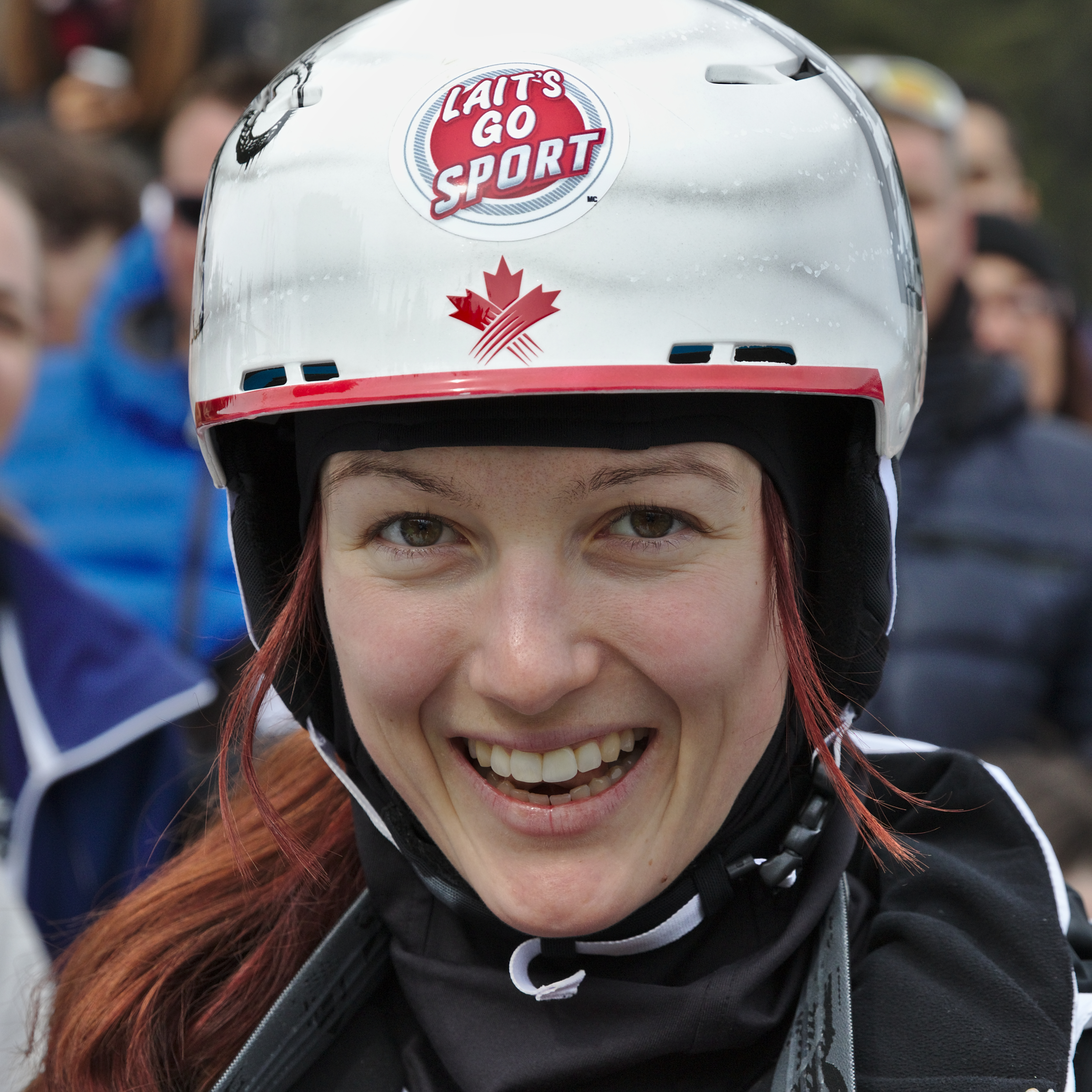
Maxime Dufour-Lapointe
(* 1989)

#### 1981
- Lanny Barby (* 1981), Pornodarstellerin
- Adam Braz (* 1981), Fußballspieler
- Emily Hampshire (* 1981), Schauspielerin
- Kevin Lavallée (* 1981), Eishockeyspieler
- Sébastien Lefebvre (* 1981), Gitarrist, Sänger, Komponist
- Émilie Mondor (1981–2006), Leichtathletin
- Magali Tisseyre (* 1981), Triathletin
- Dominique Vallée (* 1981), Snowboarderin

#### 1982
- Joel Anthony (* 1982), Basketballspieler
- Ayah Bdeir (* 1982), kanadisch-libanesische Informatikerin, Unternehmerin und interaktive Künstlerin
- Shawn Delierre (* 1982), Squashspieler
- Elisabetta Fantone (* 1982), Schauspielerin und Künstlerin
- Kelly Kruger (* 1982), Schauspielerin
- Florence Lavoie (* 1982), Badmintonspielerin
- Yanick Lehoux (* 1982), Eishockeyspieler
- Charles Linglet (* 1982), belarussisch-kanadischer Eishockeyspieler
- Matthew Lombardi (* 1982), Eishockeyspieler
- Spiro Malandrakis (* 1982), Schauspieler und Synchronsprecher
- Missy Peregrym (* 1982), Schauspielerin
- Lara Roxx (* 1982), Pornodarstellerin
- Allison Russell (* 1982), Americana-Musikerin
- Ryan Semple (* 1982), Skirennläufer
- Pierre-Luc Sleigher (* 1982), Eishockeyspieler
- Alisa Weilerstein (* 1982), Cellistin

#### 1983
- Dan Blackburn (* 1983), Eishockeyspieler
- Philippe Berubé (* 1983), Snowboarder
- Cindy Busby (* 1983), Filmschauspielerin
- Maggie Castle (* 1983), Schauspielerin
- David Cayer (* 1983), Eishockeyspieler
- Émilie Desforges (* 1983), Skirennläuferin
- Marc-André Ladouceur (* 1983), Pokerspieler
- Raphaël Mathieu (* 1983), französischer Curler
- Jen Oda (1983–2015), Schauspielerin, Sängerin und Model
- Maryse Ouellet (* 1983), Wrestlerin
- Joël Perrault (* 1983), Eishockeyspieler
- Émile Proulx-Cloutier (* 1983), Schauspieler und Filmregisseur
- Adam Russo (* 1983), italo-kanadischer Eishockeytorwart
- Giulio Scandella (* 1983), italo-kanadischer Eishockeyspieler
- Omar Sharif jr. (* 1983), kanadischer Schauspieler und LGBT-Aktivist
- Daniel Di Tomasso (* 1983), Schauspieler und Model

#### 1984
- Silvère Ackermann (* 1984), Schweizer Radsportler
- Corey Crawford (* 1984), Eishockeytorwart
- Dominique Fils-Aimé (* 1984), Singer-Songwriterin
- Maxime Gingras (* 1984), Freestyle-Skier
- Marc-André Grondin (* 1984), Schauspieler
- Yannick Riendeau (* 1984), Eishockeyspieler

#### 1985
- Erin Agostino (* 1985), Schauspielerin
- François Arnaud (* 1985), Schauspieler
- Alexandre Bolduc (* 1985), Eishockeyspieler
- Alexandre Despatie (* 1985), Wasserspringer
- Jean-François Jacques (* 1985), Eishockeyspieler
- Laurence Leboeuf (* 1985), Schauspielerin
- Vanessa Lengies (* 1985), Schauspielerin
- Jonathan Paiement (* 1985), Eishockeyspieler
- Ariel Rebel (* 1985), Online-Pornodarstellerin, Model und Food-Bloggerin
- Karine Sergerie (* 1985), Taekwondoin
- Alexandra Stréliski (* 1985), Pianistin und Komponistin
- Josh Tordjman (* 1985), Eishockeytorwart
- Alissa White-Gluz (* 1985), Sängerin

#### 1986
- Krystina Alogbo (* 1986), Wasserballspielerin
- Patrick Bordeleau (* 1986), Eishockeyspieler
- Durga Chew-Bose (* 1986), Autorin und Filmemacherin
- Érik Chvojka (* 1986), Tennisspieler
- Julie Cloutier (* 1986), Fechterin
- Mathieu Giroux (* 1986), Eisschnellläufer und Shorttracker
- Anna Goodman (* 1986), Skirennläuferin
- Stefan Guay (* 1986), Skirennläufer
- Marlène Harnois (* 1986), kanadische und französische Taekwondoin
- Kaniehtiio Horn (* 1986), Schauspielerin
- Naiia Lajoie (* 1986), Schauspielerin und Model
- Charlotte Le Bon (* 1986), Schauspielerin, Fernsehmoderatorin und Model
- Pascal Lefrançois (* 1986), Pokerspieler
- Jaclyn Linetsky (1986–2003), Schauspielerin
- Muncef Ouardi (* 1986), Eisschnellläufer
- Meaghan Rath (* 1986), Schauspielerin
- Joannie Rochette (* 1986), Eiskunstläuferin
- Natalie Vansier (* 1986), Schauspielerin

#### 1987
- Alexandre Bilodeau (* 1987), Freestyle-Skier
- Robert Farah (* 1987), kolumbianischer Tennisspieler
- Marc-André Gragnani (* 1987), Eishockeyspieler
- Anna Hopkins (* 1987), Schauspielerin
- Kris Letang (* 1987), Eishockeyspieler
- Marc-Édouard Vlasic (* 1987), Eishockeyspieler
- Aleksandra Wozniak (* 1987), Tennisspielerin

#### 1988
- Jonathan Beaulieu-Bourgault (* 1988), Fußballspieler
- Alex Biega (* 1988), Eishockeyspieler
- Jared Gomes (* 1988), Eishockeyspieler
- David Lemieux (* 1988), Boxer
- Cristian Nuñez (* 1988), Fußballspieler
- Rick Rosato (* 1988), Jazzmusiker

#### 1989
- Farah Alibay (* 1989), Ingenieurin
- Meaghan Benfeito (* 1989), Wasserspringerin

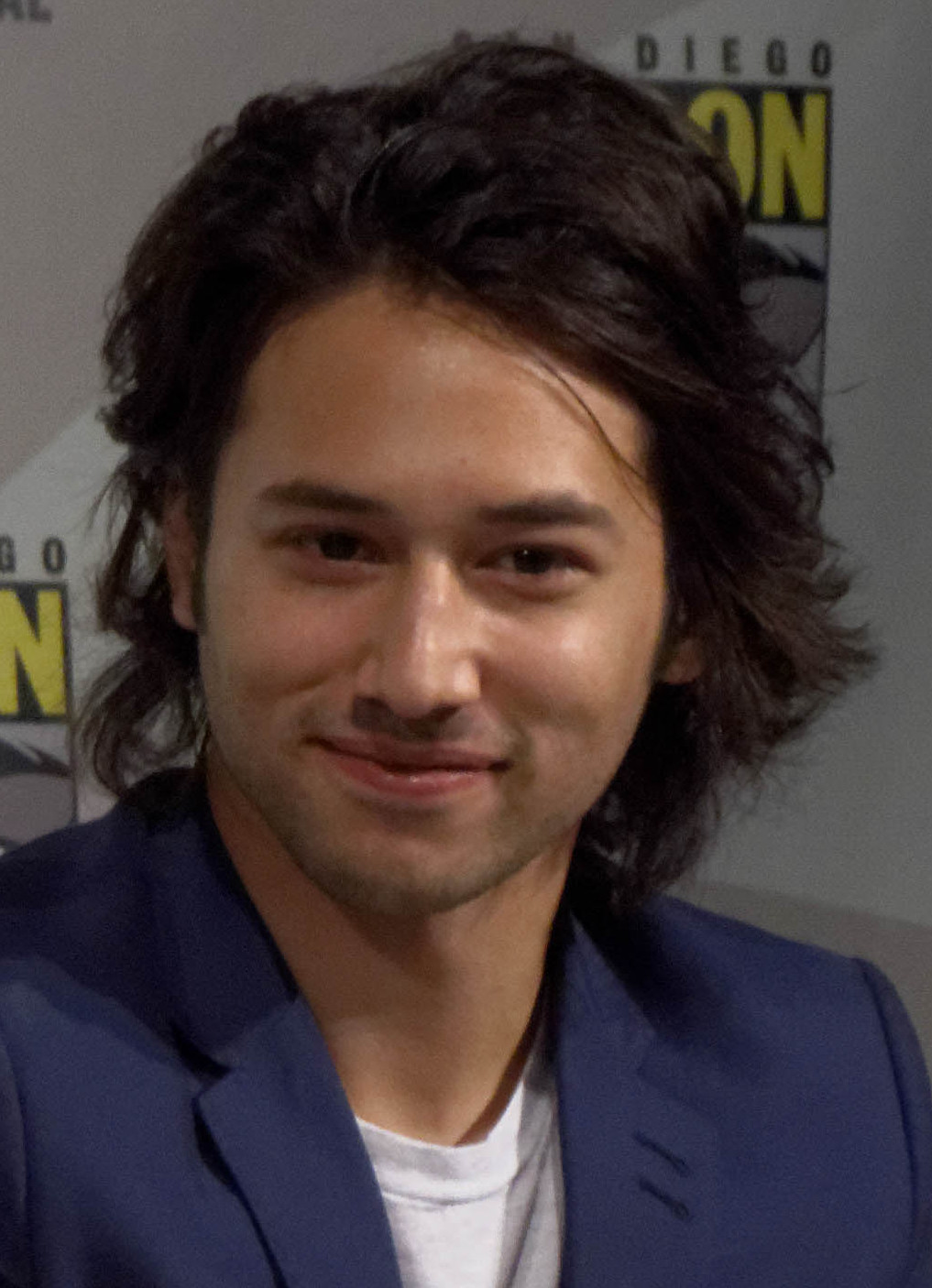
Jesse Rath (* 1989)

- Guillaume Boivin (* 1989), Bahn- und Straßenradrennfahrer
- Cœur de Pirate (* 1989), Singer-Songwriterin
- Xavier Dolan (* 1989), Regisseur, Schauspieler und Drehbuchautor
- Maxime Dufour-Lapointe (* 1989), Freestyle-Skierin
- Katerine Duska (* 1989), Sängerin
- Angelo Esposito (* 1989), italo-kanadischer Eishockeyspieler
- Geneviève Lacasse (* 1989), Eishockeytorhüterin
- Jesse Rath (* 1989), Schauspieler

#### 1990
- Mélissa Antunes (* 1990), portugiesische Fußballspielerin
- Mark Barberio (* 1990), Eishockeyspieler
- Alex Chiasson (* 1990), Eishockeyspieler
- Émilie Fillion (* 1990), Fußballspielerin
- Farah Jacques (* 1990), Sprinterin
- Marie-Andrée Mendes-Campeau (* 1990), Shorttrackerin
- Gabriel Nadeau-Dubois (* 1990), Politiker
- Kevin Poulin (* 1990), Eishockeyspieler
- Marco Scandella (* 1990), Eishockeyspieler
- Jordon Southorn (* 1990), Eishockeyspieler

### 1991–2000
- Jennifer Abel (* 1991), Wasserspringerin

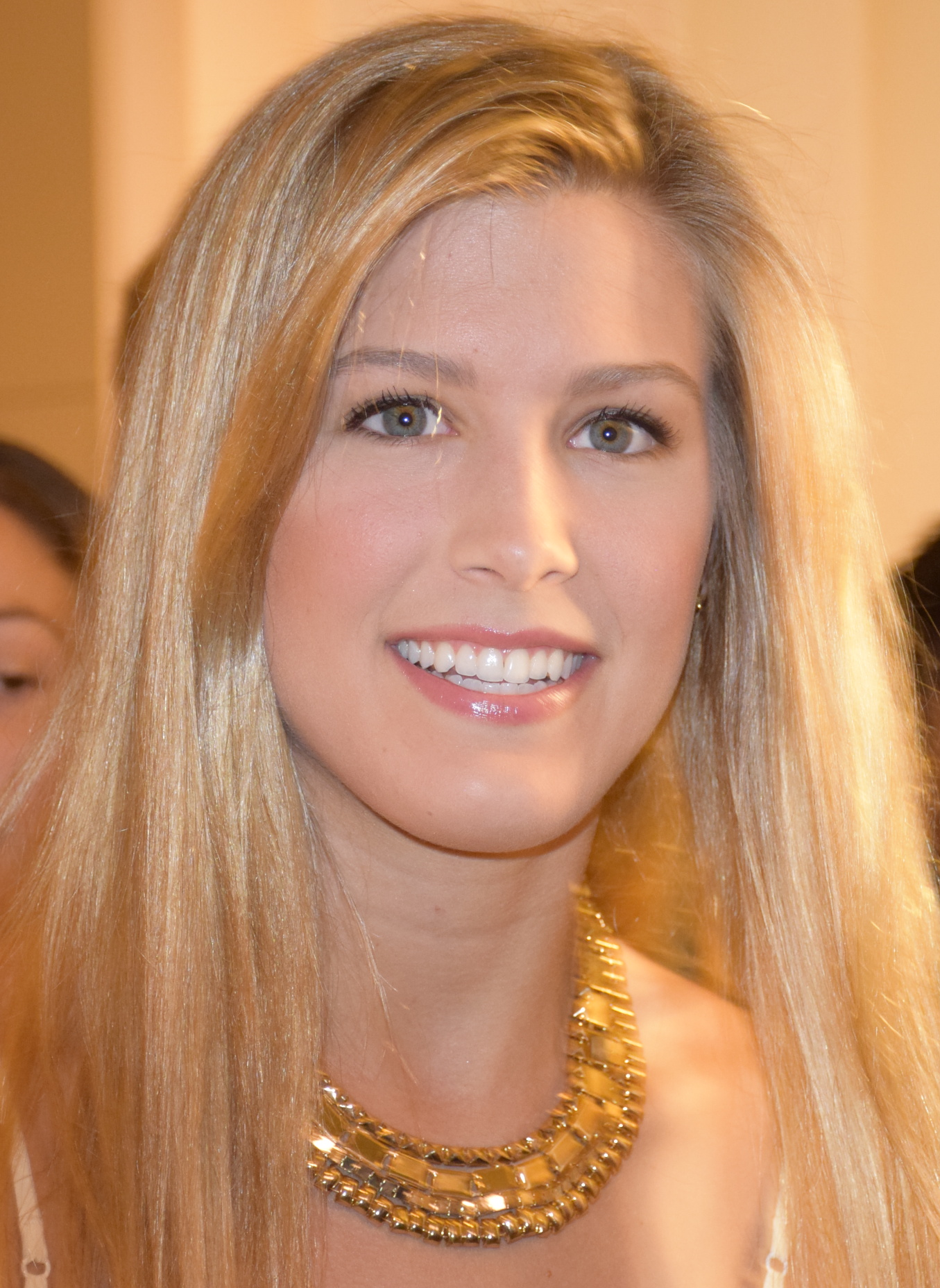
Eugenie Bouchard
(* 1994)

- Alex Barima (* 1991), Schauspieler und Synchronsprecher
- Bono (* 1991), Fußballtorhüter
- Chloé Dufour-Lapointe (* 1991), Freestyle-Skierin
- Marc-Antoine Gagnon (* 1991), Freestyle-Skier
- Kasia Gruchalla-Wesierski (* 1991), Ruderin
- Sarah-Jeanne Labrosse (* 1991), Schauspielerin
- Laurence Fournier Beaudry (* 1992), Eistänzerin
- Cynthia Mascitto (* 1992), italienische Shorttrackerin
- Dorothy Yeats (* 1993), Ringerin
- Catherine Beauchemin-Pinard (* 1994), Judoka
- Eugenie Bouchard (* 1994), Tennisspielerin
- Justine Dufour-Lapointe (* 1994), Freestyle-Skierin
- Angelo Miceli (* 1994), Eishockeyspieler
- Kalinka Petrie (* 1994), Schauspielerin
- Émile Poirier (* 1994), Eishockeyspieler
- Nikki Yanofsky (* 1994), Sängerin
- Marie-Yasmine Alidou (* 1995), Fußballspielerin
- Anthony Duclair (* 1995), Eishockeyspieler
- Zoé De Grand Maison (* 1995), Schauspielerin
- Micha Powell (* 1995), Sprinterin
- Lewis Zerter-Gossage (* 1995), deutsch-kanadischer Eishockeyspieler
- Duan Asemota (* 1996), Sprinter
- Maxime Laoun (* 1996), Shorttracker
- Françoise Abanda (* 1997), Tennisspielerin
- Nico DeCastris (* 1997), Schauspieler und Model
- James Pantemis (* 1997), kanadisch-griechischer Fußballspieler
- Antoine Olivier Pilon (* 1997), Schauspieler
- La Zarra (* 1997), Sängerin
- Lauriane Genest (* 1998), Bahnradsportlerin
- Wyatt Sanford (* 1998), Boxer
- Lance Stroll (* 1998), Automobilrennfahrer
- Vladimir Guerrero Jr. (* 1999), dominikanisch-kanadischer Baseballspieler
- Charlotte Robillard-Millette (* 1999), Tennisspielerin
- Moïse Bombito (* 2000), Fußballspieler
- Catherine Léger (* 2000), Sprinterin
- Simone Plourde (* 2000), Mittelstreckenläuferin
- Joe Veleno (* 2000), Eishockeyspieler

## 21. Jahrhundert
- Dalila Bela (* 2001), Schauspielerin
- Gabriel Diallo (* 2001), Tennisspieler
- Lenni-Kim Lalande (* 2001), Sänger und Schauspieler
- Younes Lalami (* 2001), kanadisch-marokkanischer Tennisspieler
- Jasmine Rivest (* 2001), Volleyballspielerin
- Leylah Fernandez (* 2002), Tennisspielerin
- Bennedict Mathurin (* 2002), Basketballspieler
- Édouard Therriault (* 2003), Freestyle-Skier
- Nathan Zsombor-Murray (* 2003), Wasserspringer
- Rida Zouhir (* 2003), kanadisch-marokkanischer Fußballspieler
- Esteban Masson (* 2004), französischer Automobilrennfahrer
- Ilya Kharun (* 2005), Schwimmer
- Annabelle Xu (* 2005), Tennisspielerin

## Datum unbekannt
- Stewart Bick (* vor 1989), Schauspieler
- Jacques Desjardins, Komponist und Musikpädagoge
- Anne-Marie Donovan,  Sängerin, Regisseurin und Autorin multikultureller und multimedialer Theaterproduktionen
- Claudia Ferri, Schauspielerin
- Genevieve Guimond, Cellistin
- Trevor Hayes, Theater-, Filmschauspieler und Synchronsprecher
- Linda Moroziuk, Sängerin und Songwriterin
- Max Power, Schlagzeuger der Punkrockband Montreal
- Elizabeth Anka Vajagic, Sängerin und Gitarristin
- Rory Winston, US-amerikanischer Schriftsteller
- Joolie Wood, Sängerin und Musikerin

## Personen, die mit der Stadt in Verbindung stehen
- Cornelius David Krieghoff (1815–1872), einer der bekanntesten kanadischen Maler des 19. Jahrhunderts, er wohnte hier
- Thomas Shaughnessy, 1. Baron Shaughnessy (1853–1923), amerikanisch-kanadischer Eisenbahnmanager und Präsident der Canadian Pacific Railway
- Antoine Reboulot (1914–2002), Organist